# Wołyń

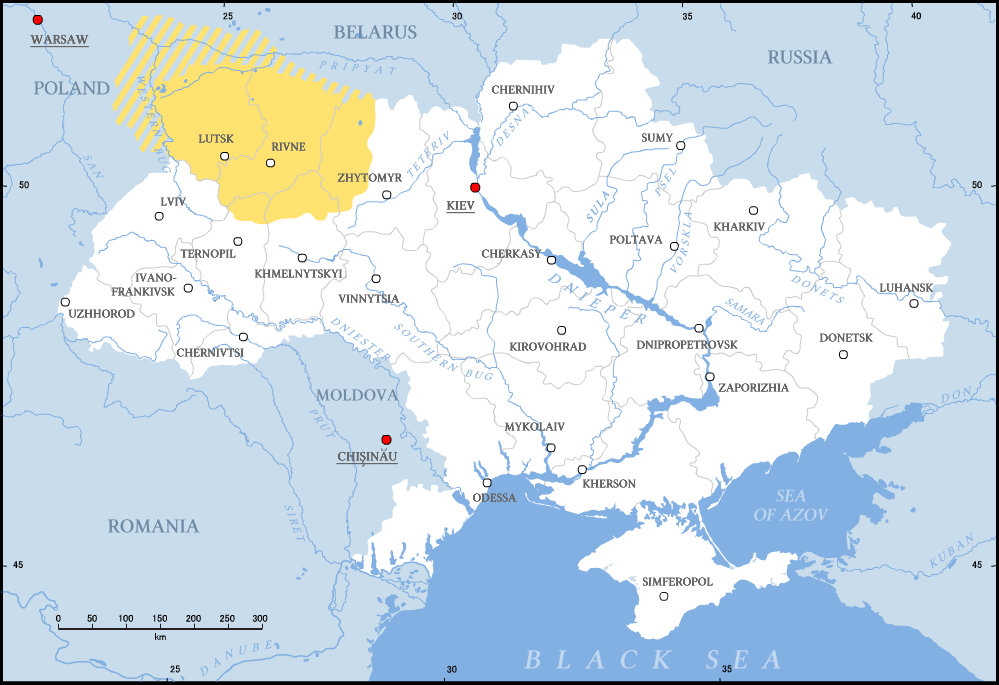
Przybliżona lokalizacja Wołynia na tle dzisiejszej Ukrainy

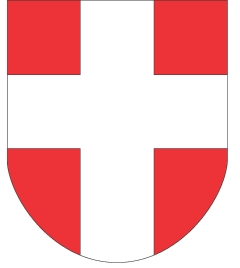
Pierwotny herb Wołynia

Herb Wołynia od 1569

Wołyń (ukr. Волинь, łac. Volhynia) – kraina historyczna w dorzeczu górnego Bugu oraz dopływów Dniepru: Prypeci, Styru, Horynia i Słuczy, obecnie część Ukrainy – obwody wołyński i rówieński, zachodnia część żytomierskiego i północne części tarnopolskiego i chmielnickiego.
Według Jana Długosza nazwa pochodzi od zamku Wołyń nad Bugiem (obecnie Gródek koło Hrubieszowa). Według Nestora nazwa wywodzi się od słowiańskiego plemienia Wołynian. Główne miasta to: Łuck, Kowel, Dubno, Równe, Krzemieniec, Zwiahel, Włodzimierz, Ostróg, Owrucz, Zasław, Starokonstantynów.

## Geografia

### Klimat
Klimat kontynentalny, ze znaczną różnicą temperatur między upalnym latem a mroźną zimą. Wiosna i jesień bardzo krótkie. W ciągu roku często nagłe skoki temperatury zależne od kierunku wiatrów.

### Krainy geograficzne

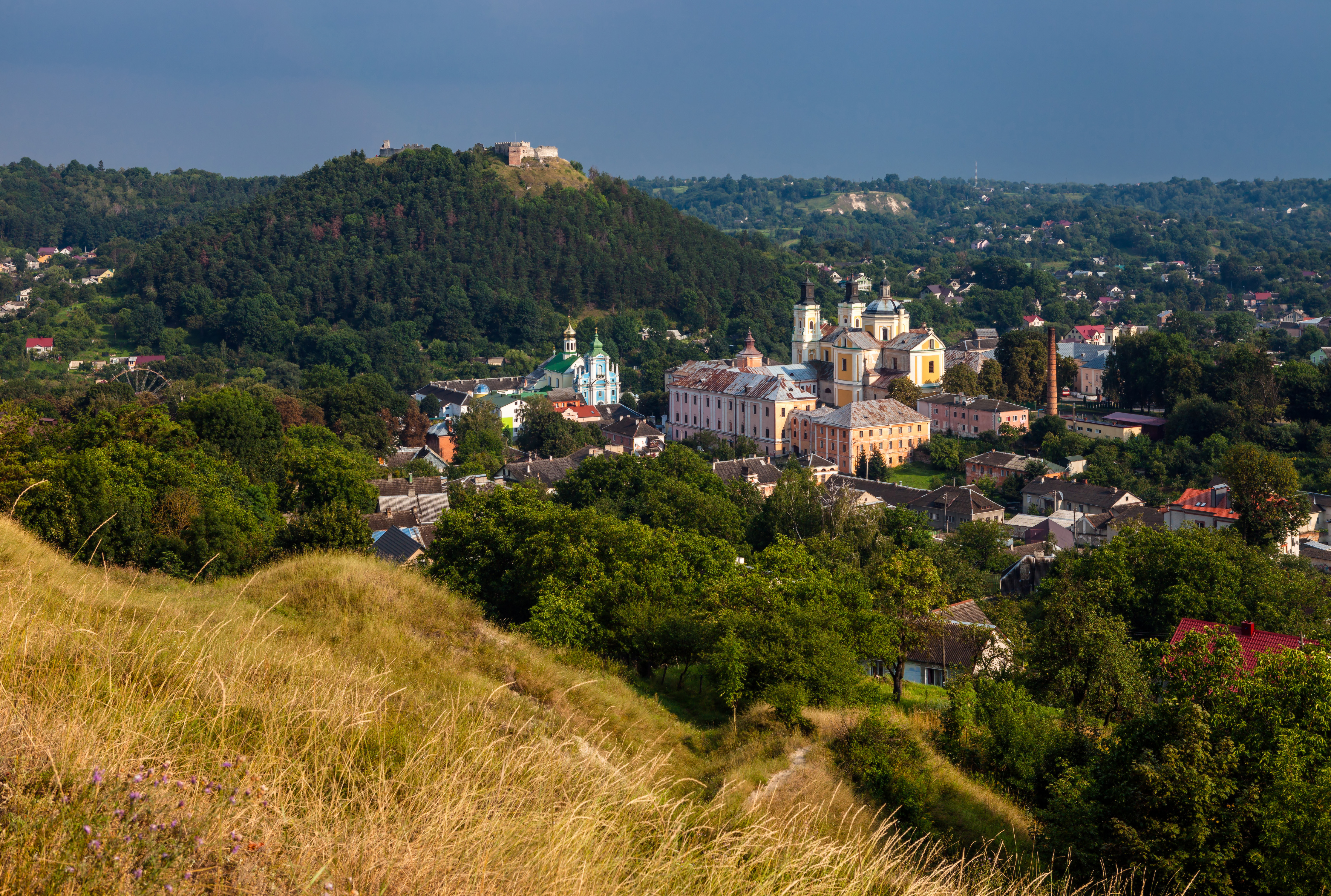
Góry Krzemienieckie – panorama Krzemieńca

Terytorium Wołynia składa się z dwu głównych obszarów o zasadniczo odmiennym krajobrazie. W części północnej znajduje się Polesie Wołyńskie, natomiast w części południowej Wyżyna Wołyńska (Wołyń właściwy). Granica między oboma regionami przebiega niedaleko na północ od linii Luboml – Kowel – Łuck – Równe – Korzec. Na południe od Wyżyny Wołyńskiej znajduje się obniżenie określane jako Małe Polesie.
Polesie Wołyńskie
Jest to równina, płaska, niska, piaszczysta, nieurodzajna, słabo zaludniona, pokryta błotami, bagnami i lasami przecięta płynącymi równolegle ku północy dopływami Prypeci.
Wyżyna Wołyńska
Jest to pagórkowaty teren z urodzajnymi glebami, pofałdowany, a w niektórych częściach górzysty, ze znacznym zaludnieniem. Koncentruje się tam większość zabytków.

Wzgórza wododziałowe o przebiegu północno-wschodnim (Bug / Stochód) ciągną się od rzeki Bug (Uściług) po Styr, tworząc lewy, urwisty brzeg tej rzeki. Najwyższe wzniesienia dochodzą do 281 m.
Wzgórza Krzemienieckie (Awratyńskie) o przebiegu równoleżnikowym stanowią przedłużenie Woroniaków i ciągną się między Radziwiłłowem a Zdołbunowem. Najwyższe wzniesienie to Góra Bony pod Krzemieńcem 407 m.
Góry Pełczańskie
Góry Dermańskie

### Rzeki
Charakterystyczny rys wołyńskiemu krajobrazowi nadają południkowo położone doliny rzek, stanowiących niegdyś ważne arterie komunikacyjne. Rzeki te płyną na północ ku Prypeci równoległymi do siebie dolinami, tworząc charakterystyczną sieć wodną. Największe z nich: Horyń, Słucz, Styr, Ikwa, Turia, Stochód. Wołyń w większości leży w zlewisku Morza Czarnego za pośrednictwem Prypeci. Niewielka część znajduje się w zlewisku Morza Bałtyckiego za pośrednictwem Bugu, który stanowi zachodnią granicę Wołynia.
Bug na obszarze Wołynia ma brzeg płaski, miejscami bagnisty. Jedynym jego dopływem jest Ług, która wpływa do Bugu w rejonie Uściługa.
Prypeć wypływa na północ od Opalina. Ma płaskie, bagniste brzegi. Wszystkie rzeki Wołynia są jej dopływami lub dopływami dopływów.

## Historia

### Prehistoria i starożytność
W okresie neolitu na terenie Wołynia pojawiła się kultura pucharów lejkowatych, a po niej kultura amfor kulistych. W epoce brązu – kultura strzyżowska.
W epoce żelaza południe Wołynia znajdowało się w orbicie wpływów kultury celtyckiej, promieniującej z obszaru łuku Karpat (Kotynowie, Peucyni). Rdzeń terytorialny tych ziem zamieszkany był przez Neurów, budowniczych grodów na bagnach prypeckich. W czasach rzymskich południowe i zachodnie kresy Wołynia zasiedlili Goci i ich pobratymcy.

### Średniowiecze
We wczesnym średniowieczu zamieszkany przez słowiańskie plemiona Bużan i Dulebów. Po podziale dzielnicowym Rusi Kijowskiej od 1199 roku na ziemiach Wołynia istniało księstwo włodzimierskie ze stolicą we Włodzimierzu. Najwybitniejszym jego władcą był w latach 1201–1264 Daniel Halicki (od roku 1253 król Rusi), który doprowadził do połączenia księstwa włodzimierskiego z księstwem halickim, tworząc Ruś Halicko-Wołyńską.
Po najazdach mongolskich 1240–1241 Wołyń stał się terenem postępującej rywalizacji polsko-litewskiej. Ostatecznie został podzielony między Królestwo Polskie i Wielkie Księstwo Litewskie. Pod koniec lipca 1366 roku król Kazimierz Wielki rozpoczął zajmowanie terytorium Wołynia, gdzie w Bełzie poddał mu się Jerzy Narymuntowicz, co przypieczętowano dokumentem pokojowym z października tego samego roku, przekazującym Kazimierzowi stołeczny Włodzimierz. Narymuntowicz został lennikiem króla z ziemi bełzkiej i chełmskiej, a ziemię włodzimierską jako polskie lenno otrzymał Aleksander Koriatowicz. Podział Wołynia sprecyzował dodatkowy traktat sojuszniczy Kazimierza i księcia Lubarta Dymitra. Po śmierci króla, Kazimierza Wielkiego w 1370 roku ziemie te opanowali Litwini pod wodzą Kiejstuta. W 1377 roku wyruszyła odwetowa wyprawa oddziałów polsko-węgierskich, w wyniku której odzyskano Wołyń. W 1375 została powołana rzymskokatolicka diecezja włodzimierska, a ok. 1404 diecezja łucka. Obie diecezje połączono w roku 1425. W 1429 w Łucku odbył się zjazd monarchów europejskich. W XV w. prawa miejskie otrzymały m.in. Włodzimierz, Krzemieniec, Łuck, Równe i Dubno. W 1491 siły polsko-litewskie rozgromiły pod Zasławiem czambuł tatarski, a w 1512 pokonały kilkakrotnie silniejszych Tatarów w bitwie pod Łopusznem.

### Województwo wołyńskie I Rzeczypospolitej

Województwo wołyńskie w 1619
W 1566 zostało utworzone województwo wołyńskie ze stolicą w Łucku. W 1569 roku na mocy unii lubelskiej Wołyń został przyłączony w całości przez króla Zygmunta II Augusta do Korony Królestwa Polskiego. Obejmował tereny województwa wołyńskiego i część kijowskiego prowincji małopolskiej. Około 1580 książę Konstanty Wasyl Ostrogski założył Akademię Ostrogską. Na Wołyniu zostały założone także ordynacje: Ołycka Radziwiłłów w 1586 i Ostrogska książąt Ostrogskich w 1609.

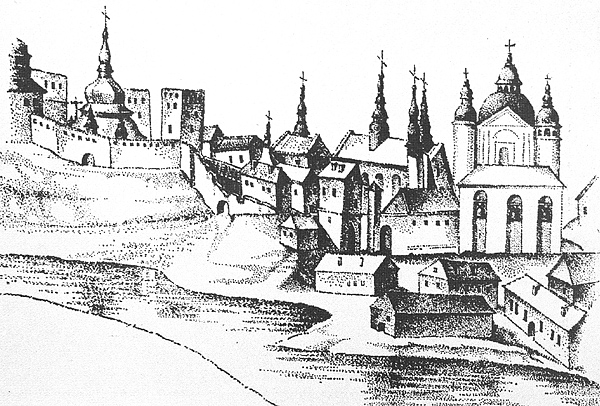
Łuck, stolica Wołynia, w XVIII w.

Z Wołynia wywodziły się polskie rody magnackie: Ostrogscy, Zasławscy, Zbarascy, Czartoryscy, Wiśniowieccy, Koreccy, Wielhorscy, Czetwertyńscy, Woronieccy, Sanguszkowie, Poryccy. W XV i XVI w. najpotężniejszym rodem wołyńskim był ród kniaziów Ostrogskich, którego główną siedzibą był Ostróg nad Horyniem. Ród ten wygasł w 1poł. XVII w. na Januszu Ostrogskim, który przed śmiercią w 1620 r. założył ordynację ostrogską, będącą w tym czasie jedną z największych posiadłości ziemskich na terenie całej Rzeczypospolitej. W XVII w. wygasł również inny ważny ród kniaziowski: spokrewnieni z Ostrogskimi Zasławscy z Zasławia na wschodnim Wołyniu. Miejscowym rodem był także kniaziowski ród Czetwertyńskich, którego gniazdem rodowym była wołyńska Czetwertnia nad Styrem. Z rodów wywodzących się z Wielkiego Księstwa Litewskiego wywodzili się Wiśniowieccy z siedzibą w Wiśniowcu, Sanguszkowie z siedzibą w Kamieniu Koszyrskim, Zbarascy ze Zbaraża, Radziwłłowie z siedzibą w Ołyce i Czartoryscy z siedzibą w Klewaniu. W XVIII wieku większe dobra na Wołyniu zaczęli posiadać wywodzący się z Korony Jabłonowscy i Lubomirscy. Na Wołyniu część dzieciństwa spędził król Polski, Michał Korybut Wiśniowiecki. Takie miasta jak Łuck, Kowel, Krzemieniec i Włodzimierz były miastami królewskimi Korony Królestwa Polskiego, a prywatnymi miastami szlacheckimi były m.in. Równe, Ostróg, Zbaraż, Zasław i Zwiahel.
W czasie powstania kozackiego Bohdana Chmielnickiego najdalej na zachód wysunięty teren penetracji kozackiej. To na Wołyniu w 1648 wojska koronne pod wodzą Jeremiego Wiśniowieckiego odniosły zwycięstwo w bitwie pod Konstantynowem, a w 1651 doszło do zwycięskiej dla wojsk Rzeczypospolitej wielkiej bitwy pod Beresteczkiem.

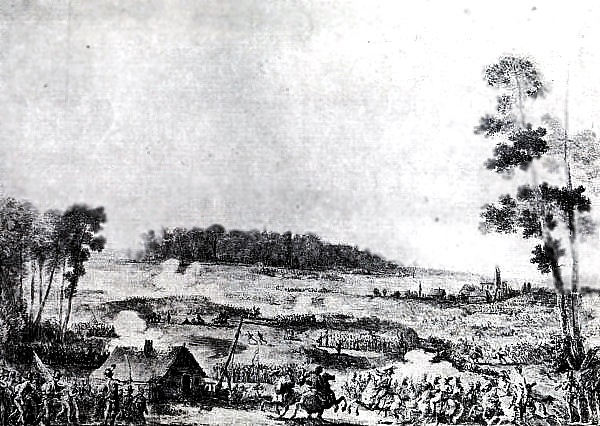
Bitwa pod Zieleńcami

W 1772 w wyniku I rozbioru Polski południowy fragment znalazł się w zaborze austriackim.
W 1783 Józef Klemens Czartoryski założył w Korcu manufakturę porcelany, jedną z pierwszych w Polsce.
W wojnie w obronie Konstytucji 3 maja 18 czerwca 1792 Polacy pod wodzą Józefa Poniatowskiego odnieśli zwycięstwo nad Rosjanami w bitwie pod Zieleńcami. Dla uczczenia tego zwycięstwa król Stanisław August Poniatowski ustanowił Order Virtuti Militari. Pierwsze ordery zostały wręczone 25 czerwca w Ostrogu. W lipcu 1792 Tadeusz Kościuszko odparł pod Włodzimierzem liczniejsze wojsko rosyjskie.
Po II rozbiorze podzielony nową granicą między Rzecząpospolitą a Cesarstwem Rosyjskim. Pozostała część w granicach Rosji po III rozbiorze w 1795, jako gubernia wołyńska ze stolicą w Żytomierzu.

### Pod zaborami

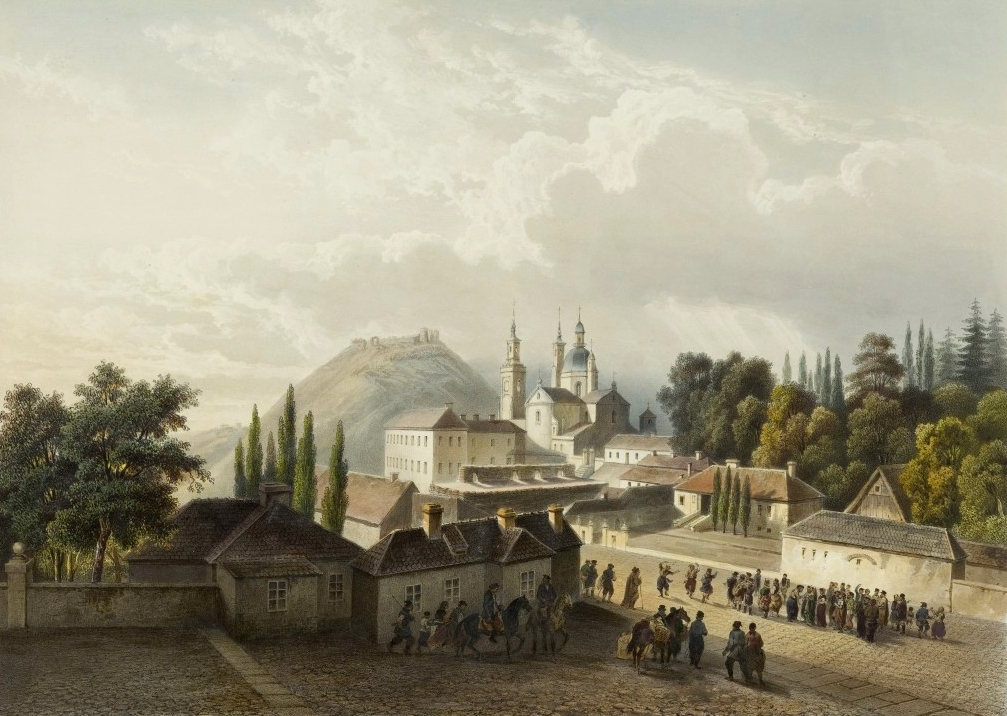
Krzemieniec z zabudowaniami Liceum Krzemienieckiego w XIX w.

W 1805 Tadeusz Czacki założył w Krzemieńcu na południowym Wołyniu Liceum Krzemienieckie – jedno z najsłynniejszych i najbardziej zasłużonych polskich liceów. W 1809 także w Krzemieńcu przyszedł na świat Juliusz Słowacki.
W 1812 Polacy zwyciężyli Rosjan w bitwie o Uściług na zachodnich krańcach Wołynia.
Teren działalności powstańczej w czasie powstania styczniowego. Naczelnikiem wojennym Wołynia w powstaniu był Edmund Różycki, który poprowadził tu Polaków do zwycięstwa w bitwie pod Salichą. Na Wołyniu walczył także m.in. oddział gen. Józefa Wysockiego.
Wielkim ciosem dla polskości Wołynia były represje jakie spadły na polską ludność po powstaniach: listopadowym i styczniowym. Rząd Rosji zamknął polskie szkoły, klasztory, parafie i zmuszał katolików do konwersji na prawosławie. Nastąpiło wynarodowienie dziesiątków tysięcy polskich rodzin. W 1839 roku rząd rosyjski zlikwidował diecezję łucką ze strukturami Kościoła unickiego, którego wyznawcy i parafie zostali przejęci przez Rosyjski Kościół Prawosławny.

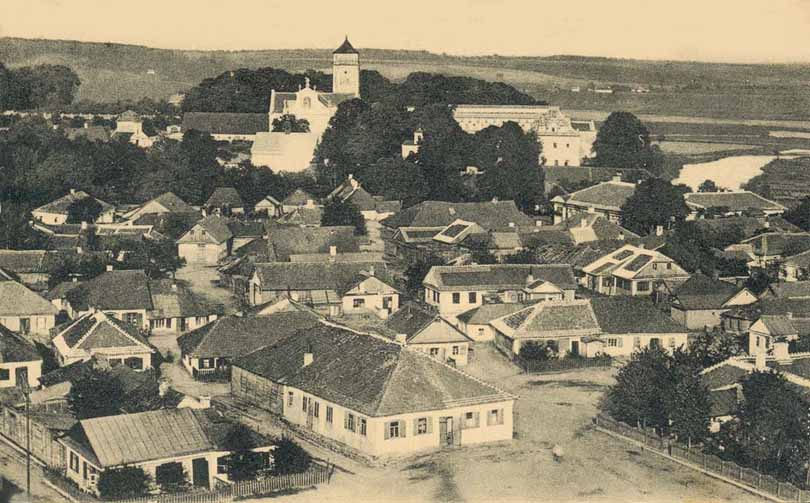
Zasław w 1910

W latach 1914–1918 obszar ten przechodził burzliwy okres: na początku I wojny światowej, w latach 1915–1916, zachodnia część Wołynia została zajęta przez Austriaków, ale w roku 1916 Rosjanie odbili te tereny. W okresie I wojny światowej w latach 1915–1916 na terenie Wołynia toczyły się ciężkie walki pozycyjne. Uczestniczyły w nich I, II i III Brygada Legionów Polskich, m.in. pod Kostiuchnówką. W 1917 r. wojska rosyjskie stacjonujące na obszarze Wołynia opowiedziały się najpierw za rewolucją lutową, a później październikową. W następnym roku, po podpisaniu traktatu brzeskiego doszło do niemieckiej interwencji na Ukrainie, wskutek czego cały ten kraj, podobnie jak i Wołyń, znalazł się pod kontrolą Niemców oraz marionetkowego wobec nich hetmanatu Pawło Skoropadskiego. Z czasem jednak siły Niemców oraz hetmana zostały wyparte z Kijowa przez wojska wierne atamanowi Semenowi Petlurze. Wojska te opanowały również środkową i wschodnią część kraju.

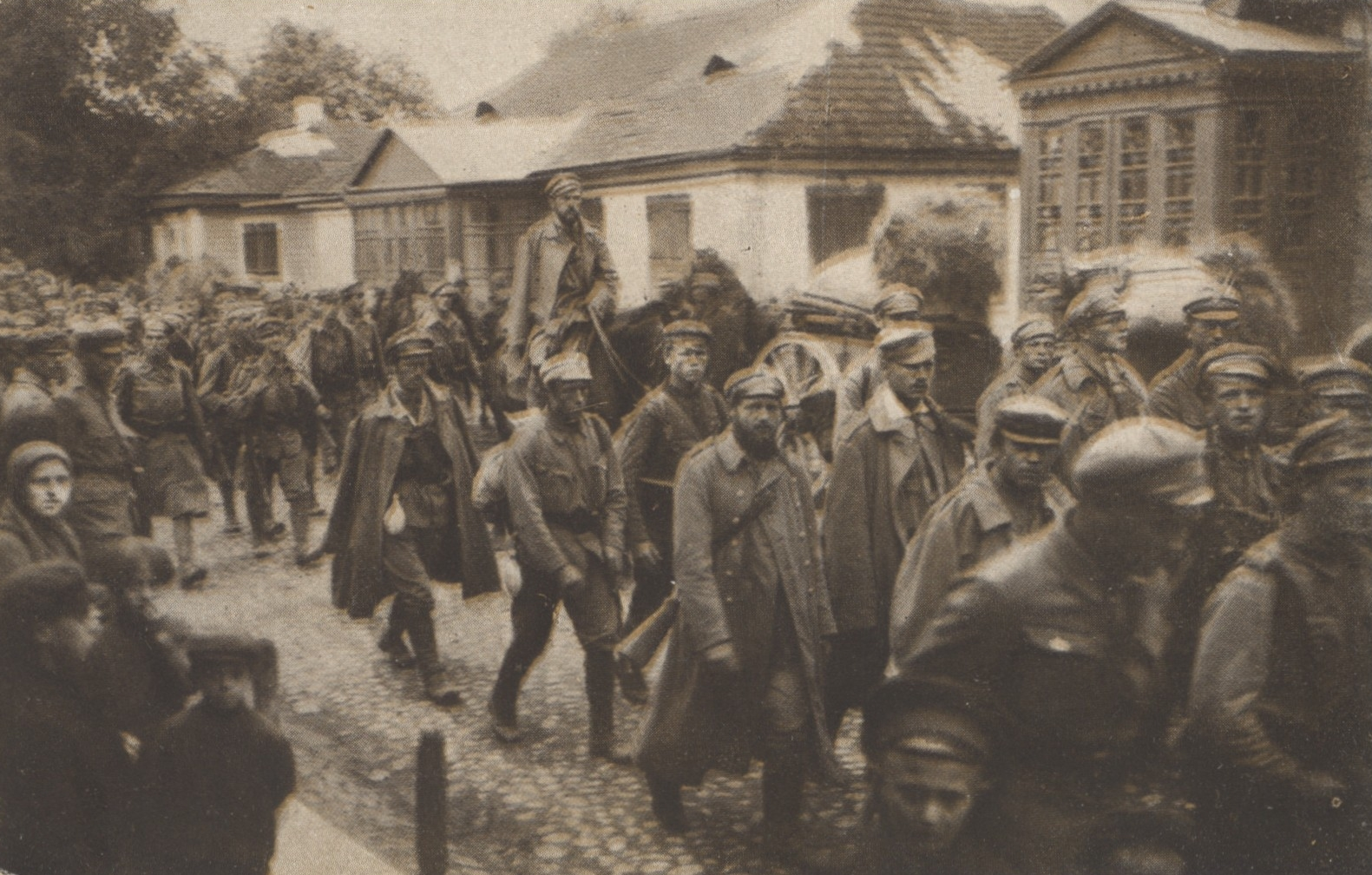
Wkroczenie I Brygady Legionów Polskich do Kowla w 1915 r.

W 1916 w Kościuchnówce na Wołyniu został założony jeden z najpopularniejszych polskich klubów piłkarskich – Legia Warszawa.
Początków polsko-ukraińskiego konfliktu o Wołyń można upatrywać w wydarzeniach listopada 1918 r., w czasie, gdy trwały już polsko-ukraińskie walki we Lwowie. Pierwsze walki polsko-ukraińskie toczyły się o Włodzimierz, który w okresie listopad 1918 – styczeń 1919 parokrotnie przechodził z rąk do rąk, kolejnym ważnym etapem wojny były starcia mające na celu opanowanie Kowla, z którego ewakuowali się Niemcy. Po opanowaniu linii Włodzimierz – Kowel, strona polska ograniczała się głównie do utrzymania panowania nad tym obszarem, a zarazem do powstrzymywania działań wojsk ukraińskich, które miały na celu usunięcie Polaków z zajmowanych miejscowości. Latem 1919 r. na obszarze Wołynia doszło do otwarcia frontu kolejnej wojny, tym razem polsko-bolszewickiej.

### Okres międzywojenny

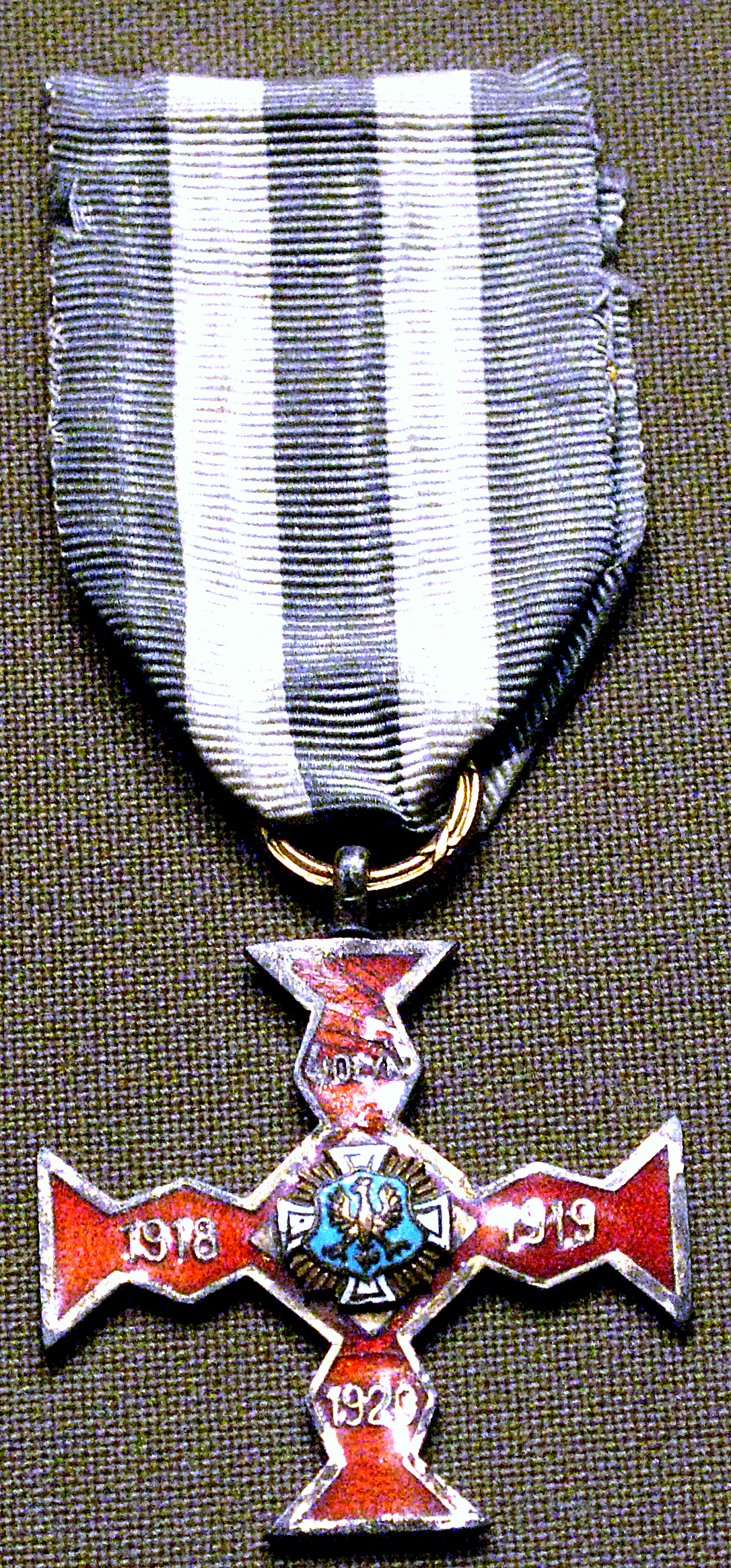
Krzyż Wołynia

Po zakończeniu I wojny światowej zachodnia część Wołynia na mocy traktatu ryskiego z 18 marca 1921 została prawnie przyłączona do Polski, lecz faktycznie należała do RP od maja 1919. Administrowany był przez Zarząd Cywilny Ziem Wschodnich do czasu utworzenia odrębnego województwa wołyńskiego ze stolicą w Łucku, co nastąpiło w 1921. Powstałe wówczas województwo istniało do końca II RP. Wschodnia część Wołynia pozostała w ZSRR, gdzie w 1923 utworzono trzy wołyńskie okręgi: korosteński, nowogrodzki, szepetowski.

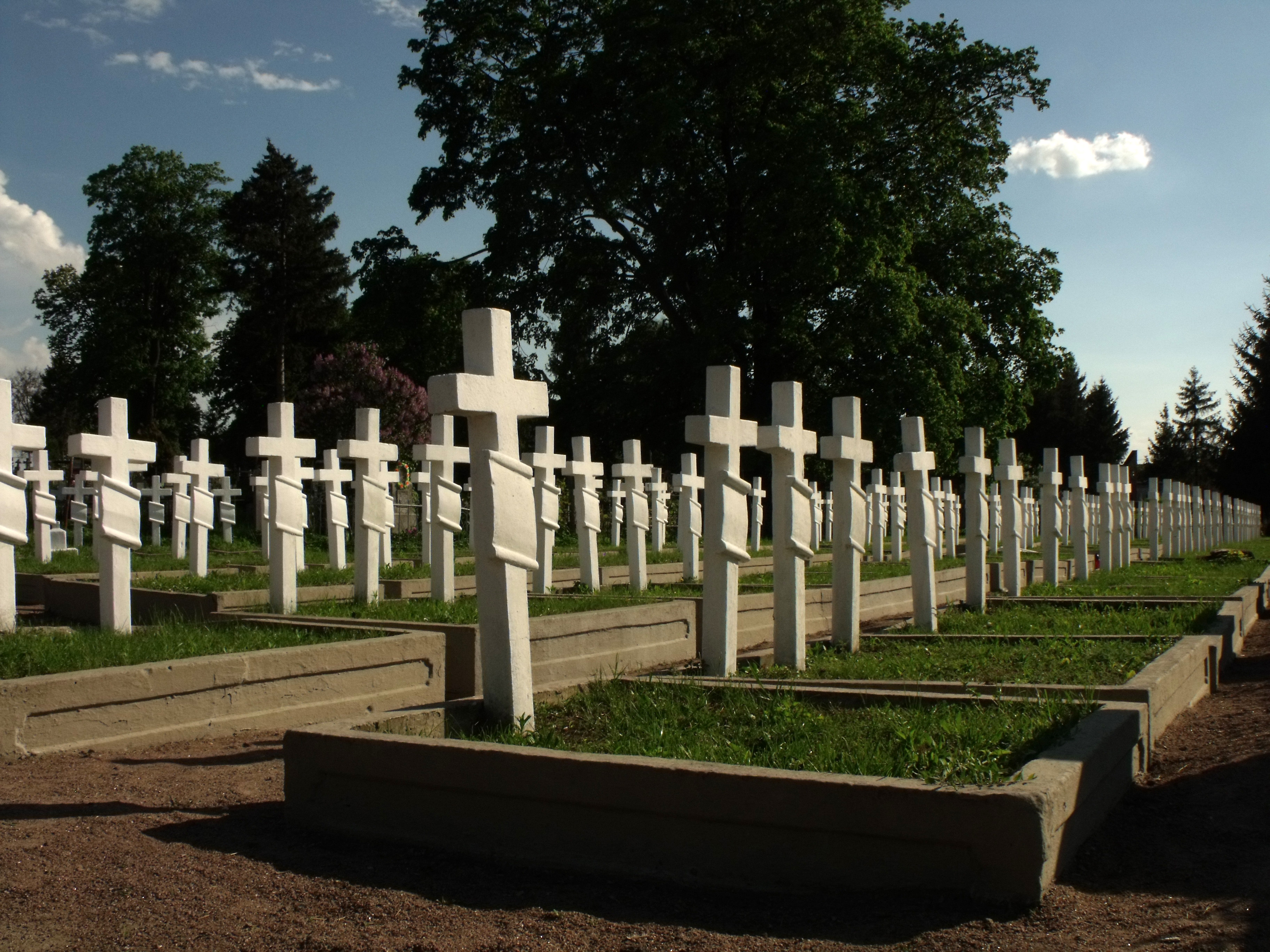
Cmentarz żołnierzy polskich z 1920 w Równem

W województwie dominowali Ukraińcy, stanowiący ponad 2/3 ludności. Wołyń w latach 20. i 30. XX wieku zamieszkiwany był w 70% przez Ukraińców. Byli oni przeważnie rolnikami, 87% ludności mieszkało na wsi. Województwo było zacofane cywilizacyjne, co wynikało z uprzedniej polityki rosyjskiej. Np. prawie 70% stanowili analfabeci, rolnictwo można porównać jedynie z poleskim. W latach 20. istniała jeszcze trójpolówka. Brak było sieci szkolnej, drogowej, szpitali. Sytuacja z wolna ulegała poprawie. Liczba analfabetów w 1931 r. spadła o 20%. Z punktu widzenia państwa Wołyń miał duże znaczenie strategiczne (z punktu widzenia militarnego, w tym możliwości mobilizacyjnych).
Kwestia ukraińska na Wołyniu była bardzo mocno powiązana z sytuacją wewnętrzną w ZSRR i jego polityką ukraińską. W 1920 roku powołano w Pradze Ukraińską Organizację Wojskową, do której należało dokonywanie ataków o charakterze terrorystycznym na obszarze Polski i Związku Sowieckiego z głównym zamierzeniem odzyskania niepodległości. Najbardziej spektakularnymi akcjami UWO były próby zabicia Józefa Piłsudskiego w 1921 czy prezydenta Stanisława Wojciechowskiego w 1924. W 1929 roku UWO zostało formalnie przyłączone jako autonomiczne ramię zbrojne do nowo powstałej nielegalnie działającej Organizacji Ukraińskich Nacjonalistów, ukierunkowanej na utworzenie niepodległego państwa Ukraińskiego od Małopolski po Don. Przeciwnikiem politycznym OUN-u było Ukraińskie Zjednoczenie Narodowo-Demokratyczne, które było największym ukraińskim legalnie działającym ugrupowaniem politycznym w II Rzeczypospolitej i opowiadało się za współpracą z Polską.
Konieczne jest rozróżnienie podejścia władz polskich i podejścia samych Ukraińców do kwestii niepodległości w Galicji i na Wołyniu. Ukraińcy mieszkający na terenie Galicji byli w znacznej mierze grekokatolikami, a kościół greckokatolicki był jednym z podstawowych czynników kształtujących ich świadomość narodową. Możliwe było również powstawanie struktur narodowych, co zaowocowało w latach 1918–1919 powstaniem Zachodnioukraińskiej Republiki Ludowej, która upadła po kilku miesiącach krwawych walk z państwem polskim, rozbudzając jednak wśród młodego pokolenia Ukraińców pragnienie niepodległości.

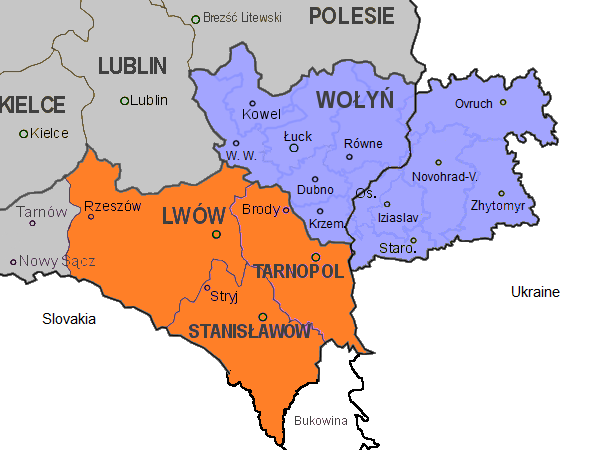
Małopolska Wschodnia i Wołyń

Województwo wołyńskie, II RP

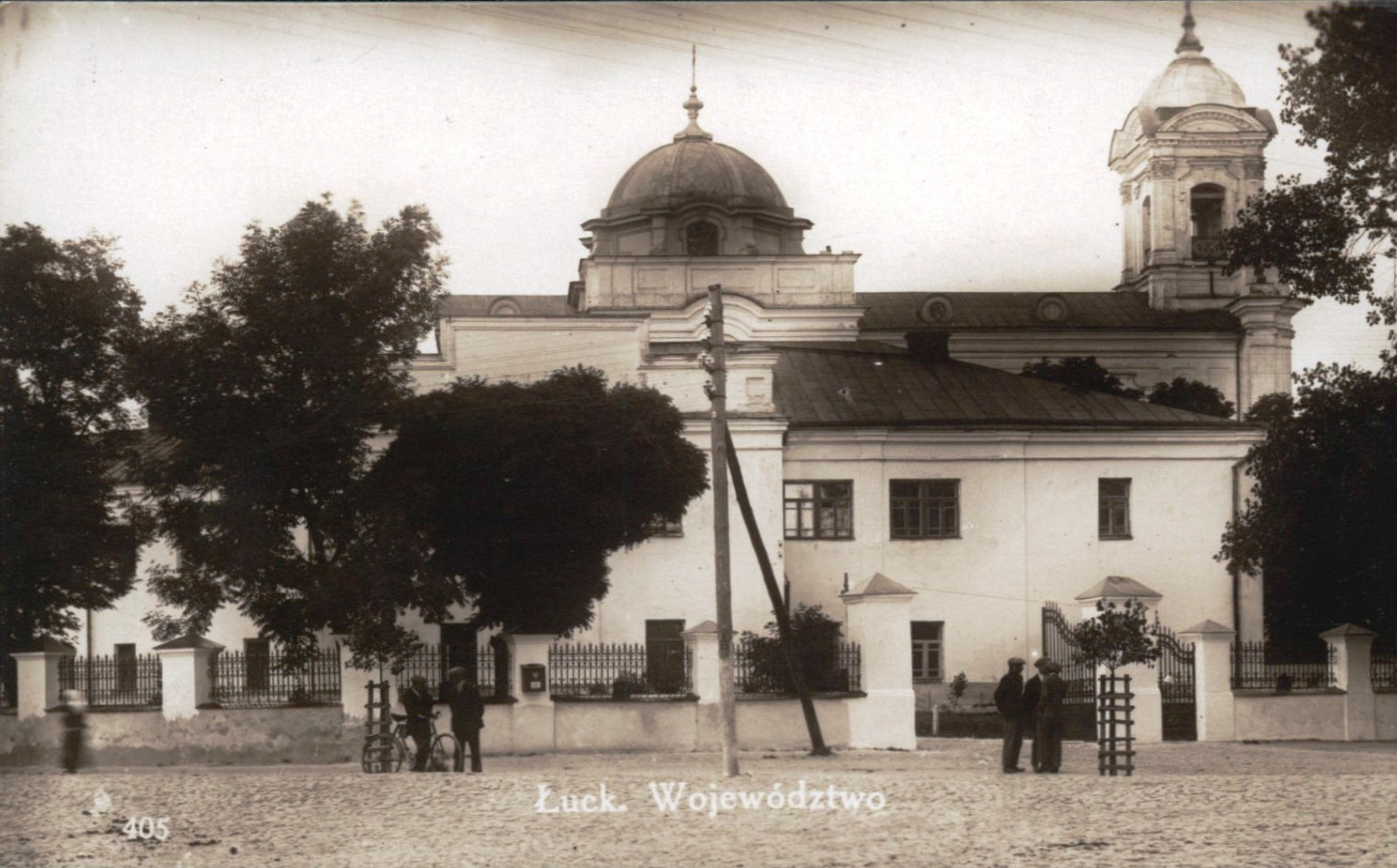
Urząd Wojewódzki w Łucku w 1930

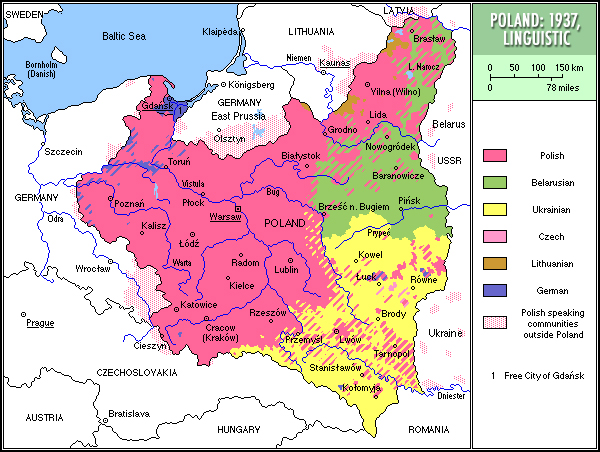
II Rzeczpospolita, skład narodowościowy

Na Wołyniu stosunki między Polakami a Ukraińcami przynajmniej początkowo po I wojnie światowej nie były zantagonizowane, gdyż nacje te w równym stopniu były uciskane przez zaborcę, a władzom rosyjskim nie zależało na rozbudzaniu świadomości ukraińskiej. Realizowano politykę wynaradawiania, czego przejawem jest wyniszczenie kościoła unickiego i krzewienie wiary prawosławnej. W okresie międzywojennym władze polskie starały się podtrzymywać i pogłębiać różnice, aby zapobiec przenikaniu idei narodowych z Małopolski (Galicji) na Wołyń i Polesie. Przejawiało się to istnieniem tzw. kordonu sokalskiego, przebiegającego wzdłuż dawnej granicy austriacko-rosyjskiej. Na północ od tej linii nie mogły działać istniejące na innych terenach Polski ukraińskie organizacje polityczne, kulturalno-oświatowe i gospodarcze. Dodatkowo w latach 1921–1923 na terenie Wołynia przeprowadzono kolonizację za pomocą osadników wojskowych (w całym okresie międzywojennym na Kresach powstało w ten sposób 7,9 tys. osad, do których należało 130 tysięcy ha ziemi). Nadziały ziemi na rzecz Polaków nie spotkały się z aprobatą ludności ukraińskiej.
Istotną postacią w kreowaniu polskiej polityki względem Ukraińców był dwukrotny wojewoda wołyński Henryk Józewski. Od końca sierpnia 1927 r. szef gabinetu Józefa Piłsudskiego, w grudniu 1928 roku został mianowany wojewodą wołyńskim. W grudniu 1929 r. został ministrem spraw wewnętrznych w rządzie Kazimierza Bartla, a następnie Walerego Sławka. W 1930 r. objął po raz drugi stanowisko wojewody wołyńskiego. Na Wołyniu prowadził politykę zmierzającą do zgodnego współżycia Polaków i Ukraińców. Uważał, że ośrodkiem porozumienia powinien stać się właśnie Wołyń. Twierdził, że ukraiński ruch narodowy musi stanąć przed alternatywą wyboru między Polską a ZSRR. Był zwolennikiem rozwoju samorządu lokalnego w oparciu o urzędników ukraińskich i koncentrował się na zwiększeniu ukraińskich uprawnień w dziedzinie samorządu. W oświacie, w szkołach dwujęzycznych (tzw. utrakwistycznych) wprowadzono jako obowiązkowy język ukraiński. Popierał również rozbudowywanie ukraińskich i polsko-ukraińskich organizacji społecznych, takich jak Wołyńskie Zjednoczenie Ukraińskie, ukraińska partia polityczna założona w 1931 na Wołyniu. Ukraińcy zrzeszeni w tej organizacji wierzyli, że dzięki dobrym układom z rządem sanacyjnym mogą uzyskać znaczną autonomię lub też w przyszłości niepodległość Ukrainy. Wpływ tej partii był jednak niewielki, ograniczał się do terytorium Wołynia, a partia funkcjonowała praktycznie tylko dzięki rządowemu poparciu. Wśród współpracowników Józewskiego znaleźli się liczni działacze państwowi URL (m.in. były adiutant Petlury, Stepan Skrypnyk). Jednocześnie był przy tym przeciwny rozszerzaniu wpływów i działalności niektórych ukraińskich organizacji politycznych i społecznych (np. Proswity) z Galicji na Wołyń. Po śmierci Piłsudskiego pozycja Józewskiego na Wołyniu zaczęła słabnąć. Jego przeciwnicy zarzucali mu, że zbytnio faworyzuje Ukraińców. W kwietniu 1938 został odwołany ze stanowiska wojewody wołyńskiego. Eksperyment wołyński Józewskiego był największą, najbardziej konsekwentną i kompleksową próbą rozwiązania kwestii ukraińskiej w II Rzeczypospolitej.
Na jego miejsce mianowano 13 kwietnia 1938 roku Aleksandra Haukego-Nowaka, byłego wojewodę łódzkiego, który był protegowanym marszałka Edwarda Śmigłego-Rydza. Jego nominacja związana była ze zmianą polityki wobec Ukraińców dokonaną przez obóz sanacyjny (utworzenie Obozu Zjednoczenia Narodowego i próba zbliżenia do środowisk i haseł endecji). W kwietniu 1938, na Wołyniu rozpoczęły się represje skierowane przeciw ludności ukraińskiej (m.in. przymusowa akcja konwersji na rzymski katolicyzm), wielu ukraińskich działaczy było więzionych w obozie w Berezie Kartuskiej. Nowak wojewodą był do wybuchu II wojny światowej.
Łuck był ważnym ośrodkiem kulturalnym i oświatowym. Działały tam dwa zawodowe teatry: polski i ukraiński, dwa gimnazja, muzeum, biblioteka. W 1937 r. powstało Wołyńskie Towarzystwo Przyjaciół Nauk. W Krzemieńcu od 1920 działało znane Liceum Krzemienieckie z osobnym statutem i osobowością prawną (założone w 1805, zlikwidowane przez władze rosyjskie po powstaniu listopadowym).
Największymi miastami Wołynia w granicach II RP w 1931 były kolejno Równe, Łuck, Kowel, Włodzimierz, Krzemieniec, Ostróg i Dubno.

### 1939–1945 – okupacja wojenna

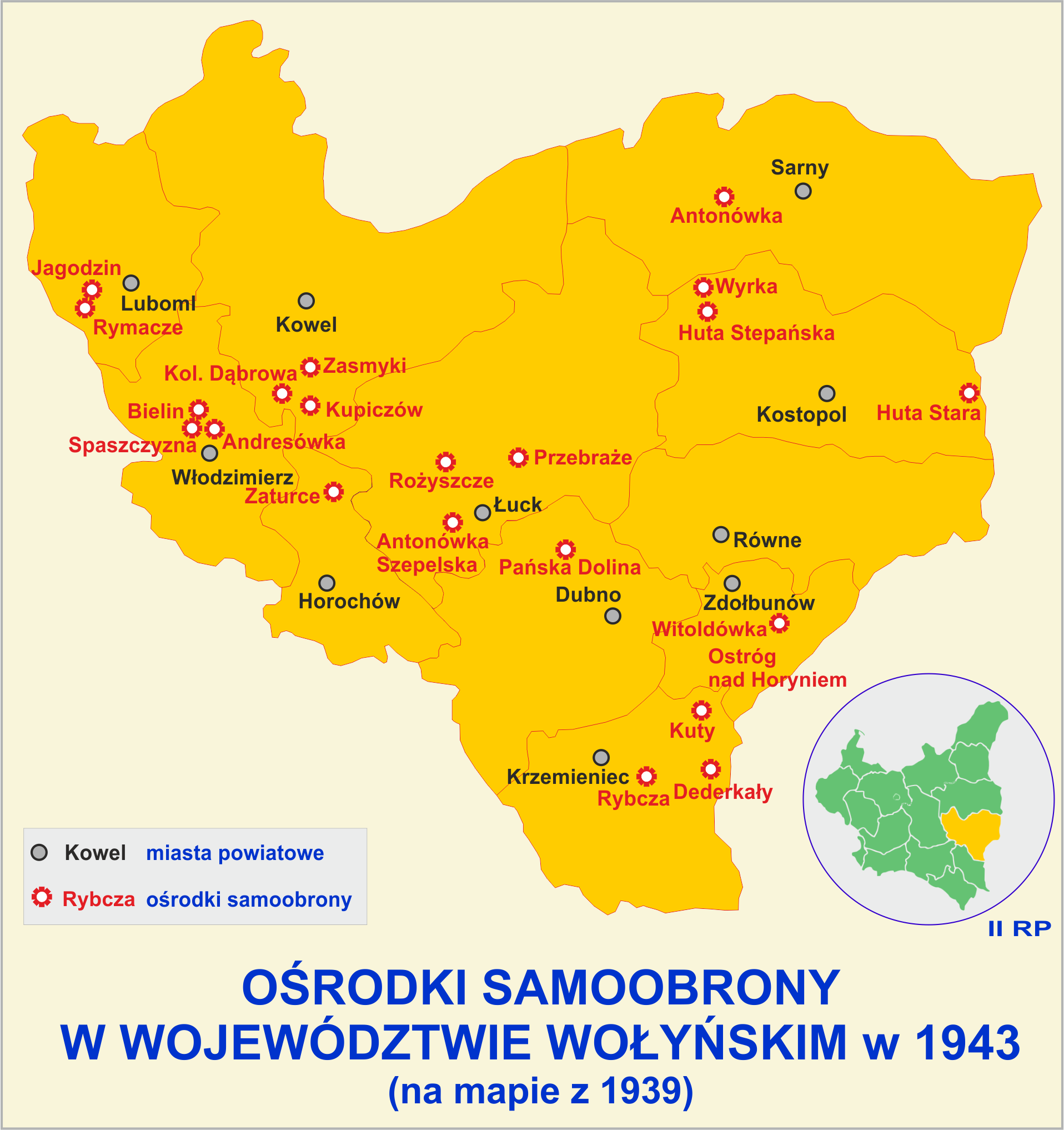
Ośrodki polskiej samoobrony na Wołyniu w 1943

Po agresji wojsk ZSRR z 17 września 1939 Wołyń włączono do Ukraińskiej SRR (utworzono obwody: łucki i rówieński). W lutym, kwietniu i czerwcu 1940 miały miejsce masowe wywózki ludności polskiej i uznawanej przez komunistów za „niebezpieczną klasowo” na Syberię. Na mocy umów między III Rzeszą a ZSRR ludność niemiecką wysiedlono do Rzeszy.
Po ataku III Rzeszy na ZSRR w roku 1941 Wołyń został zajęty przez wojska niemieckie. Niemcy razem z kolaborantami ukraińskimi wymordowali ok. 150 tysięcy Żydów. W Równem ustanowiono stolicę Komisariatu Rzeszy „Ukraina”. Region stał się terenem aktywnej działalności OUN i UPA, dążących do utworzenia państwa ukraińskiego pod protektoratem Niemiec. Dążenia te były bezskuteczne, gdyż Niemcy kwestię ukraińską traktowali instrumentalnie. Z zamiarem utworzenia jednolitego etnicznie regionu nacjonaliści ukraińscy przy bierności Niemców przystąpili do eksterminacji ludności polskiej. Od lutego 1943 do stycznia 1944 – ze szczególnym nasileniem w lecie 1943 – dochodziło do czystek etnicznych, czyli zorganizowanego ludobójstwa na ludności polskiej – wymordowano ok. 50–60 tys. Polaków.
Na Wołyniu istniały zorganizowane struktury Polskiego Państwa Podziemnego: Okręgowa Delegatura Rządu RP na Kraj, i Armia Krajowa (SZP-ZWZ-AK). Najsilniejszym związkiem taktycznym AK była 27. Wołyńska Dywizja Piechoty, która wspierała samoobronę organizowaną przez ludność polskich miejscowości broniącą się przed terrorem UPA. Wiosną 1944 r. 27 WDP wystąpiła jako zwarta jednostka (ok. 8 tys. żołnierzy) i walcząc z Niemcami i nacjonalistami ukraińskimi dotarła w Lubelskie. Działała również partyzantka sowiecka.

### od 1945 – okres powojenny

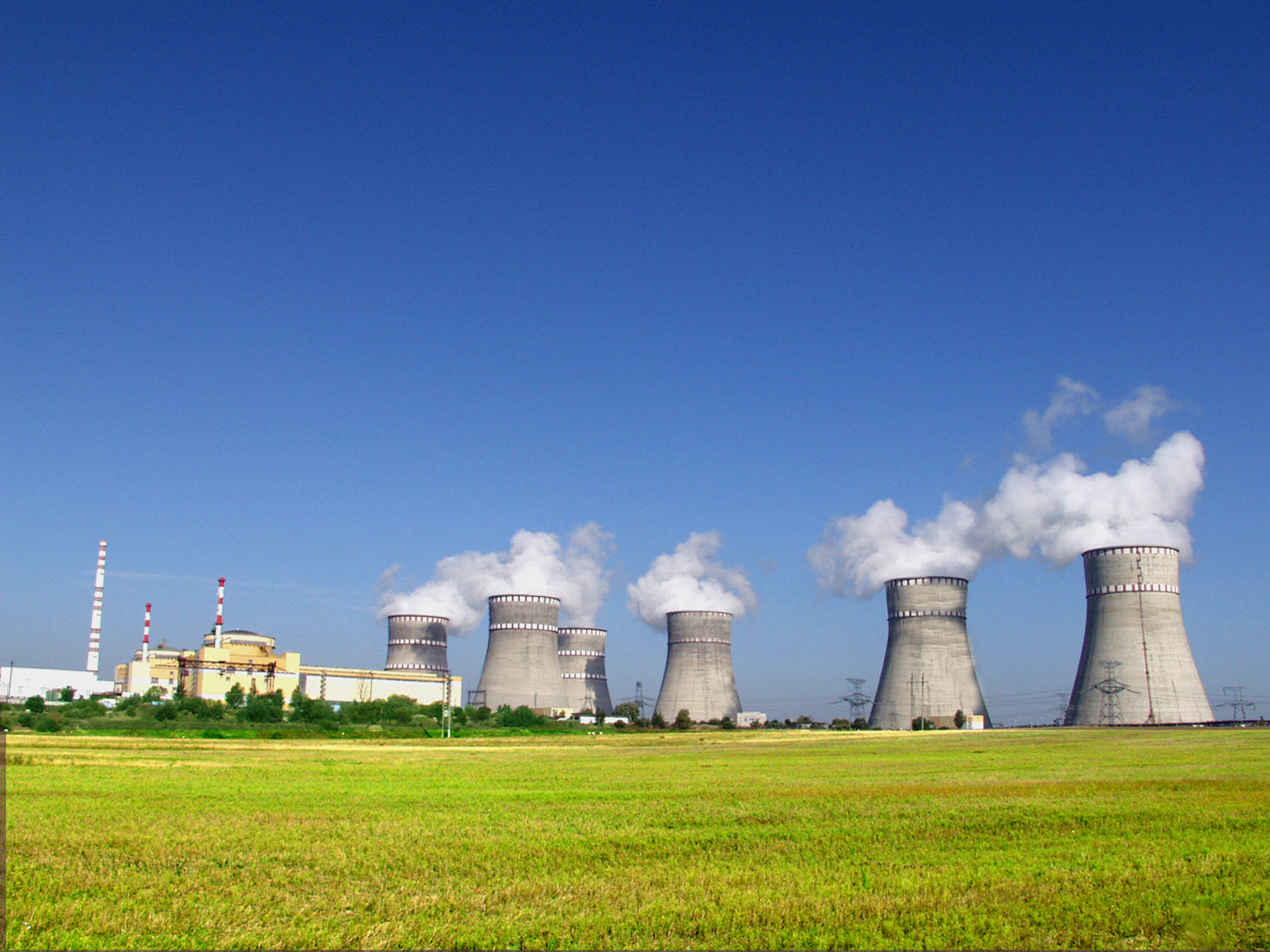
Rówieńska Elektrownia Jądrowa w Waraszu

Od 1945 Wołyń znajdował się w Ukraińskiej Socjalistycznej Republiki Radzieckiej – części składowej ZSRR. Po II wojnie światowej ocaleni Polacy (ok. 200 tysięcy) zostali wysiedleni przez sowieckie władze ukraińskie, głównie na Śląsk i Ziemie Odzyskane. Na ich miejsce osadzano ludność ukraińską wysiedlaną z terenów wschodnich województw RP: rzeszowskiego i lubelskiego, a także ze wschodniej i centralnej Ukrainy. Czesi natomiast w większości repatriowali się do Czechosłowacji. Ukraińcy mieli nadzieję na administracyjne przyłączenie do Wołynia południowych rejonów dawnego województwa poleskiego z Brześciem, co jednak nie nastąpiło.
W latach 80. uruchomiono na Wołyniu dwie elektrownie atomowe: Rówieńską w Waraszu i Chmielnicką w Niecieszynie.
Od 1991 w niepodległej Ukrainie. Obszar przedwojennego województwa wołyńskiego obejmuje obecnie dwa obwody: wołyński ze stolicą w Łucku i rówieński ze stolicą w Równem, i część tarnopolskiego (Krzemieniec). Z geograficznego punktu widzenia, oprócz Wołynia właściwego obejmują one również południowy skraj Polesia. Wschodnia część Wołynia (przed II wojną światową w ZSRR) należy natomiast do obwodów żytomierskiego i chmielnickiego. Tam też przetrwała znaczna mniejszość polska.

## Architektura

### Zamki
Charakterystycznym elementem krajobrazu Wołynia są zamki (część w ruinie), które pełniły funkcje obronne (głównie przed najazdami ze wschodu) oraz administracyjne i rezydencjonalne (rzadziej jako ośrodki lokalnych władz, częściej jako siedziby wołyńskich rodów magnackich, a z czasem także rodów wywodzących się z innych regionów Polski).

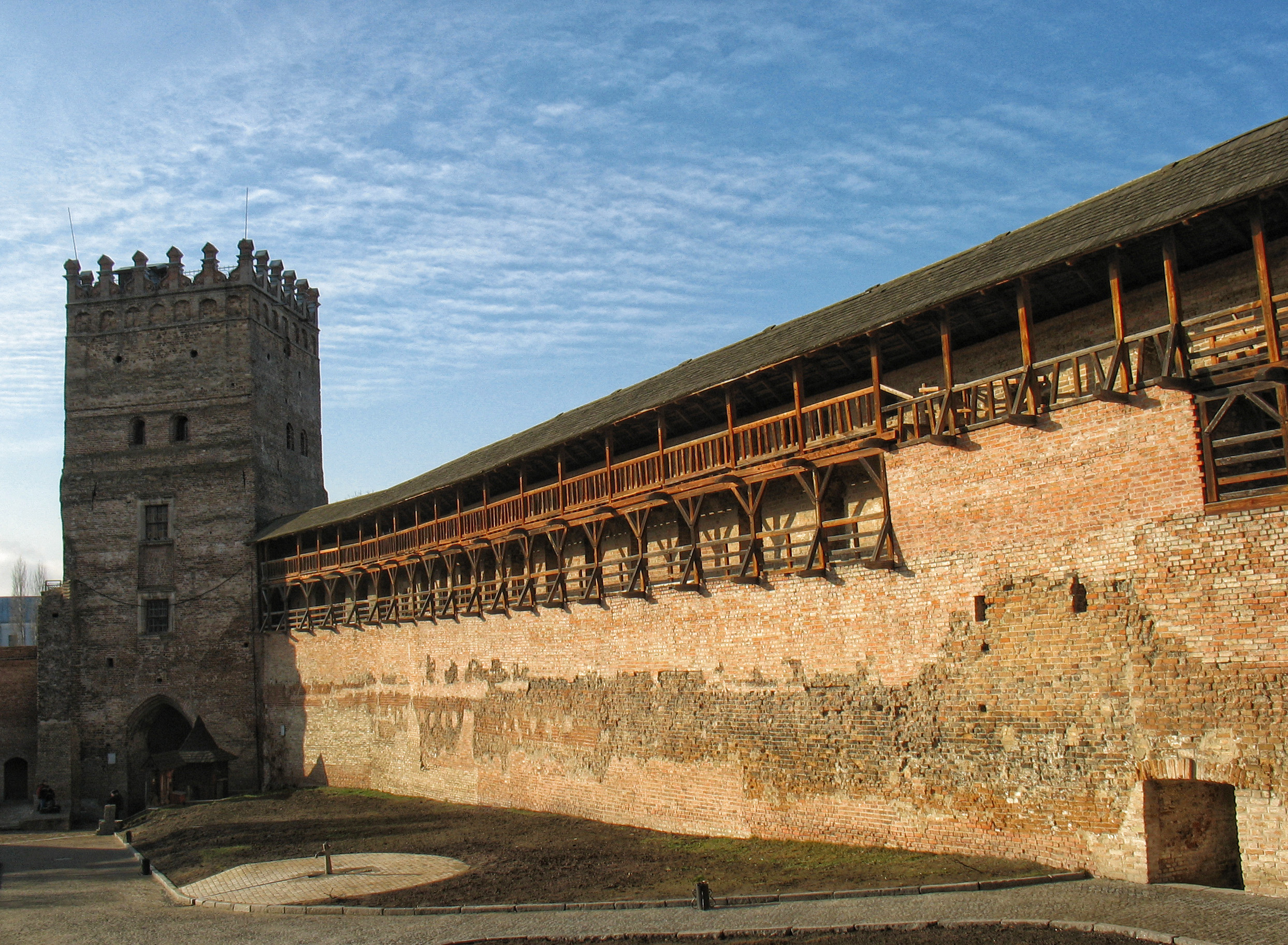
Zamek w Łucku
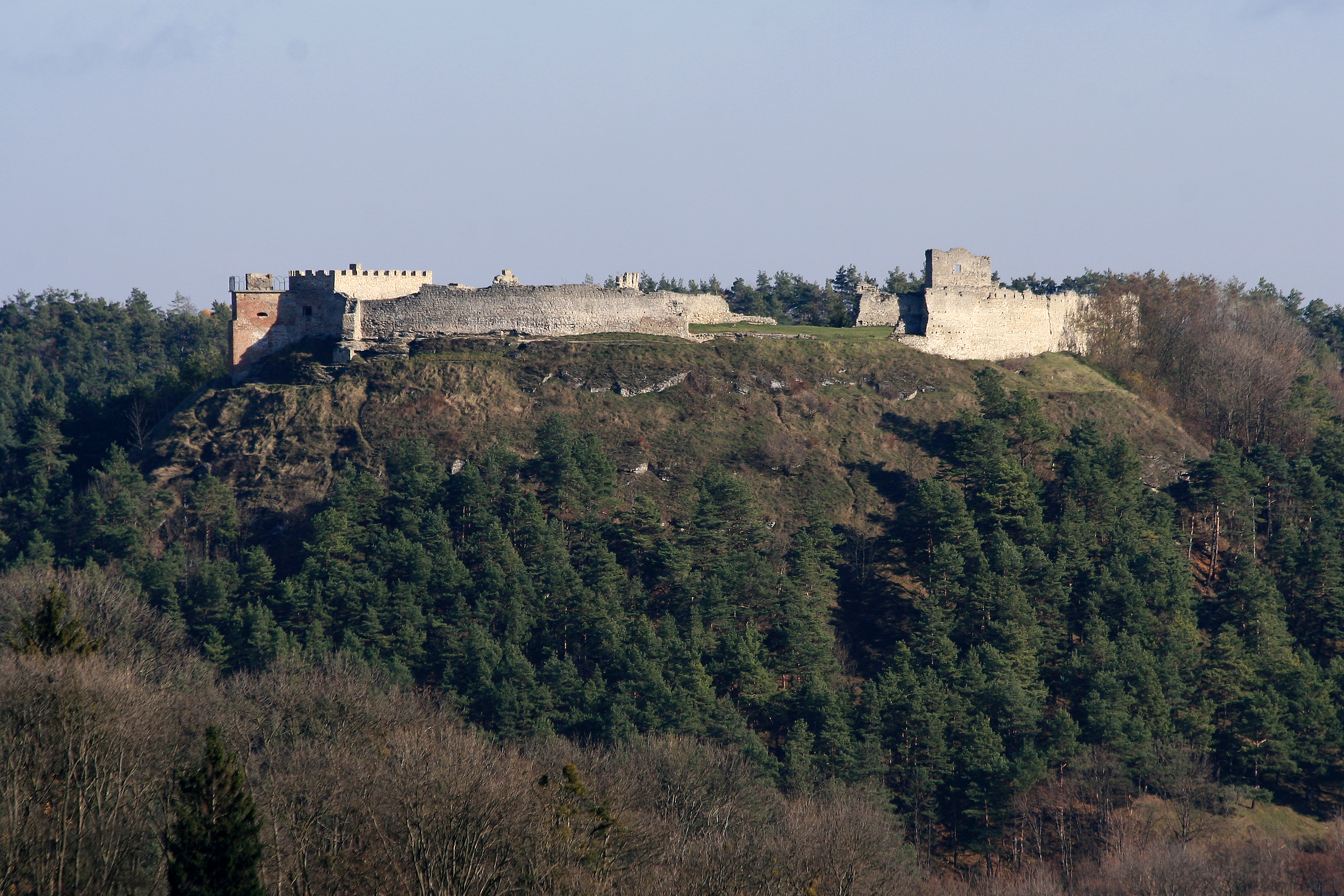
Ruiny zamku królewskiego w Krzemieńcu
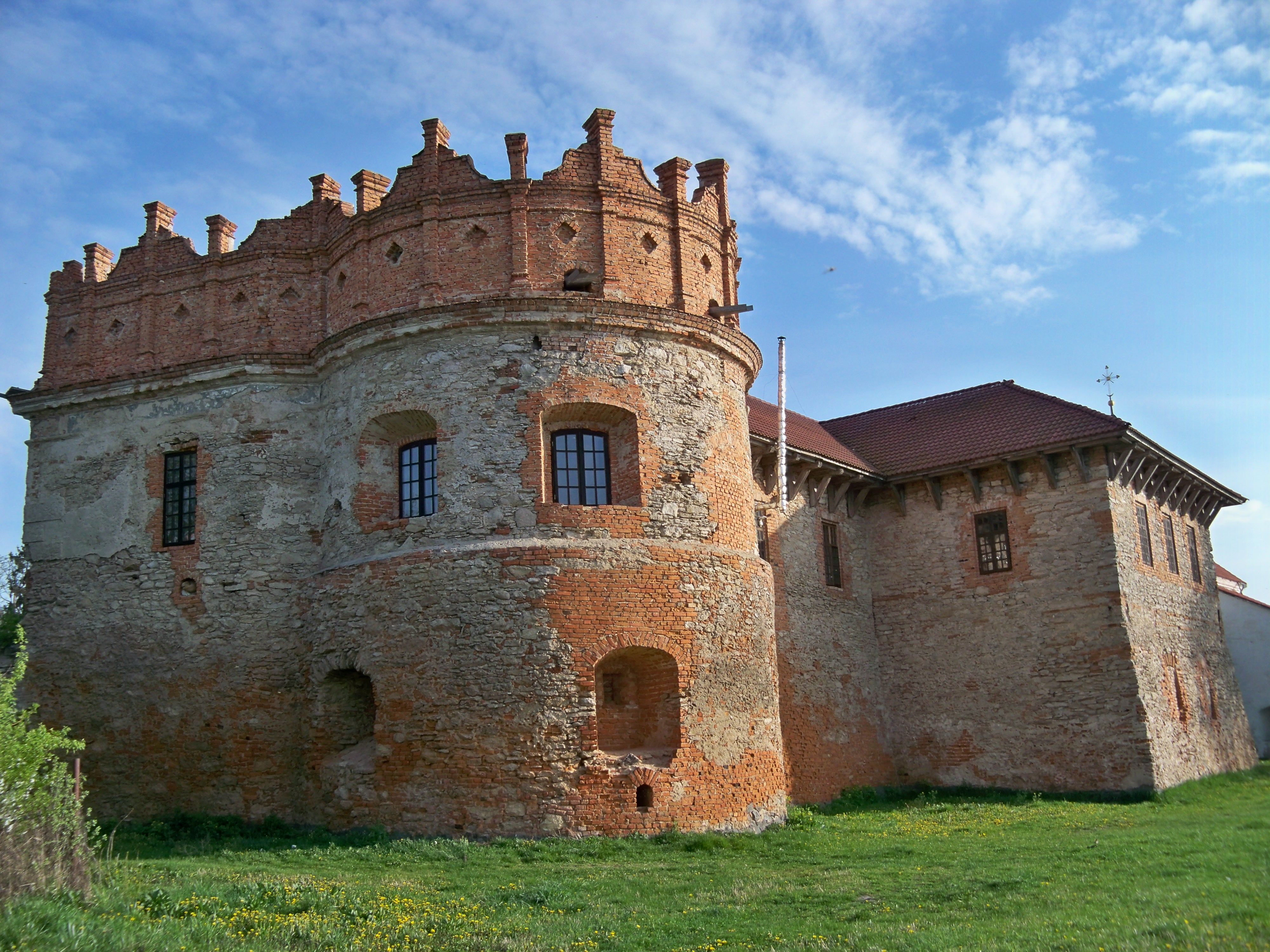
Zamek Ostrogskich w Starokonstantynowie
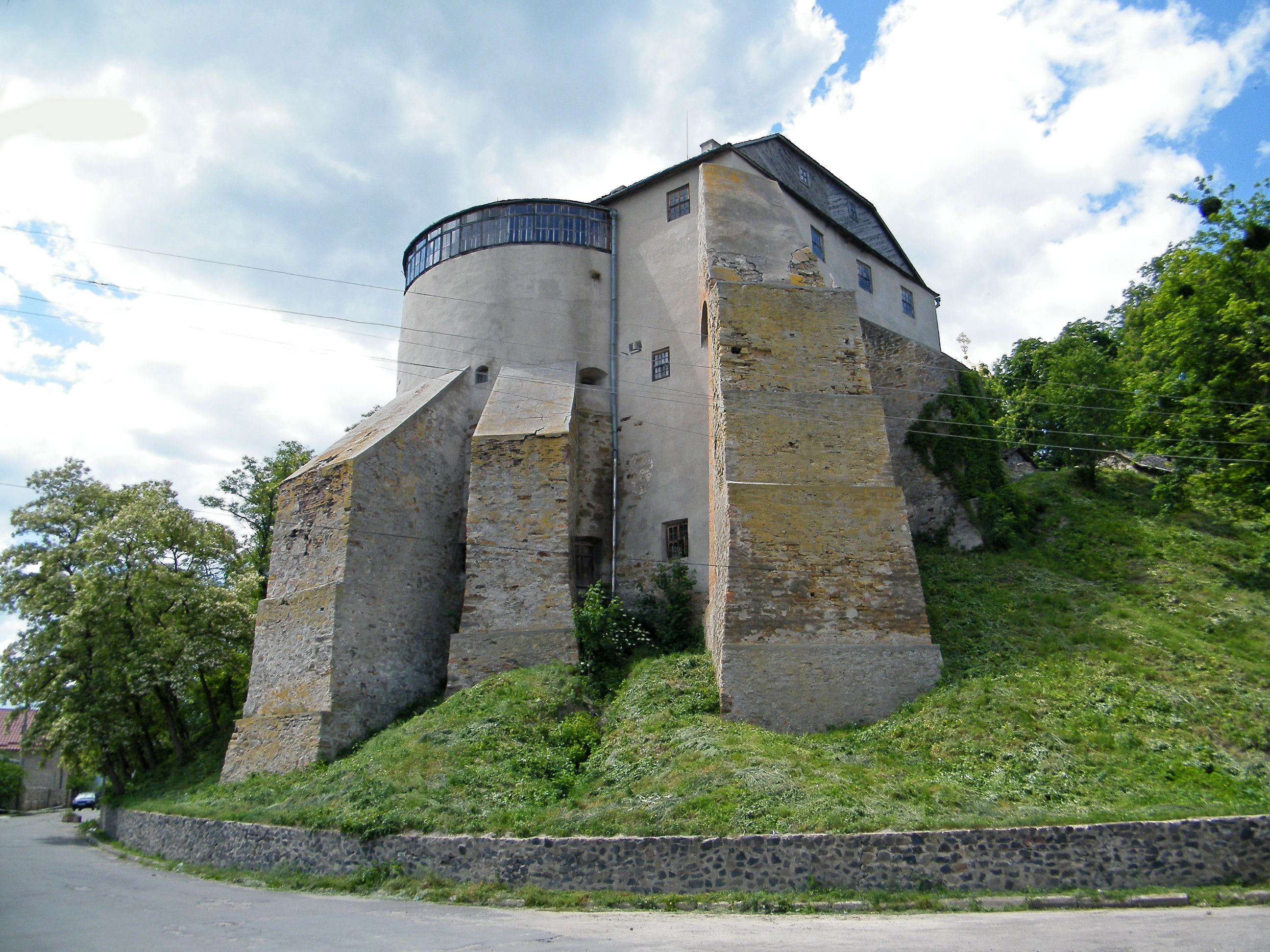
Zamek Ostrogskich w Ostrogu
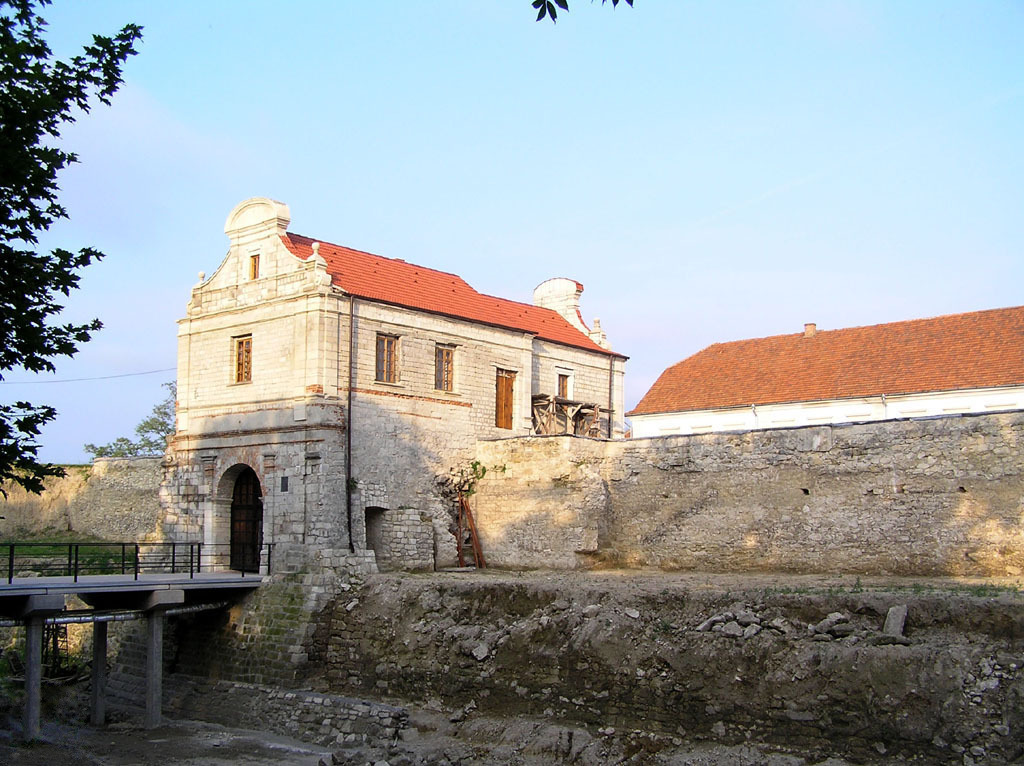
Zamek Zbaraskich w Zbarażu
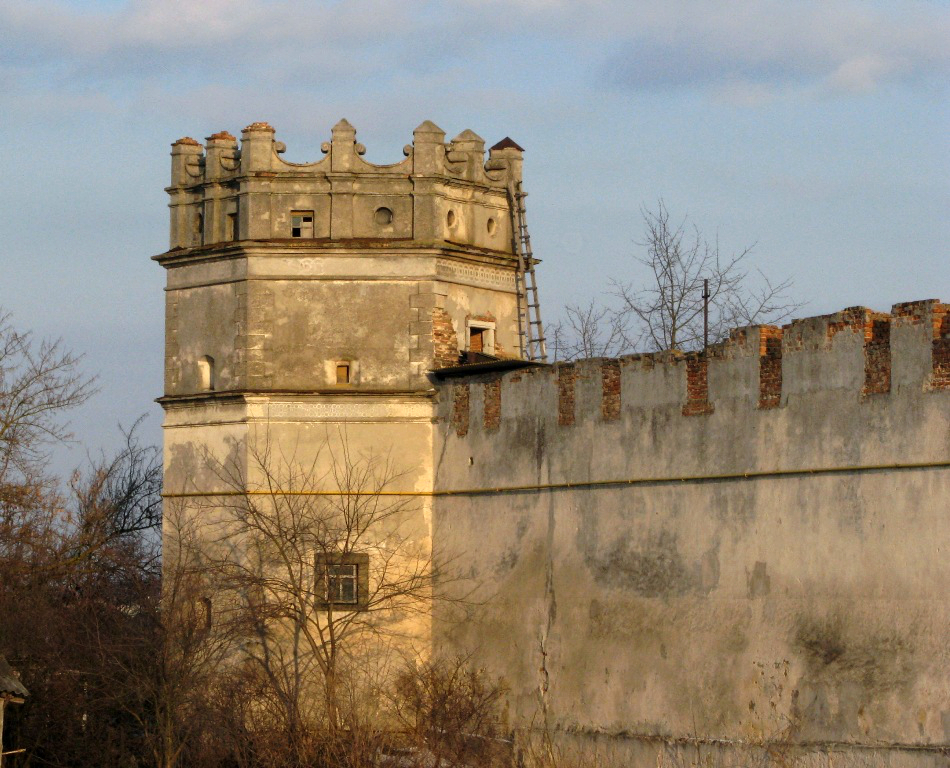
Zamek Ostrogskich w Międzyrzeczu Ostrogskim
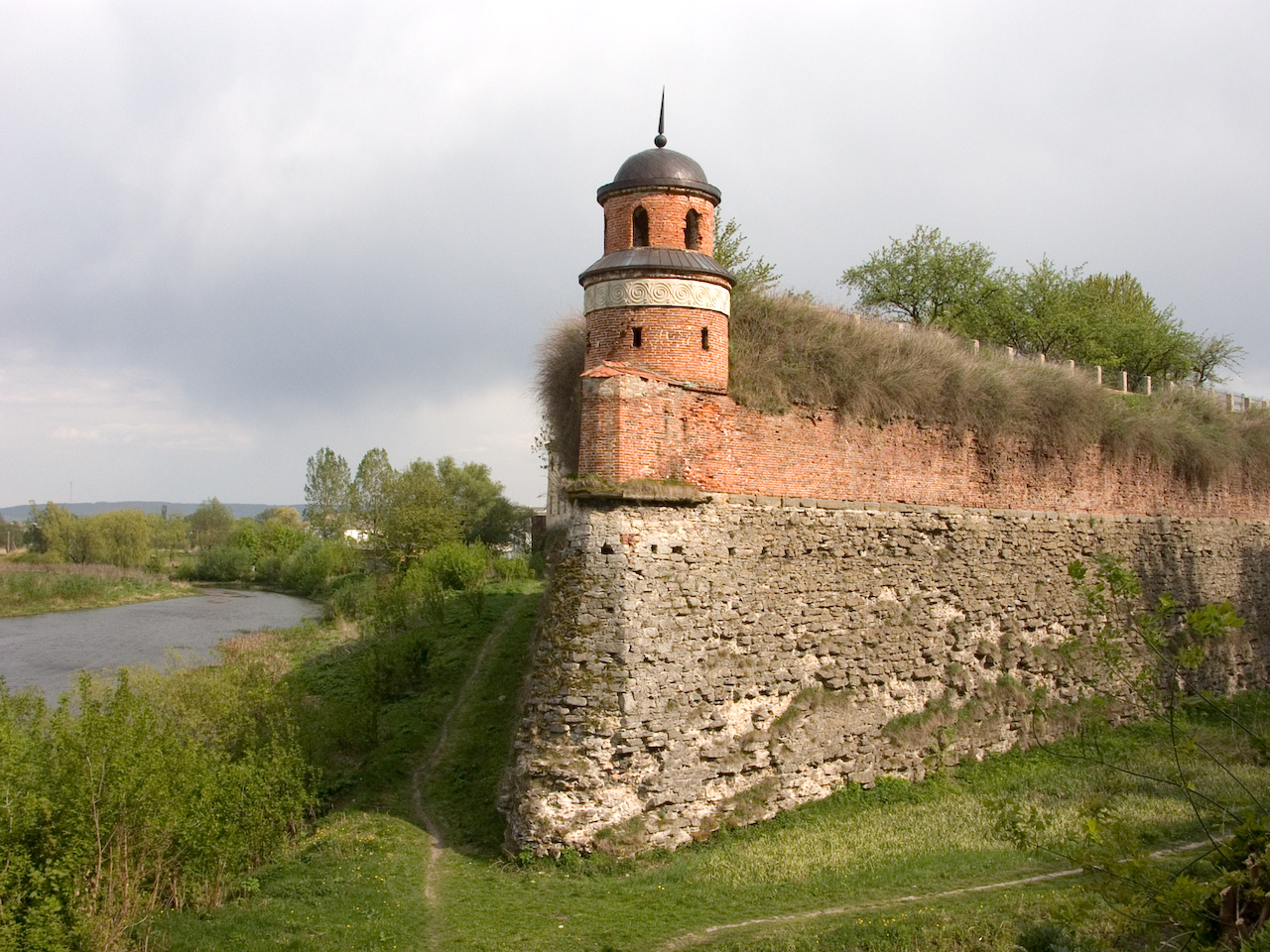
Zamek Ostrogskich w Dubnie
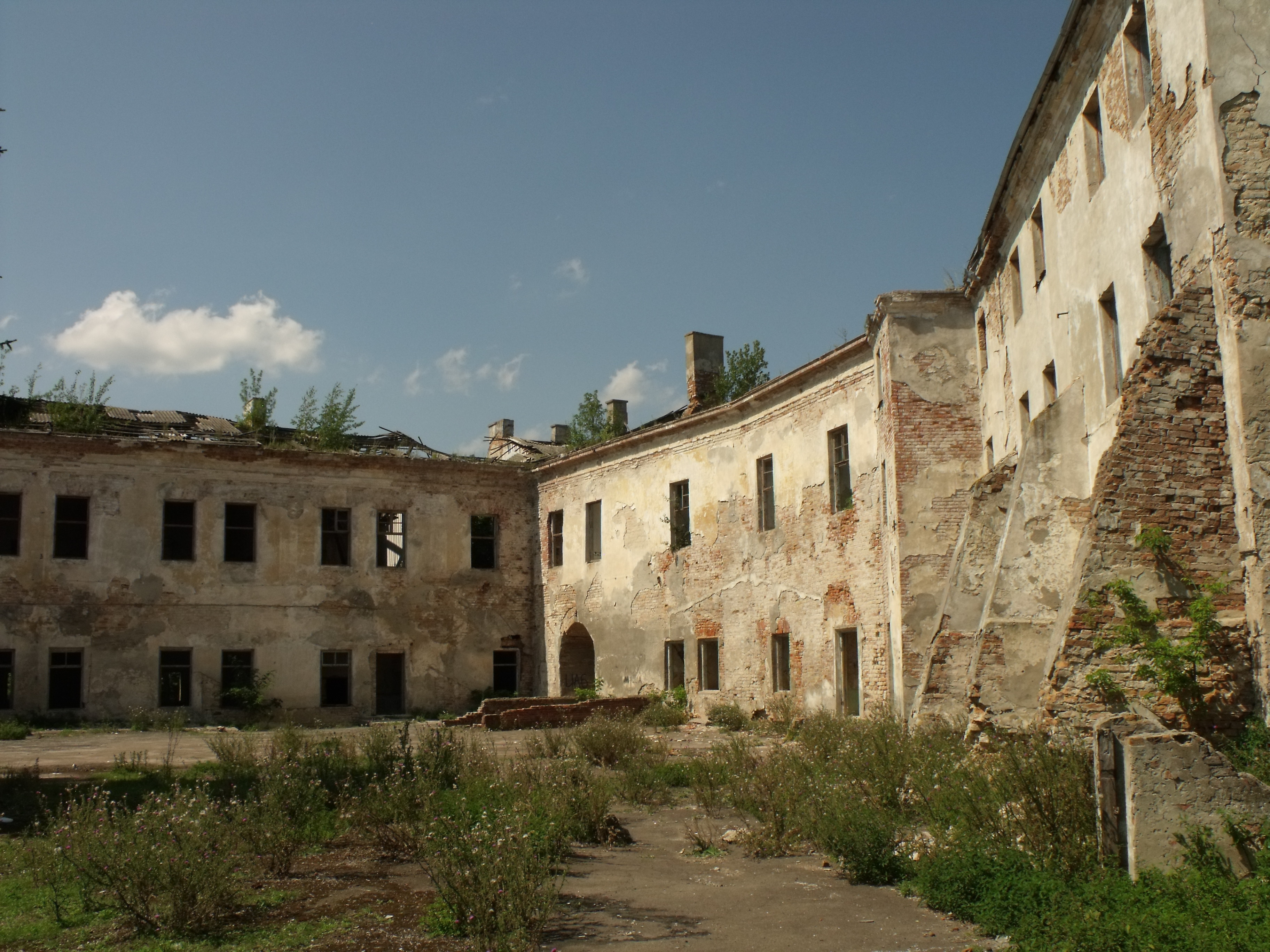
Ruiny zamku Czartoryskich w Klewaniu
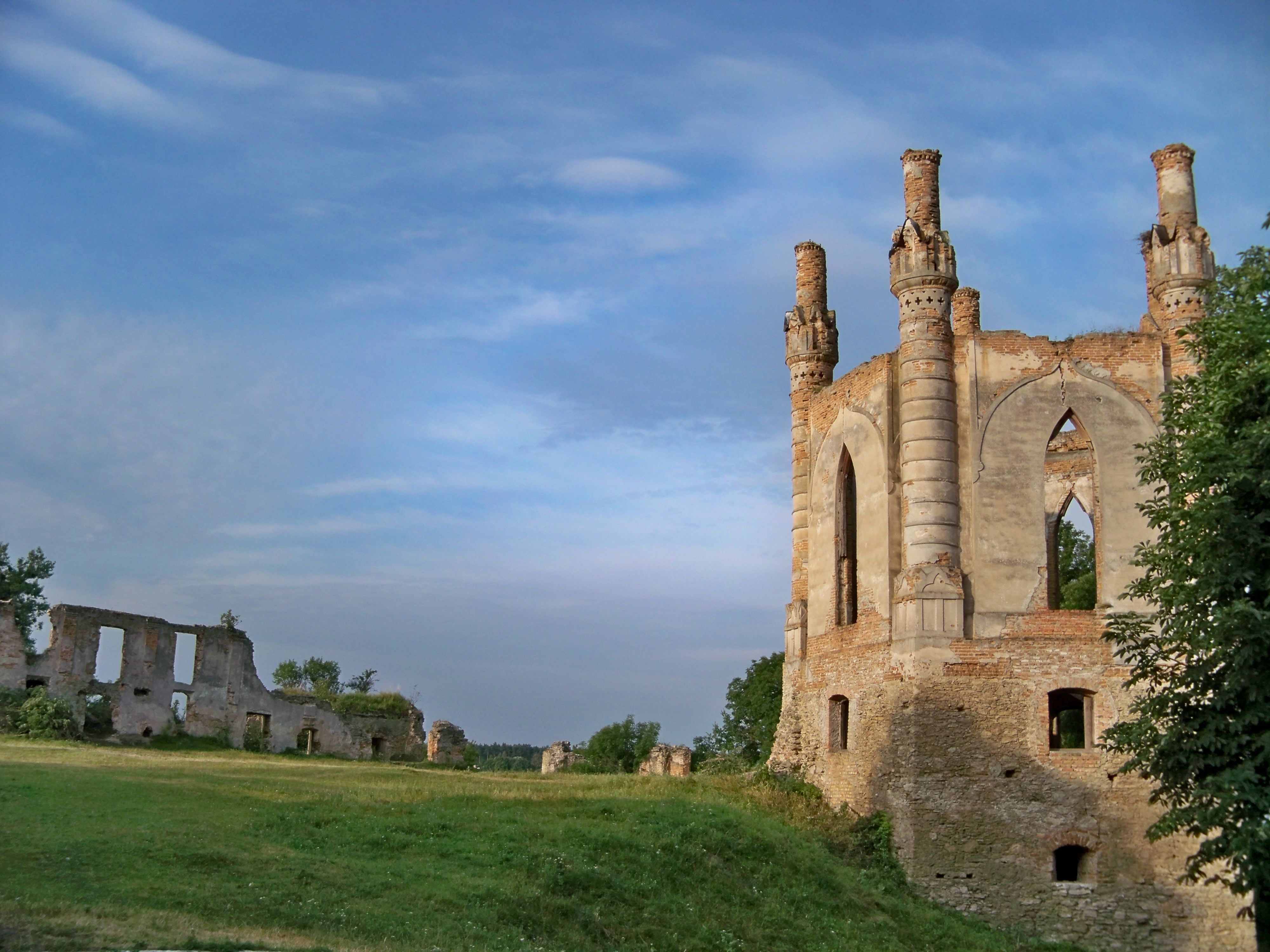
Ruiny zamku Malińskich w Nowomalinie
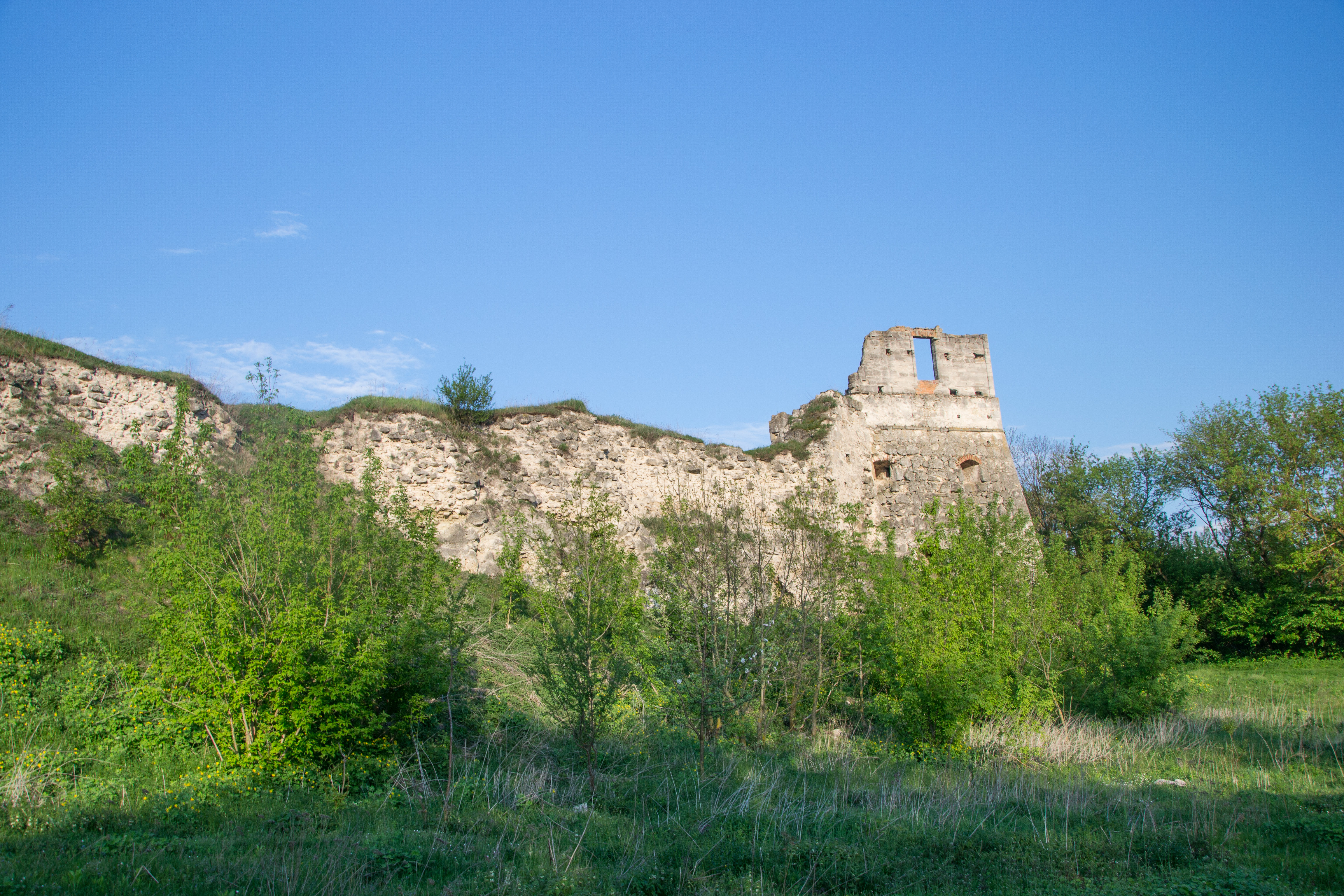
Ruiny zamku Zbaraskich w Tokach
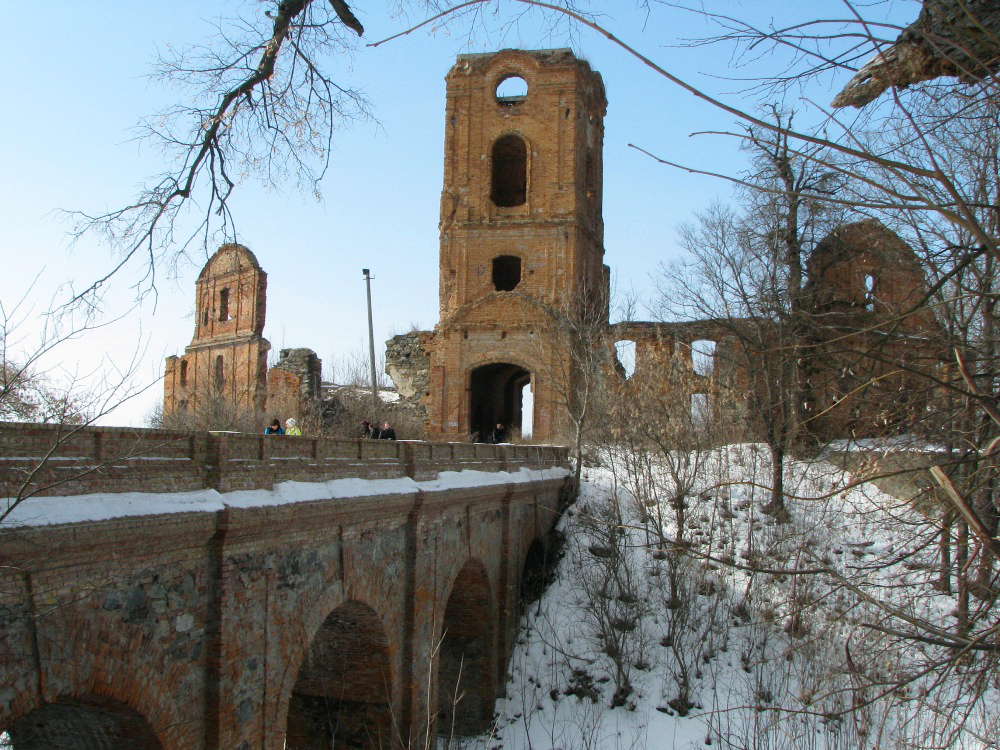
Ruiny zamku Koreckich w Korcu
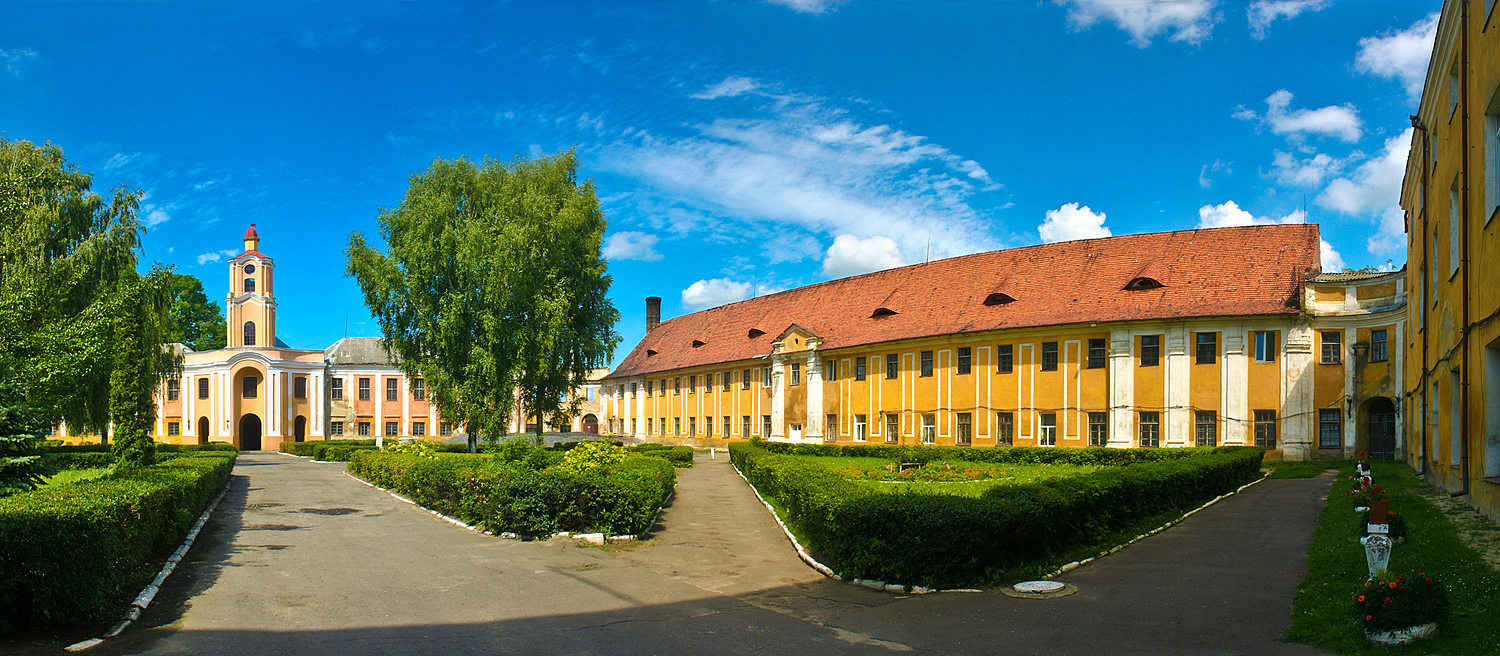
Zamek Radziwiłłów w Ołyce

### Pałace

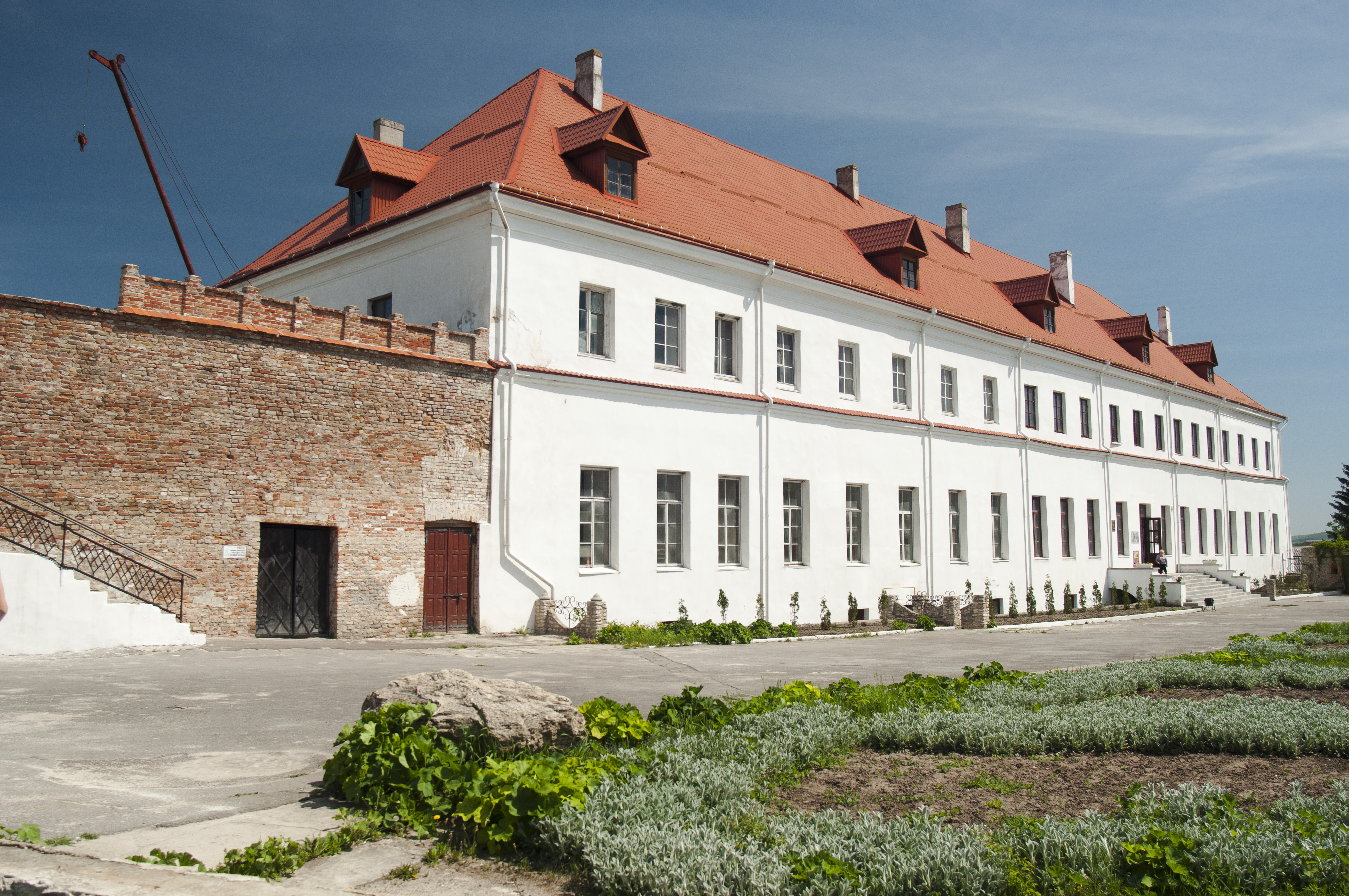
Pałac Lubomirskich w Dubnie
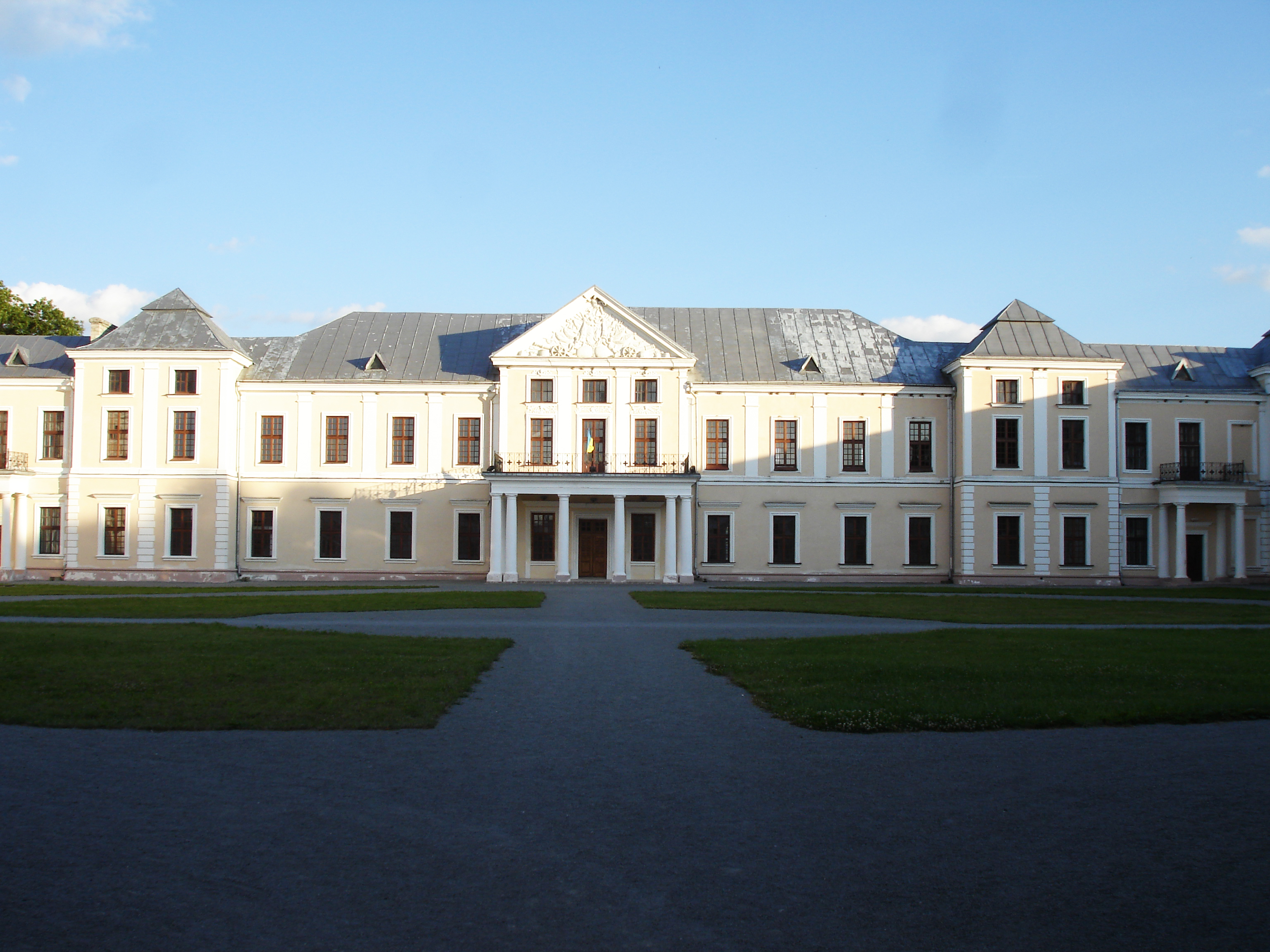
Pałac Wiśniowieckich i Mniszchów w Wiśniowcu
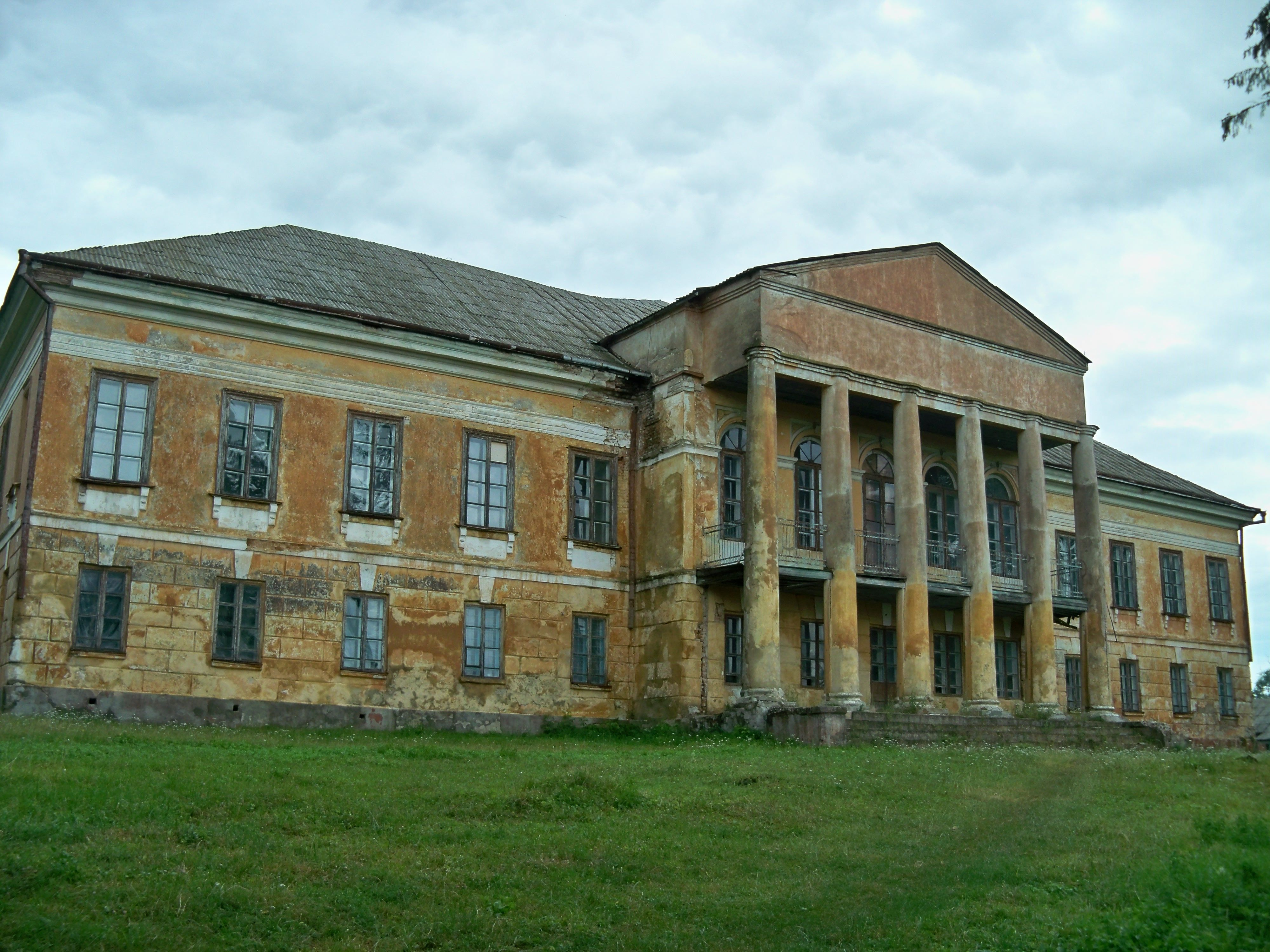
Pałac Steckich w Międzyrzeczu
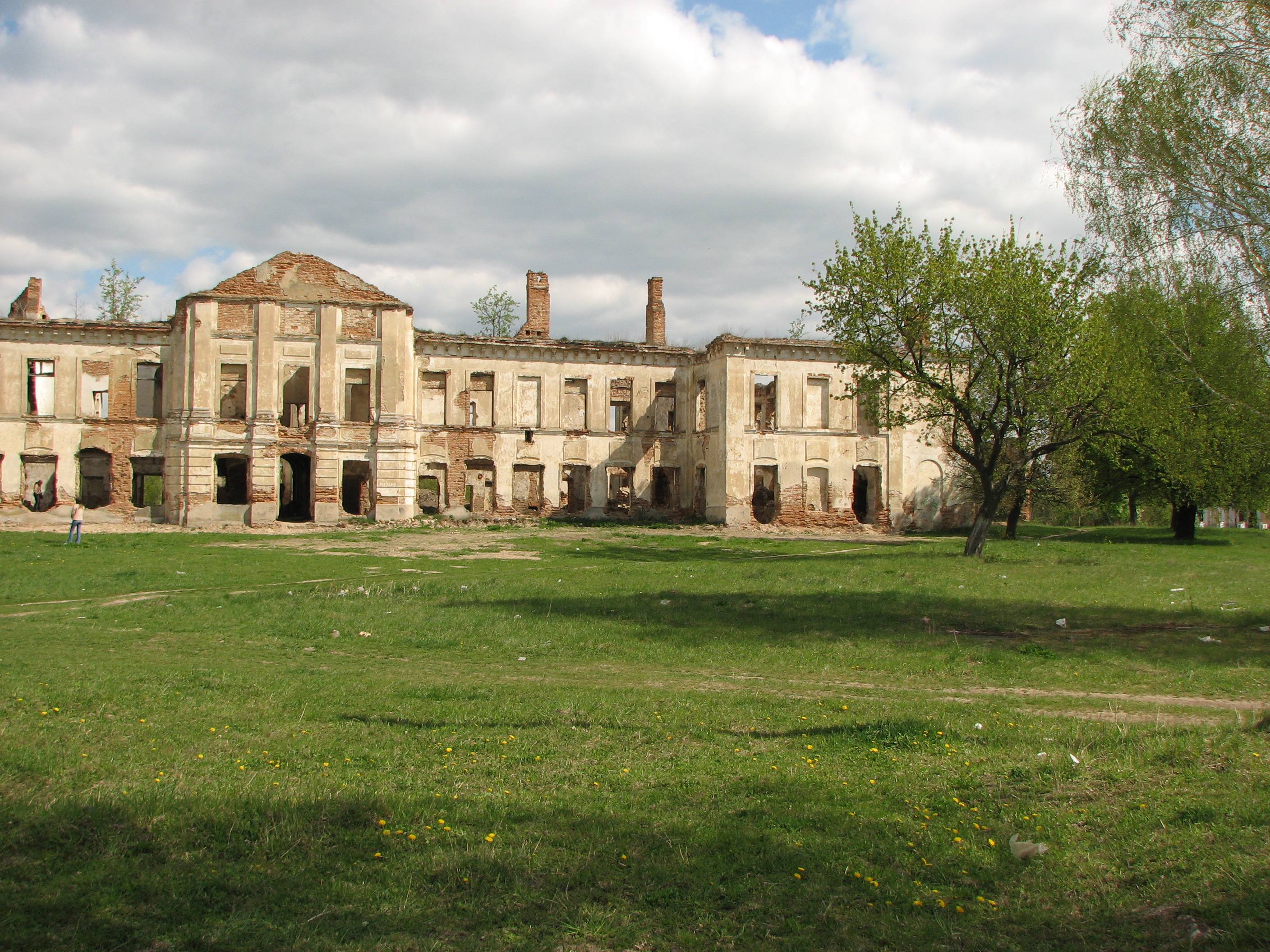
Pałac Sanguszków w Zasławiu
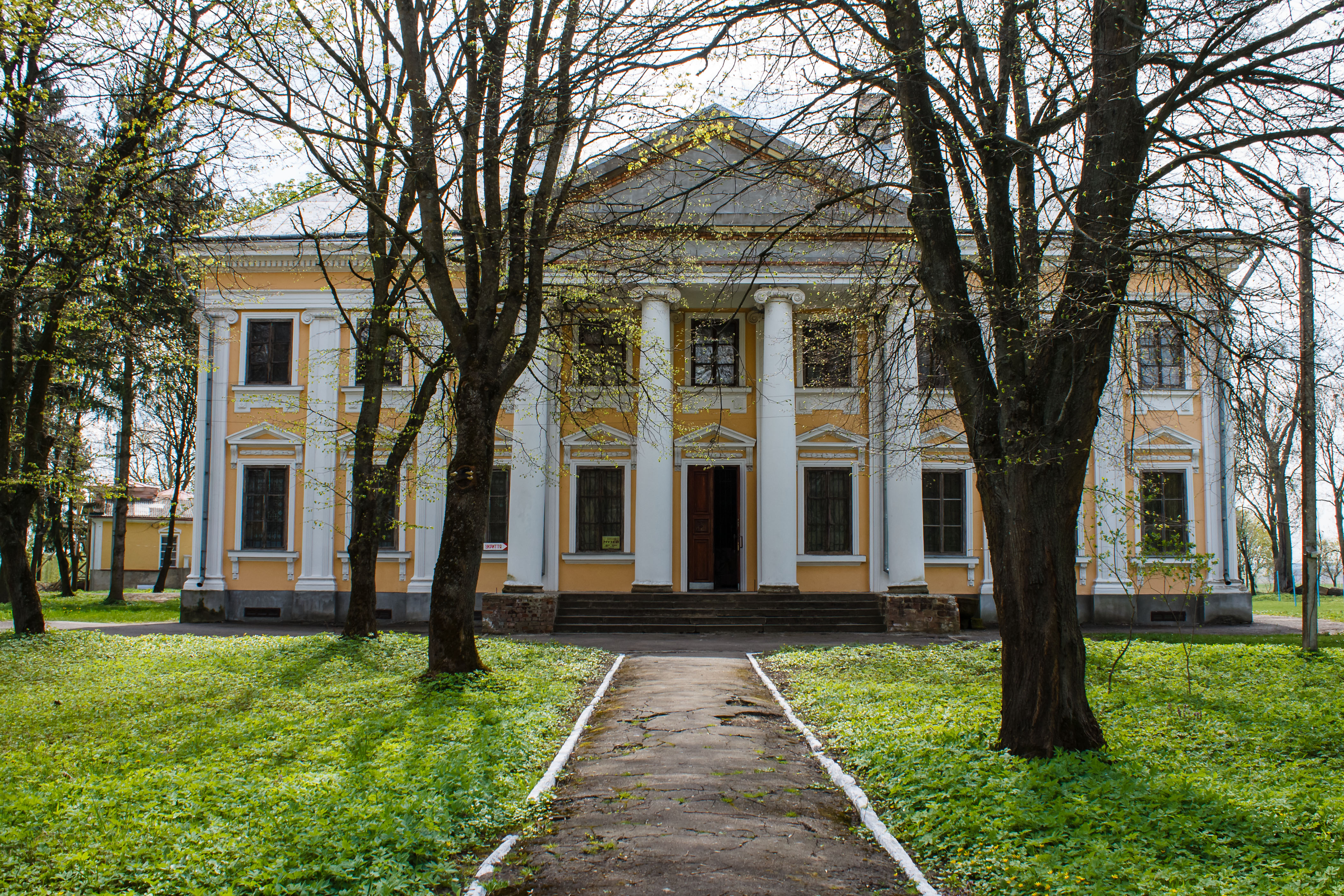
Pałac Chodkiewiczów w Młynowie
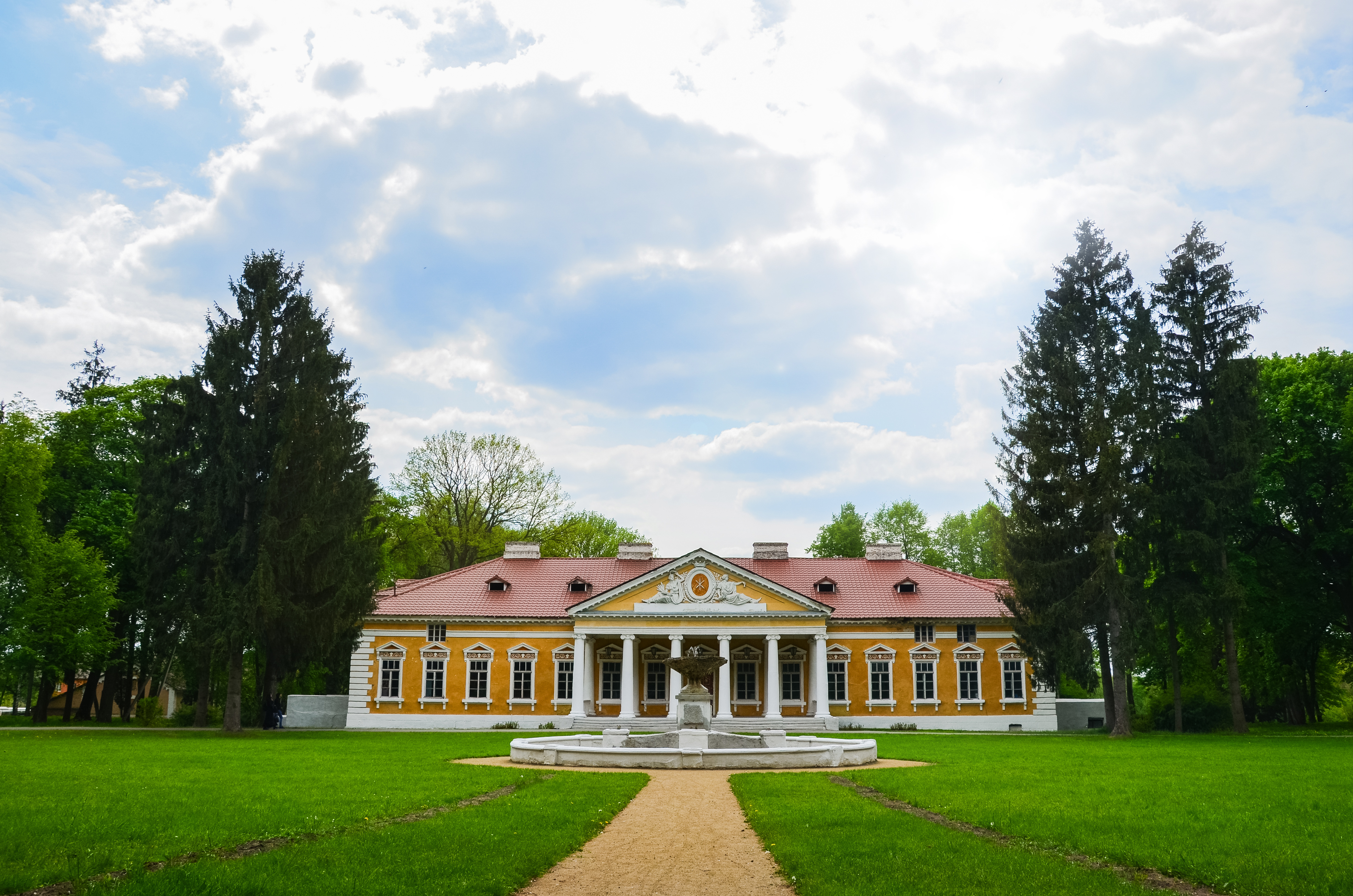
Pałac w Samczykach
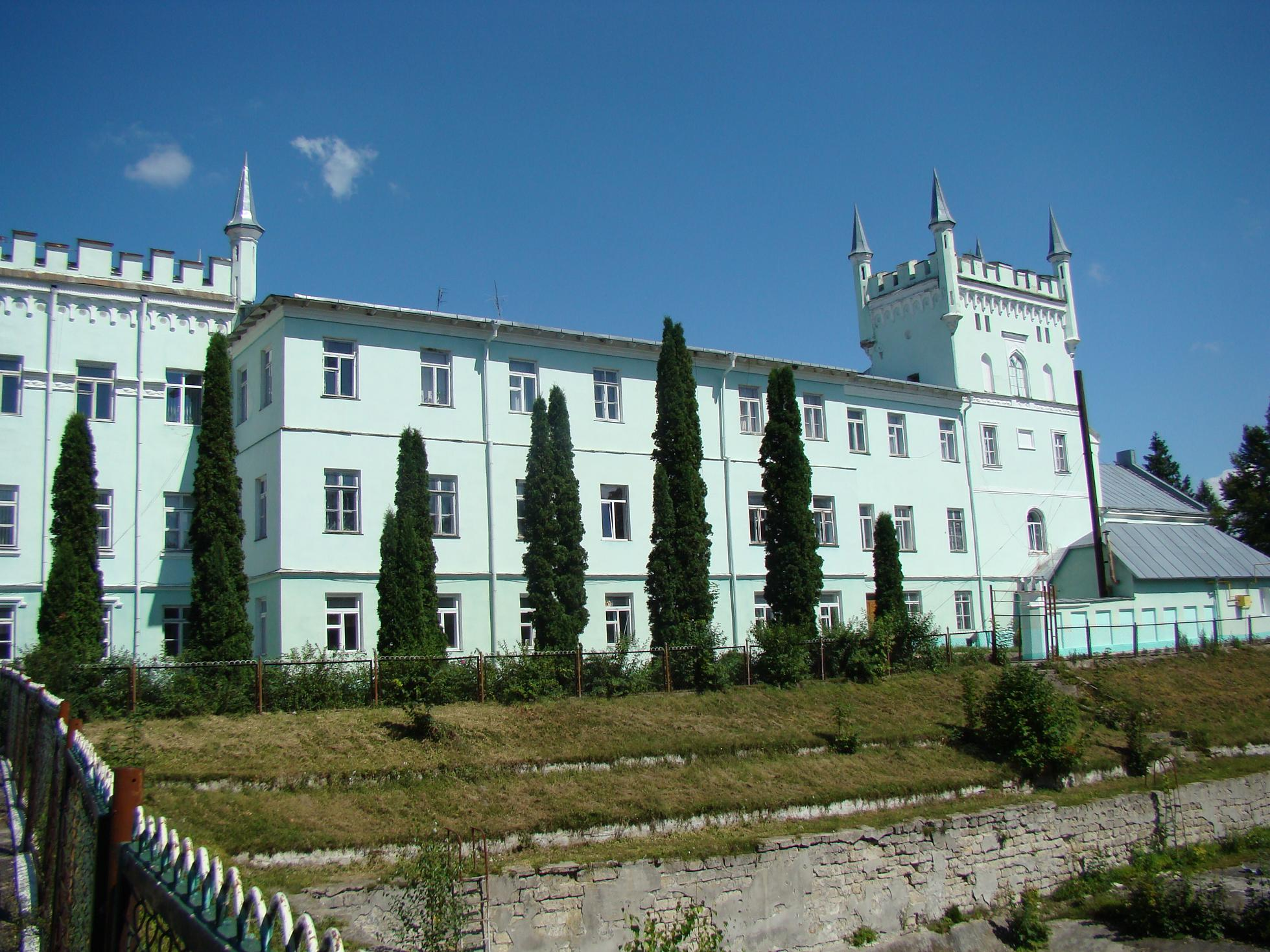
Pałac w Białokrynicy
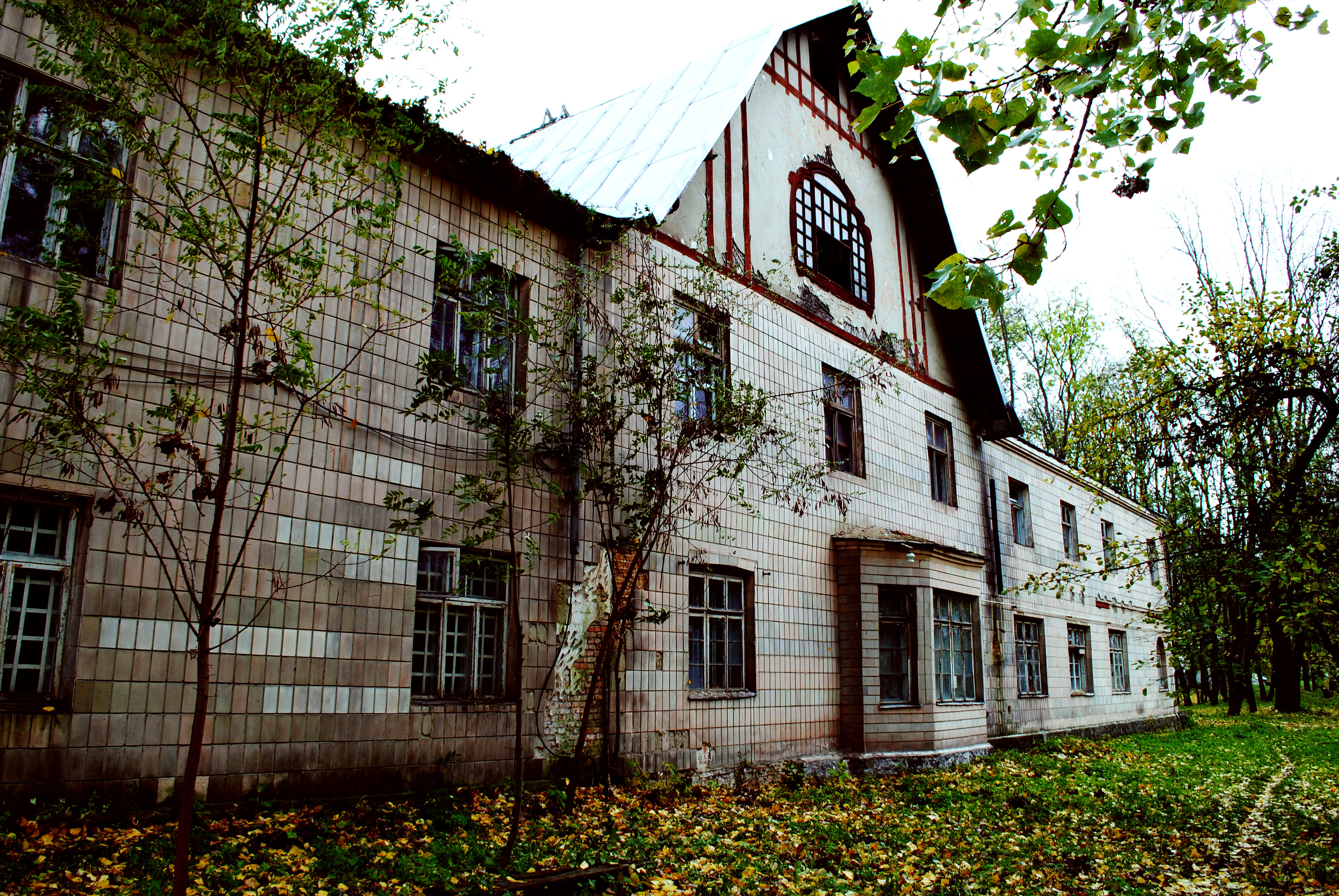
Pałac Walewskich w Hoszczy
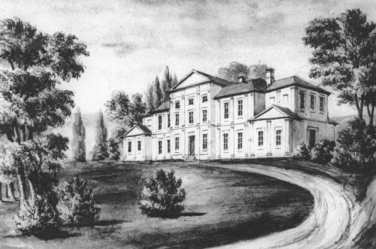
Pałac Wiśniowieckich w Czajczyńcach (niezachowany)
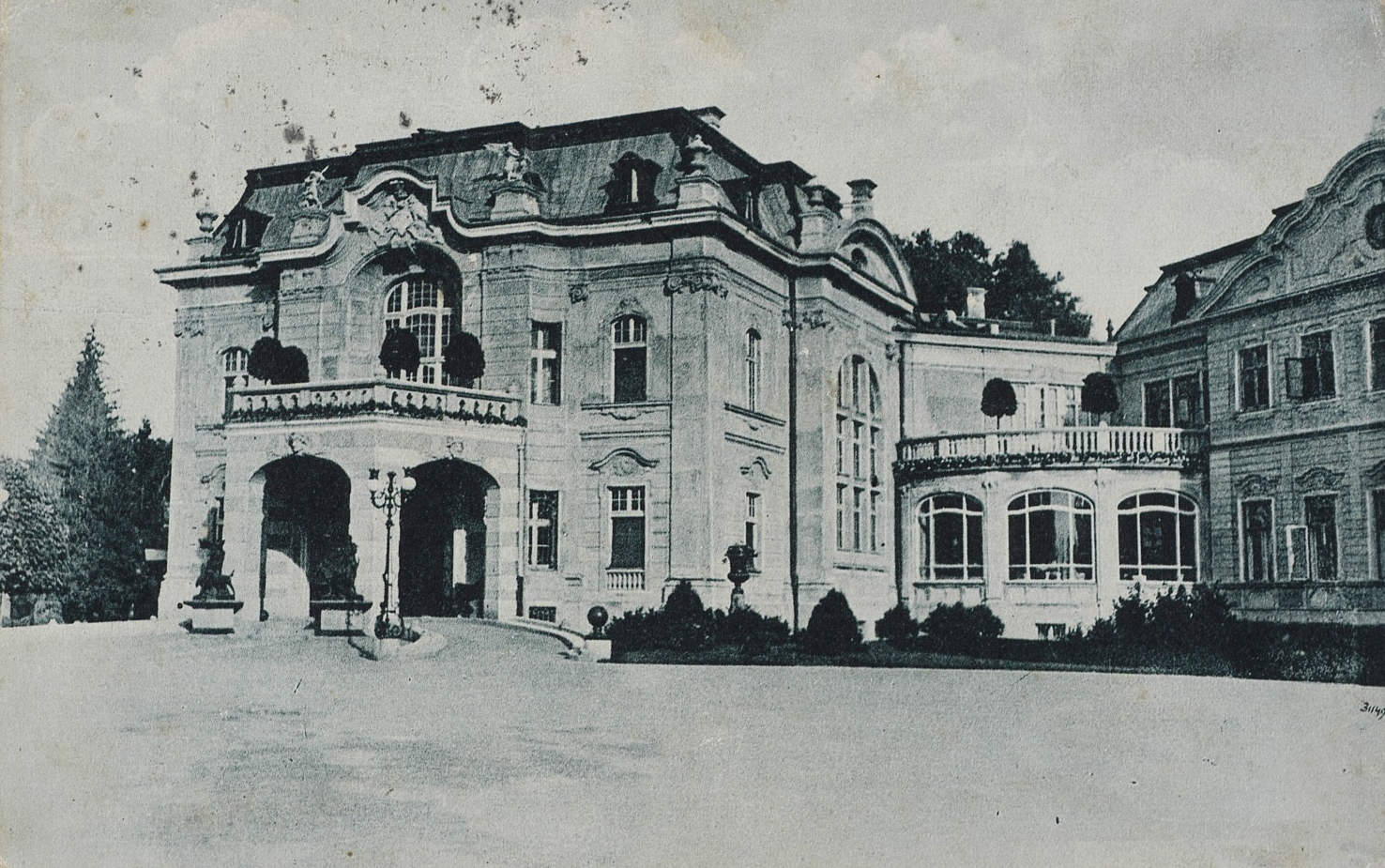
Pałac Potockich w Antoninach (niezachowany)
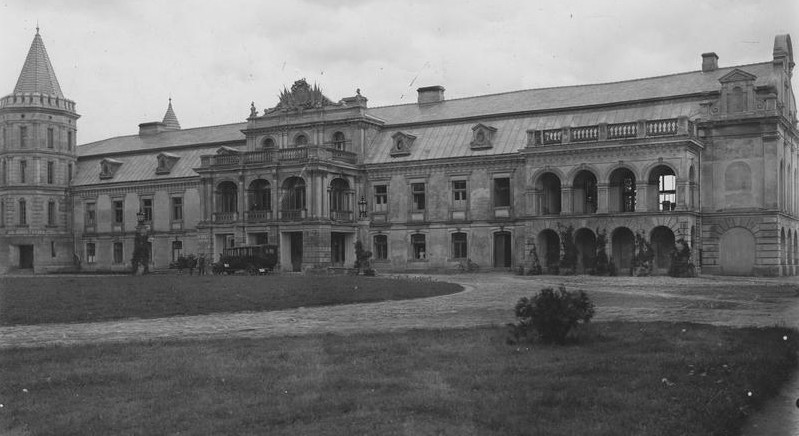
Pałac w Ledóchowskich w Smordwie (niezachowany)
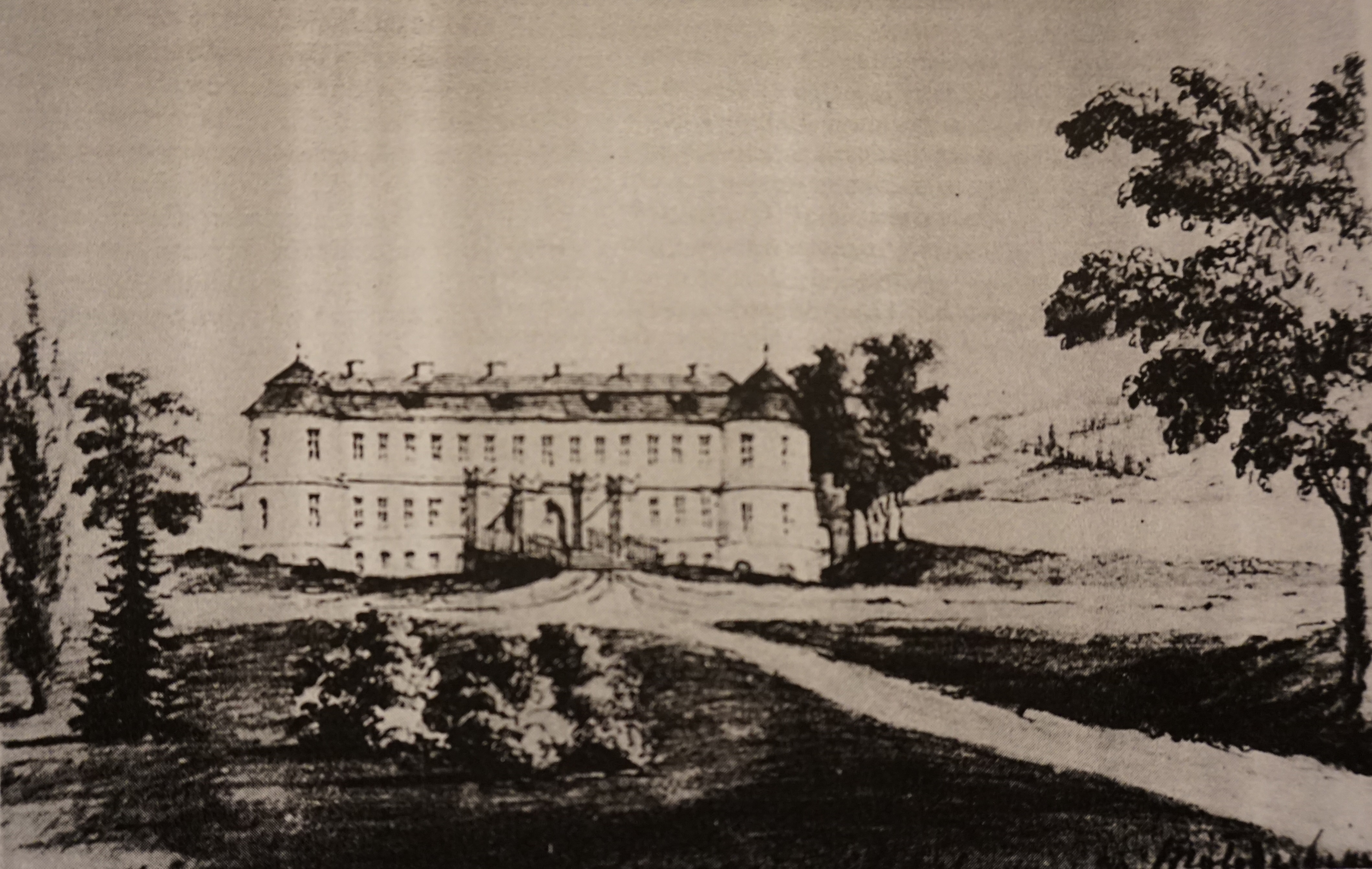
Pałac Ledóchowskich w Warkowiczach (niezachowany)

### Kościoły i klasztory
Według Kościoła katolickiego, patronem Wołynia jest św. Jacek Odrowąż. Przykładowe kościoły i klasztory z okresu I Rzeczypospolitej:

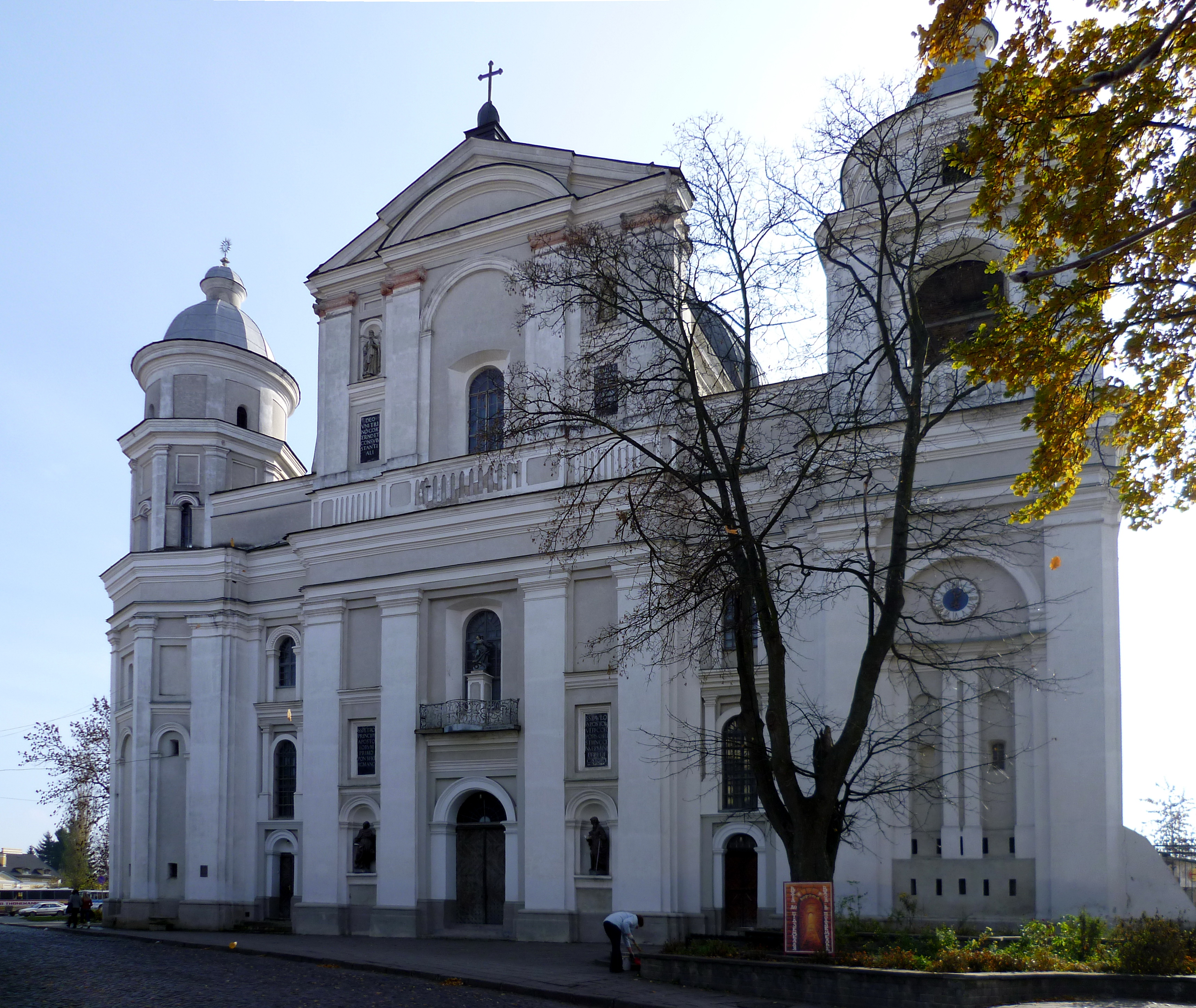
Katedra śś. Apostołów Piotra i Pawła w Łucku
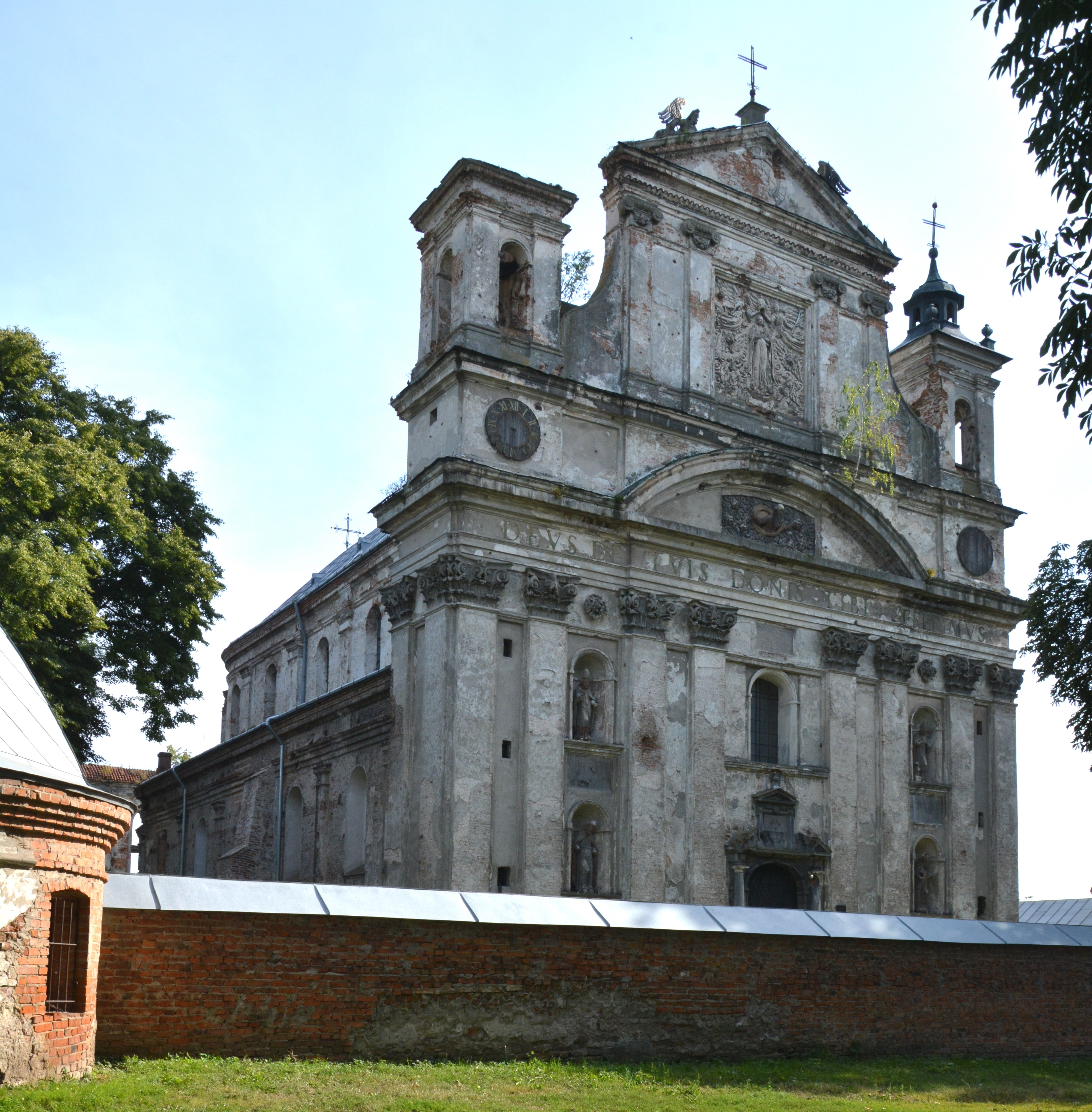
Kolegiata Świętej Trójcy w Ołyce
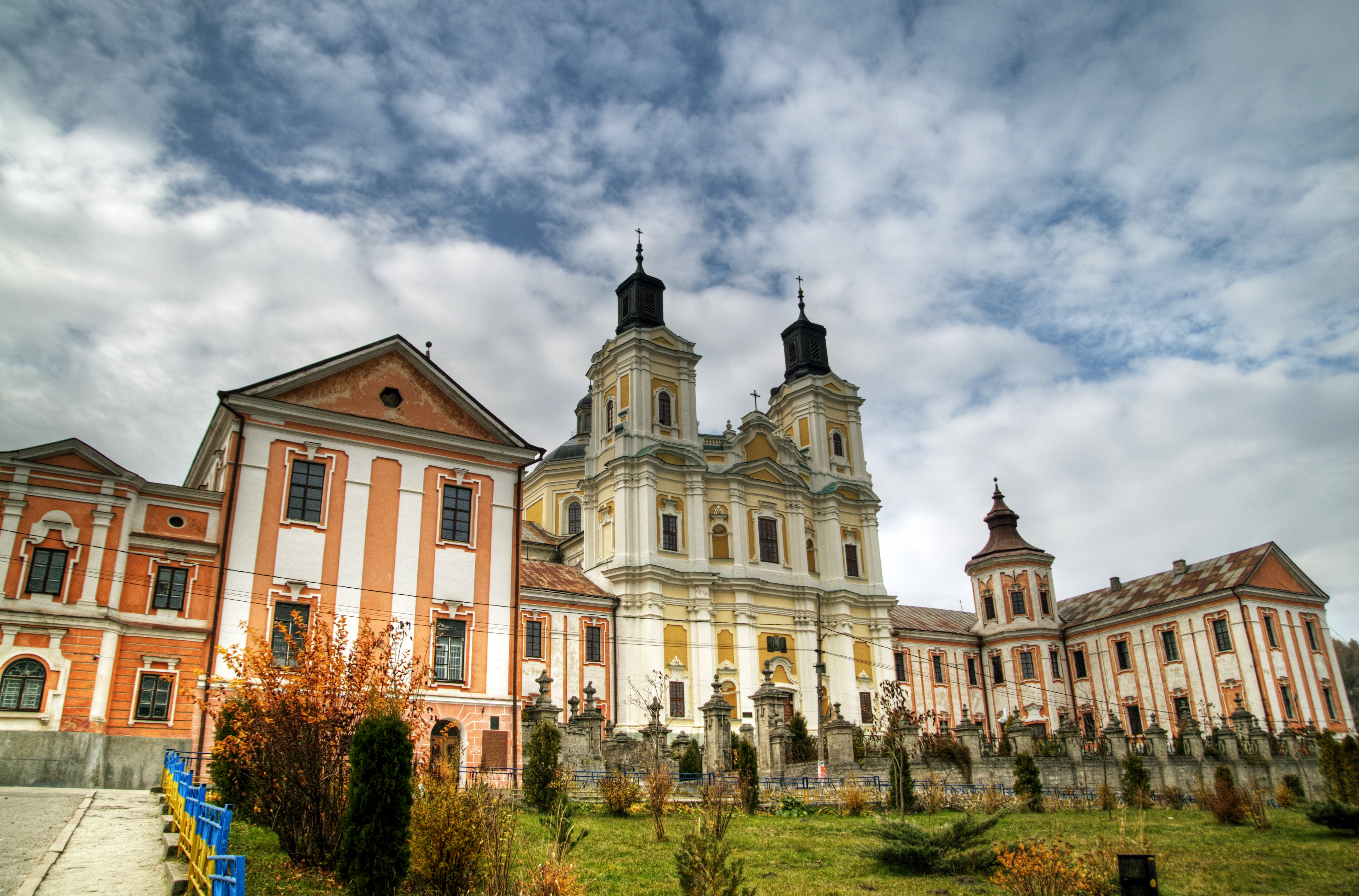
Kolegium Jezuitów w Krzemieńcu
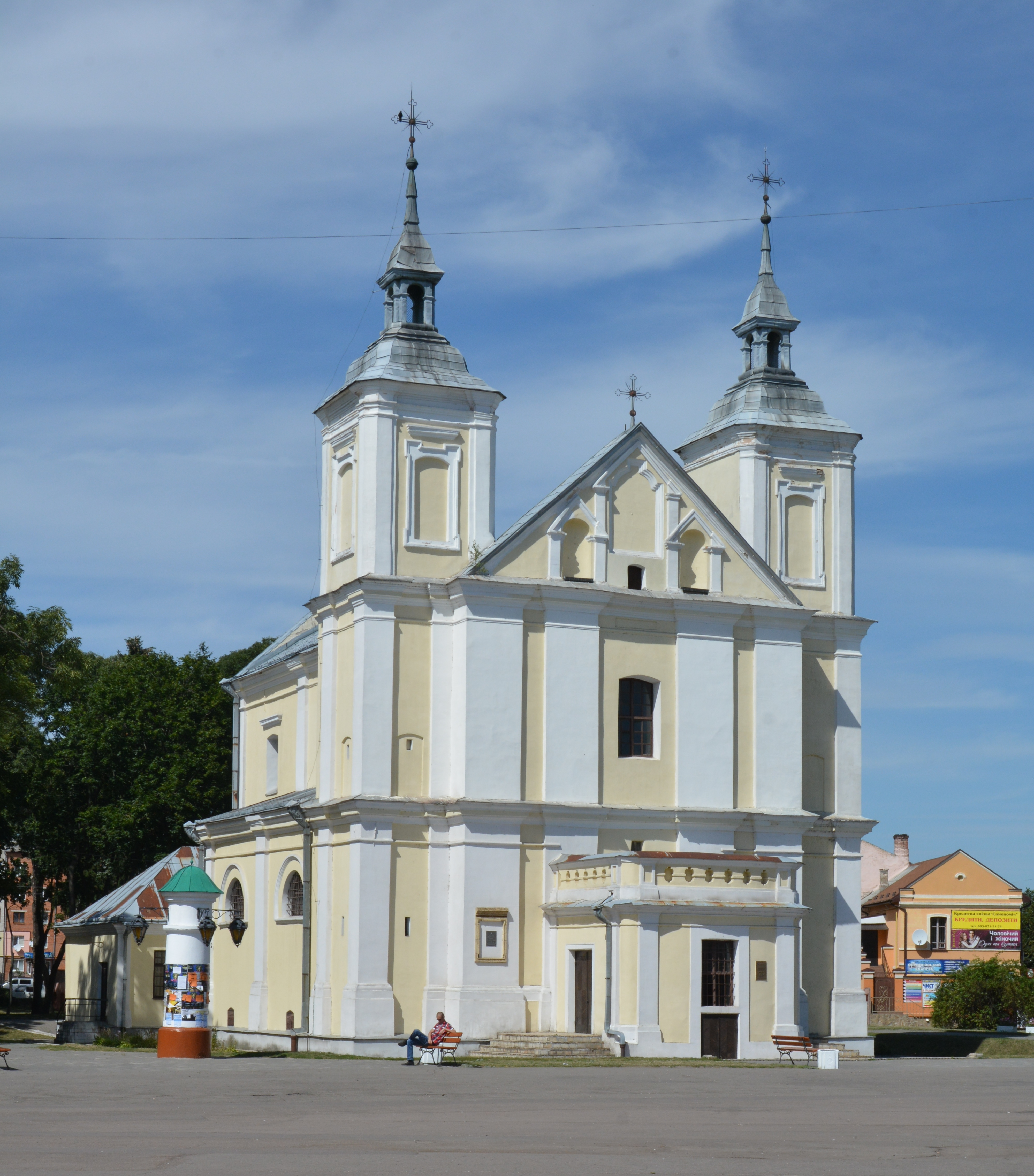
Kościół św. św. Joachima i Anny we Włodzimierzu
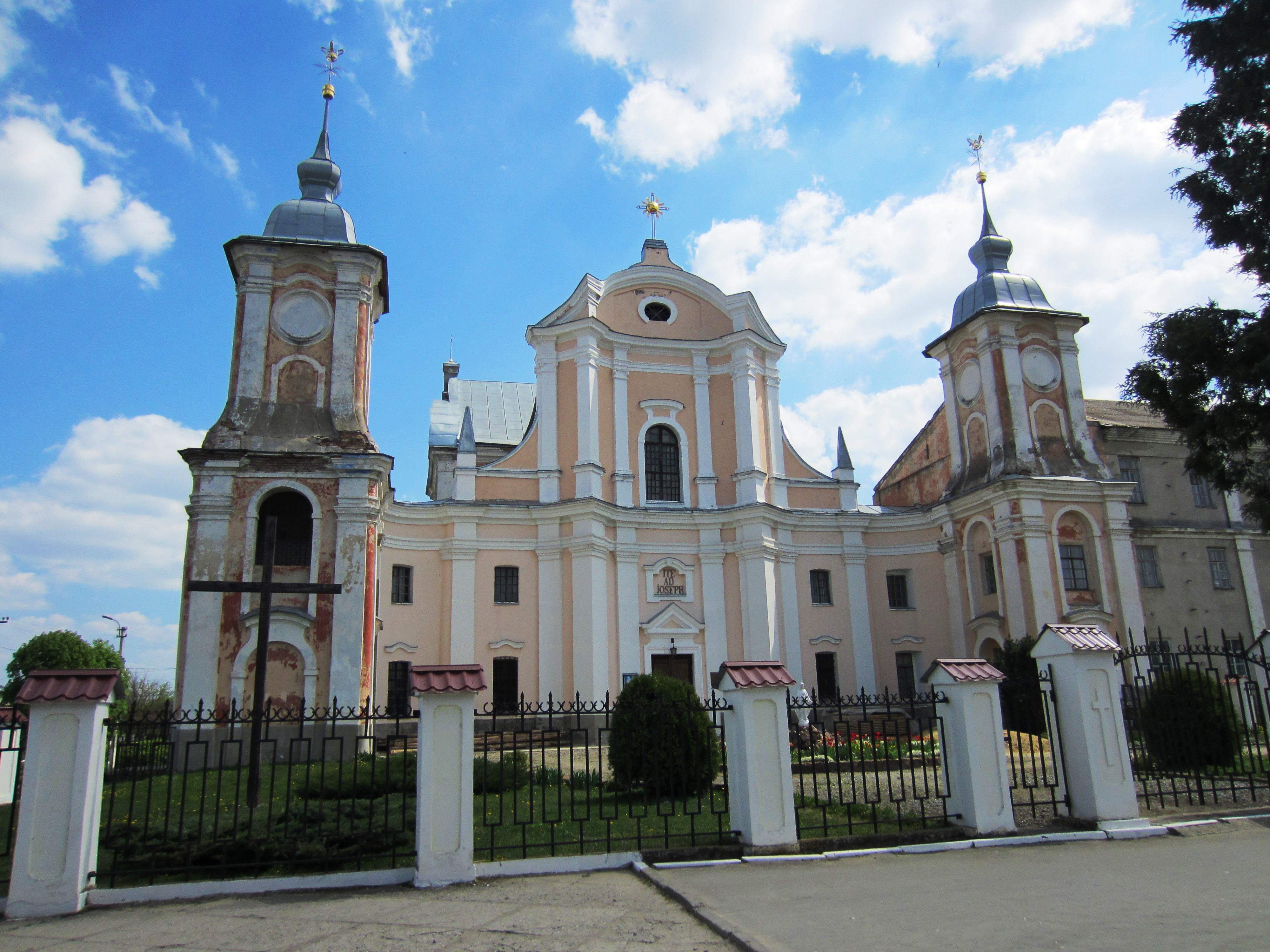
Kościół św. Józefa w Zasławiu
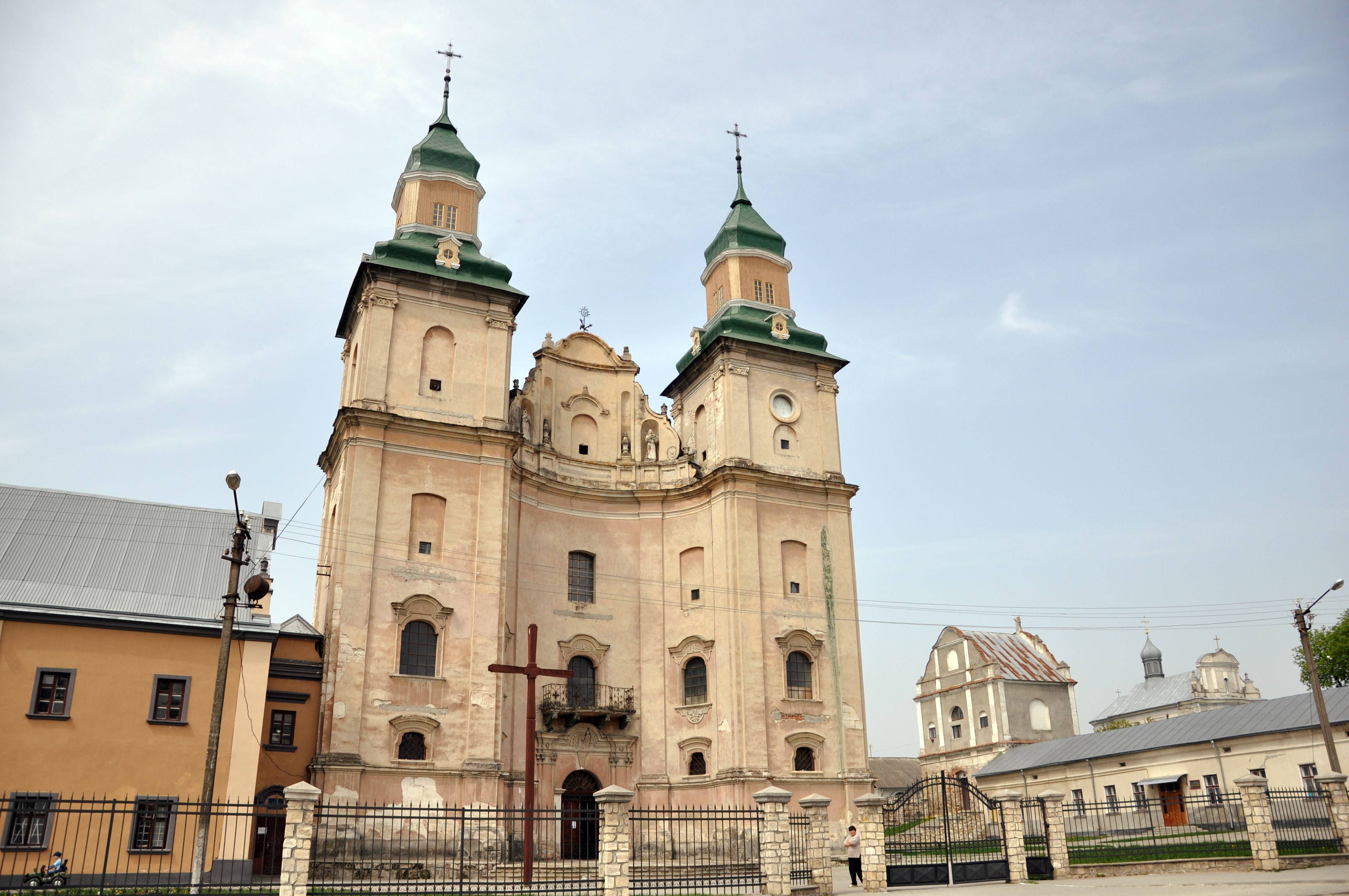
Kościół bernardynów pw. śś. Antoniego i Jerzego w Zbarażu

### Inne zabytki z czasów I Rzeczypospolitej

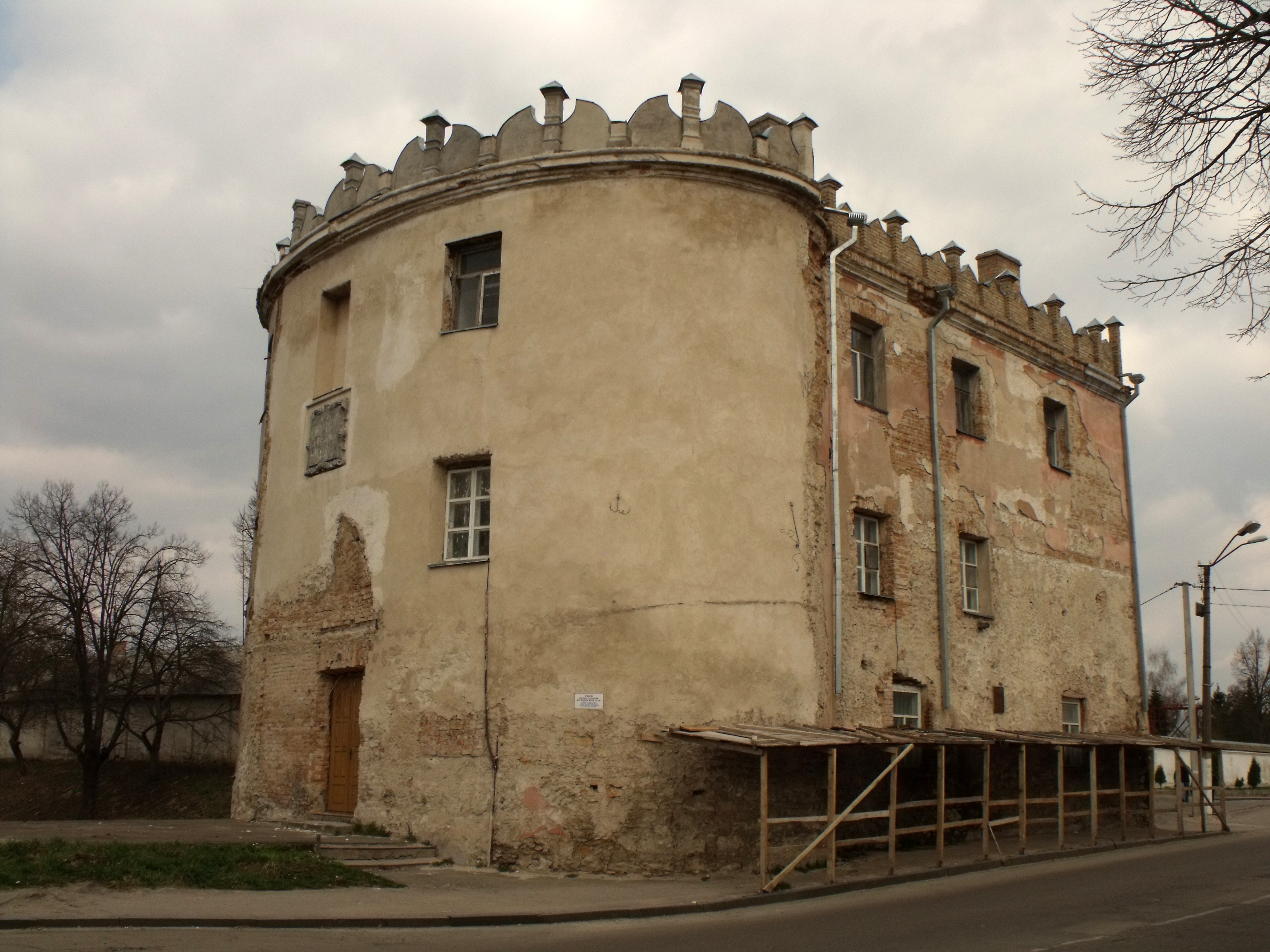
Brama Łucka w Dubnie
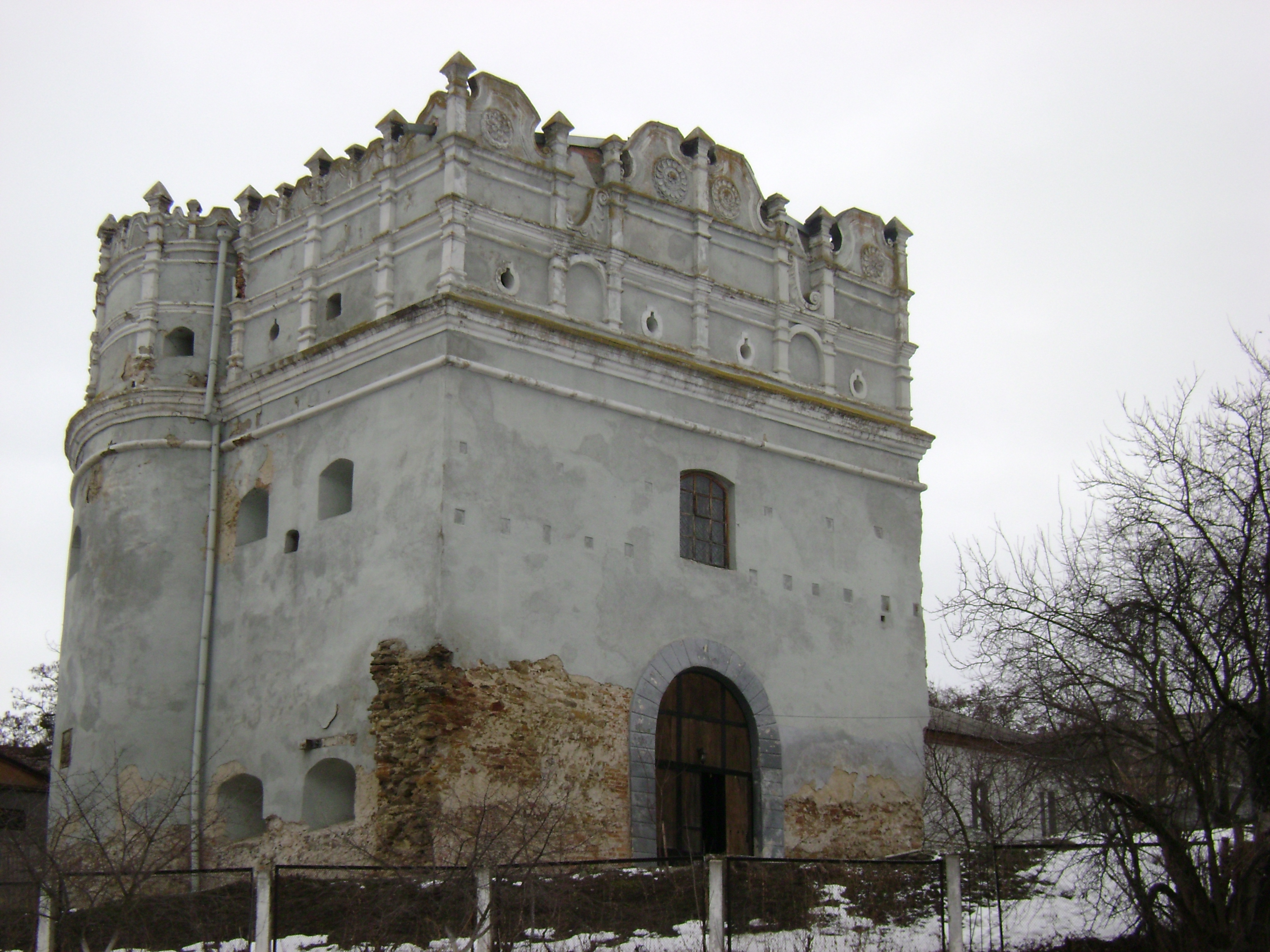
Brama Łucka w Ostrogu
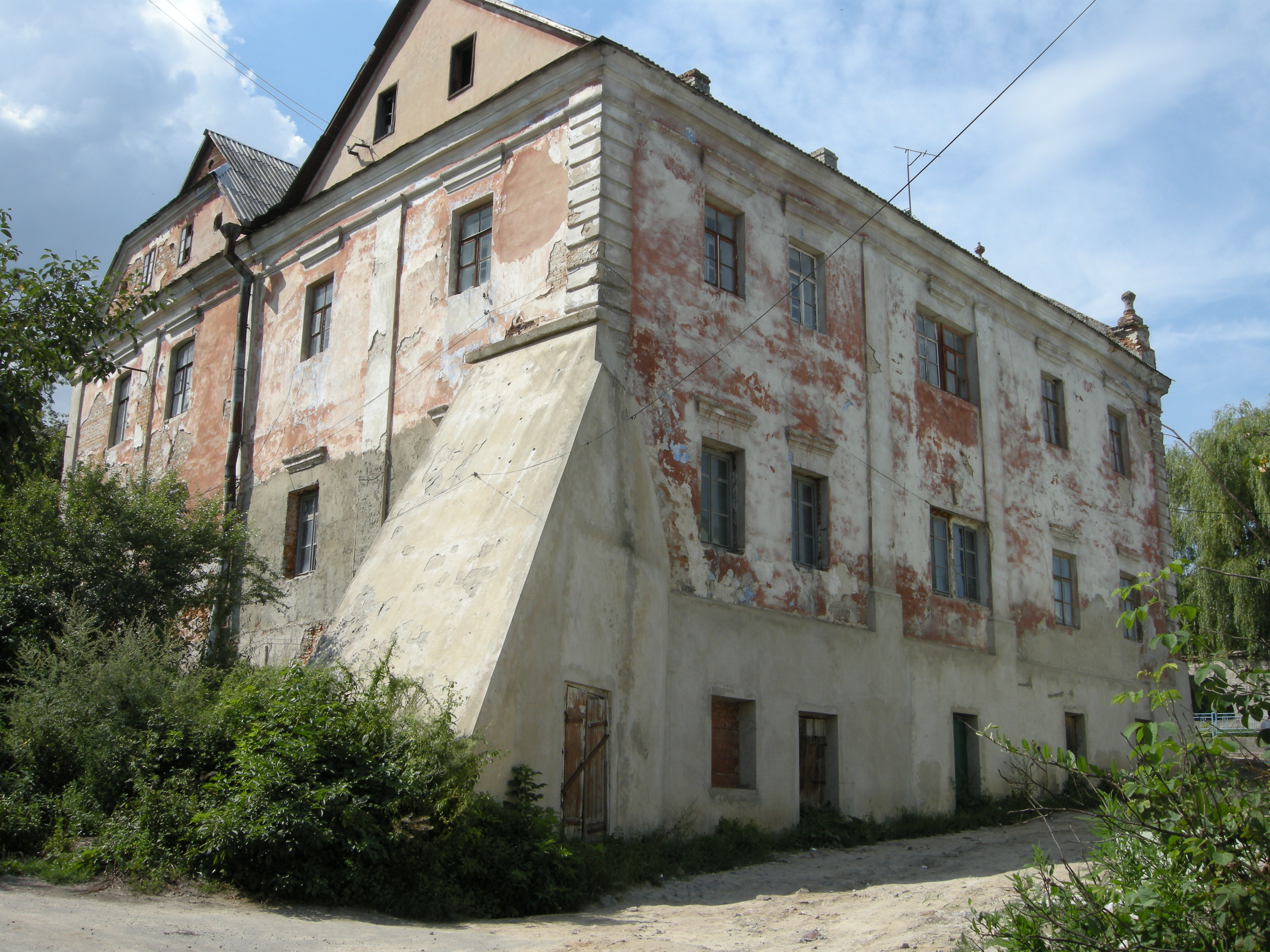
Kamienice w Krzemieńcu
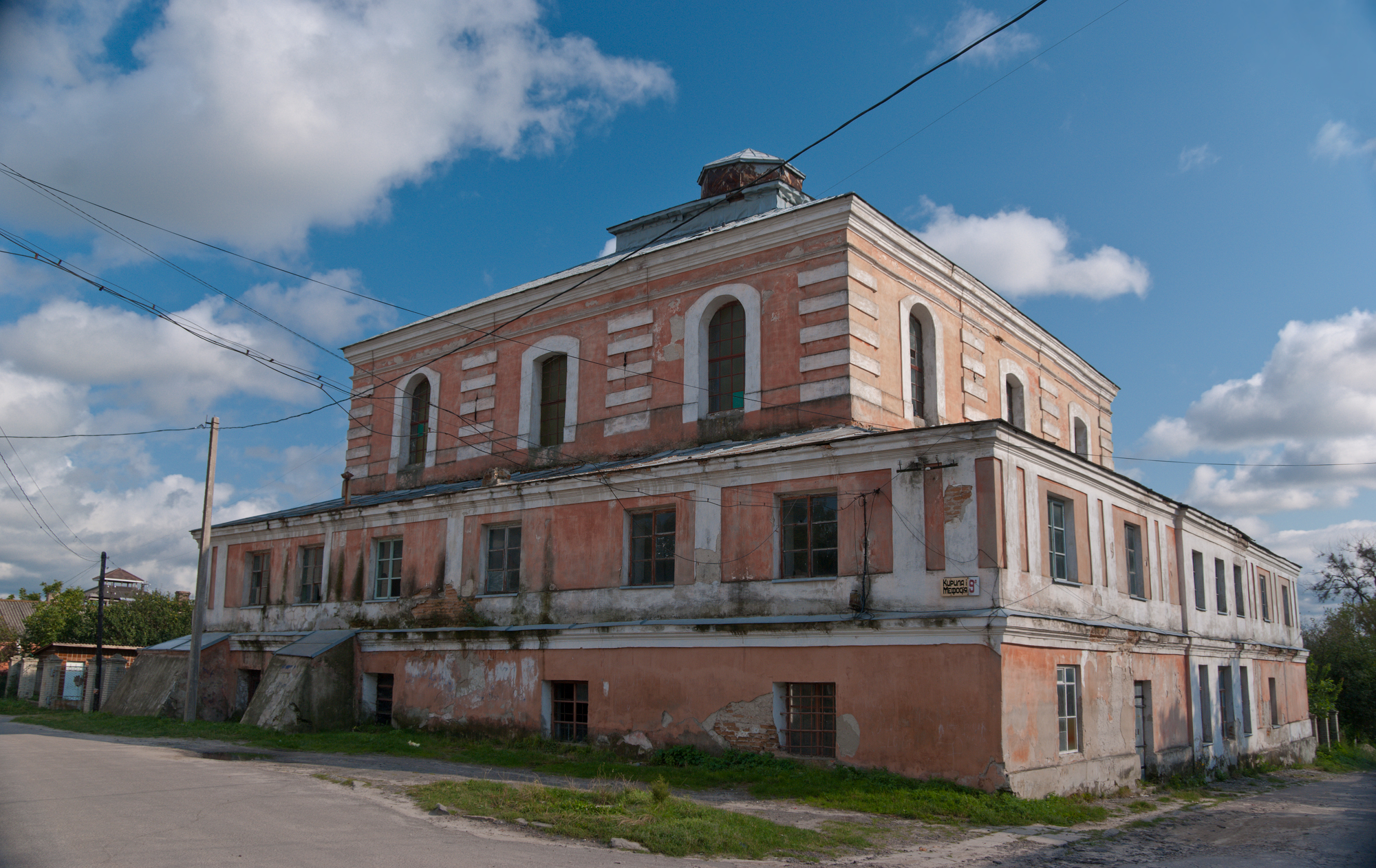
Synagoga w Dubnie
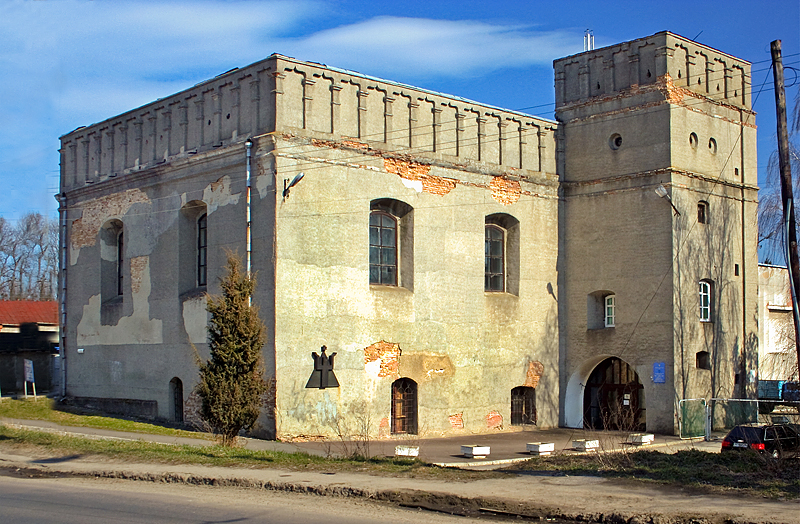
Synagoga w Łucku z attyką
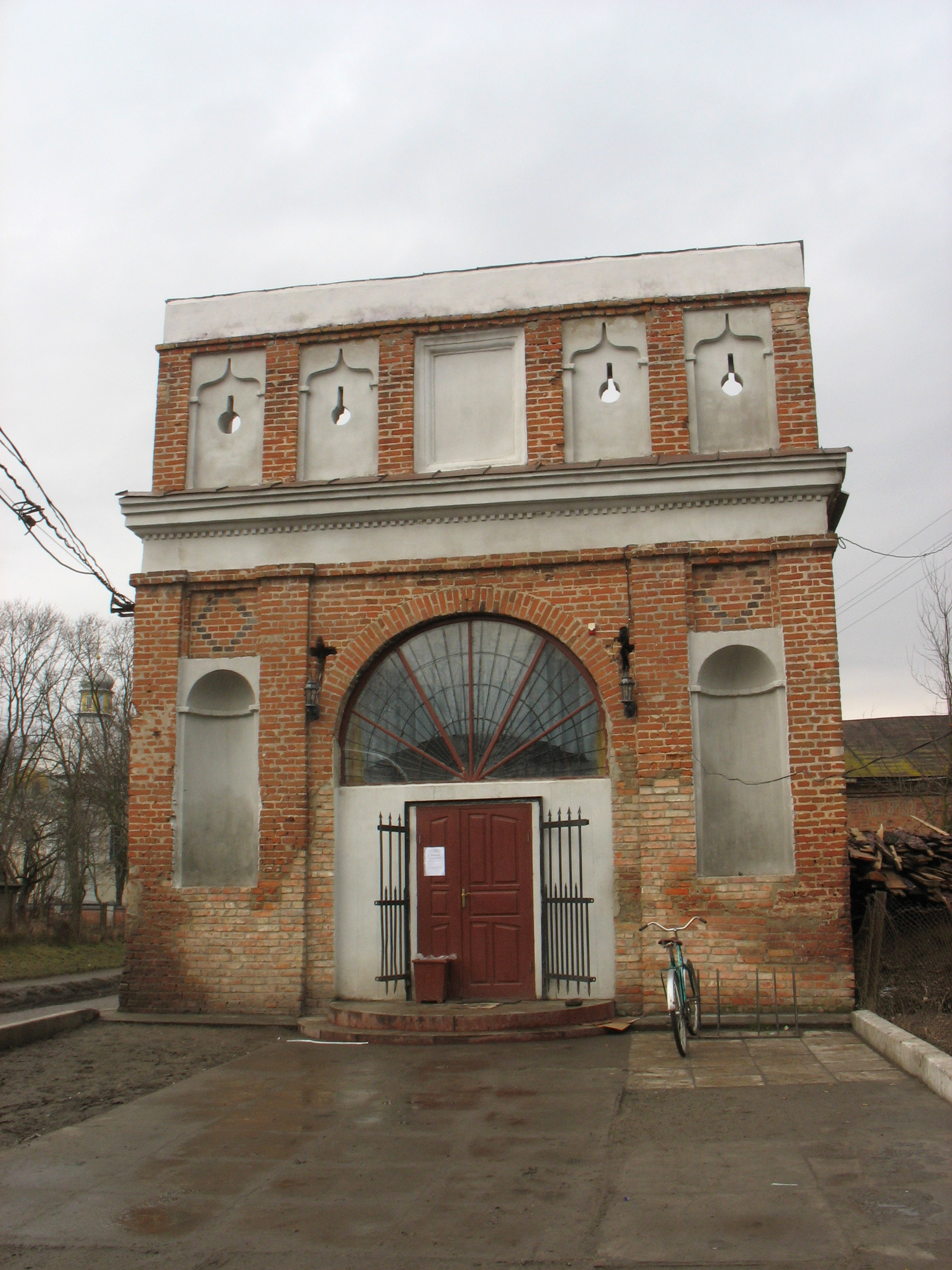
Brama Łucka w Ołyce
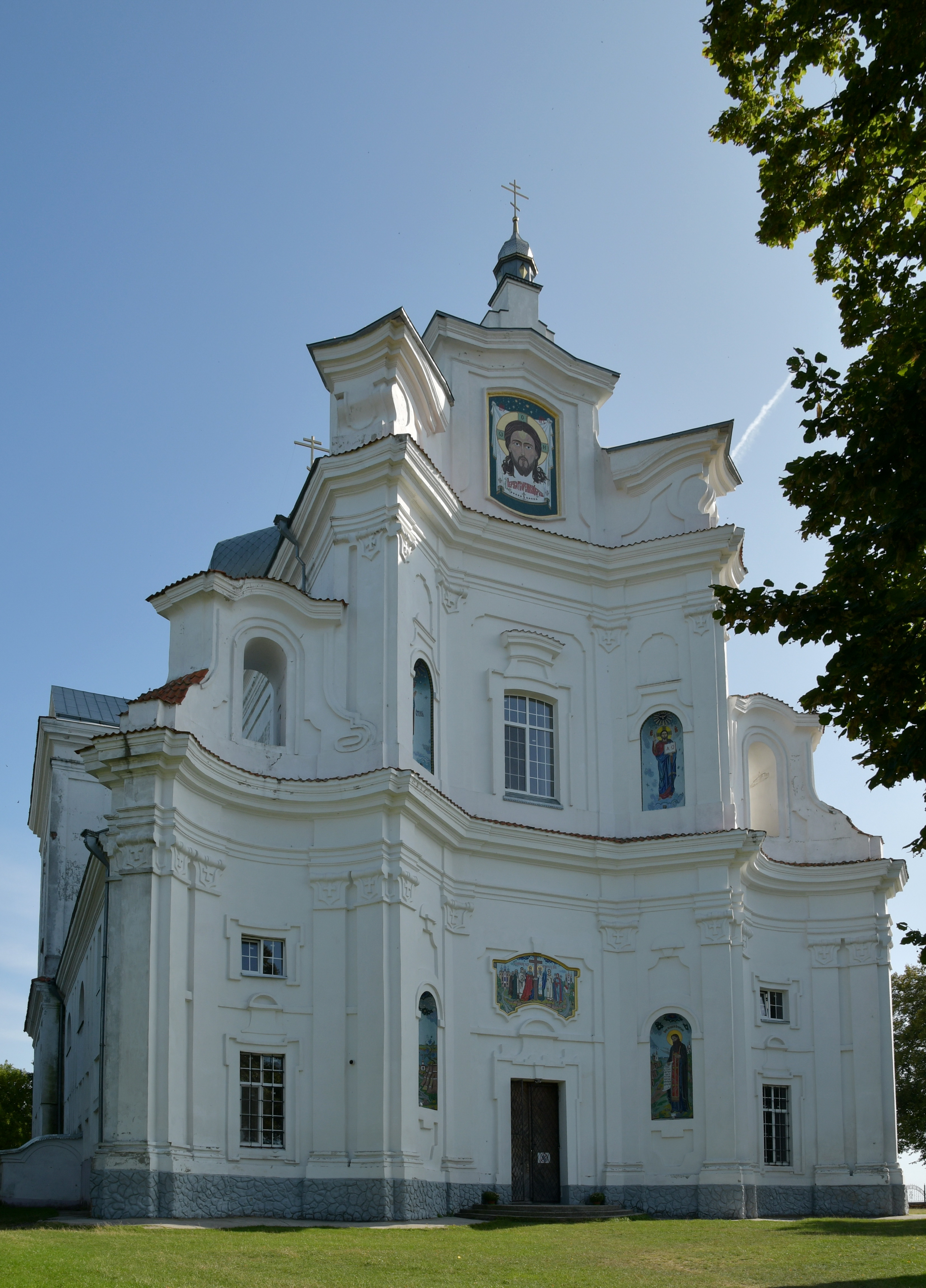
Kościół Dominikanów w Czartorysku (ob. cerkiew)
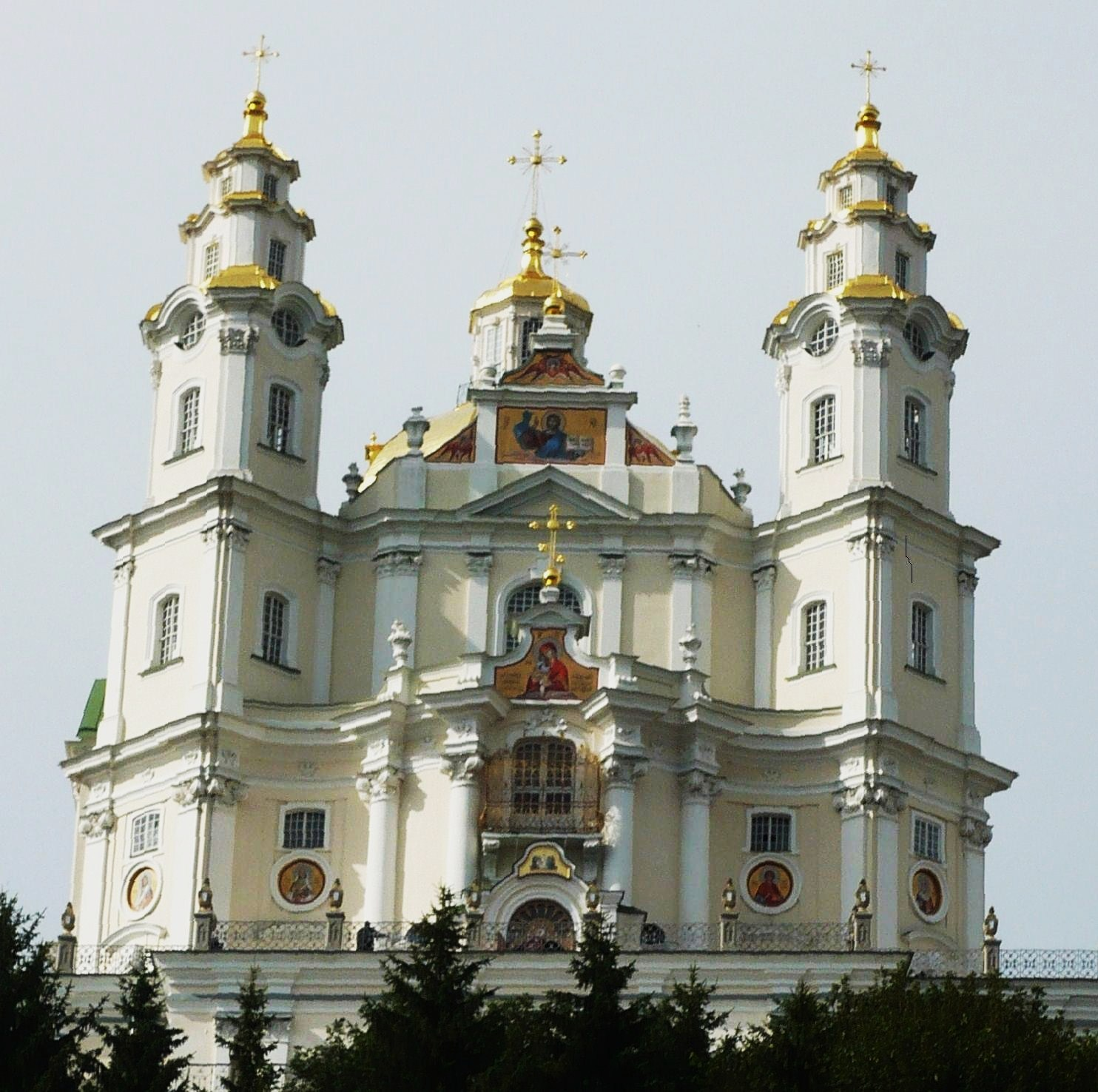
Sobór Zaśnięcia Matki Bożej w Poczajowie

### Zabytki z czasów zaborów
Wybrane zabytki z okresu, gdy Wołyń znajdował się pod zaborami rosyjskim i austriackim, z wyłączeniem pałaców:

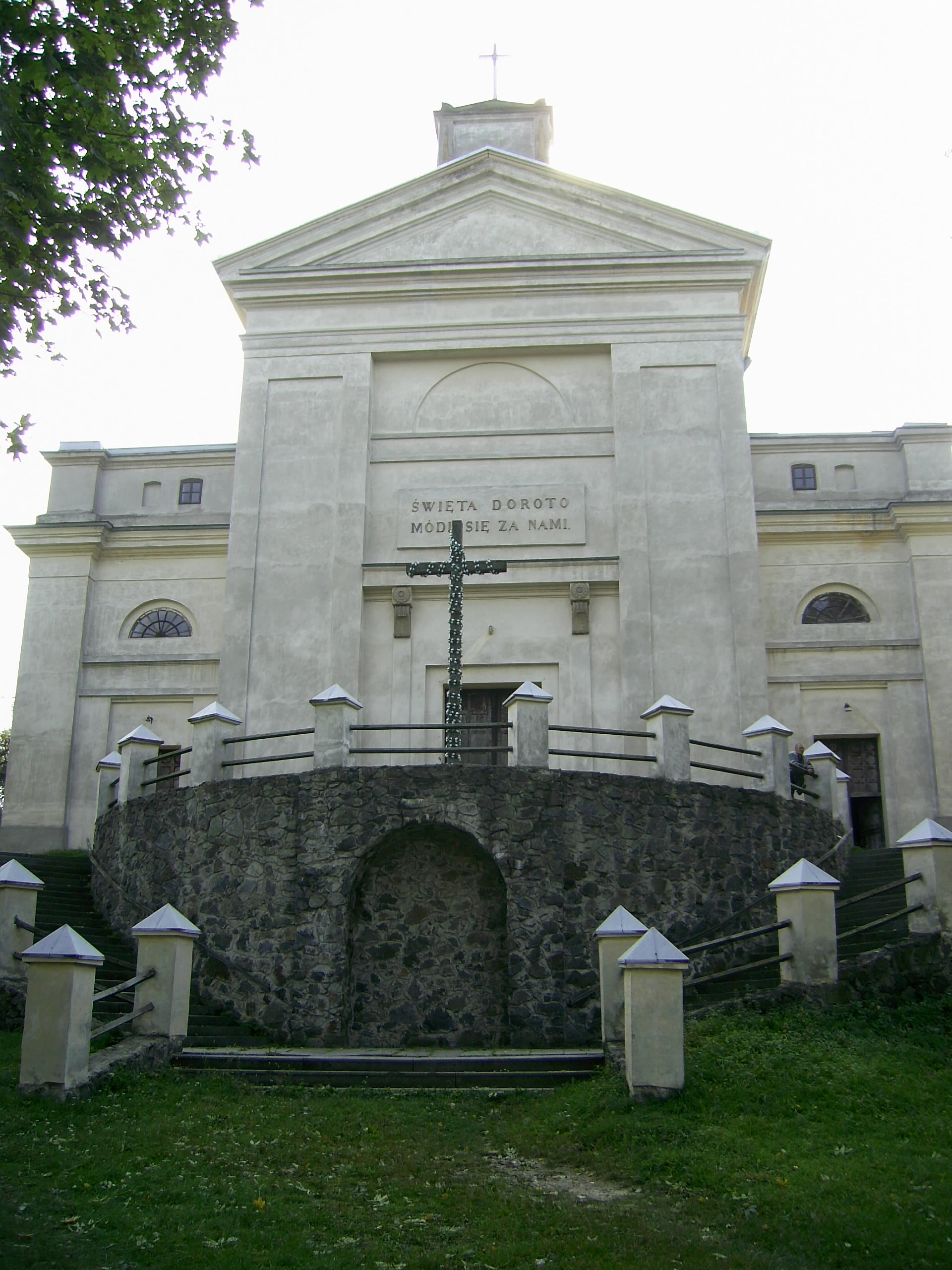
Kościół św. Doroty w Sławucie
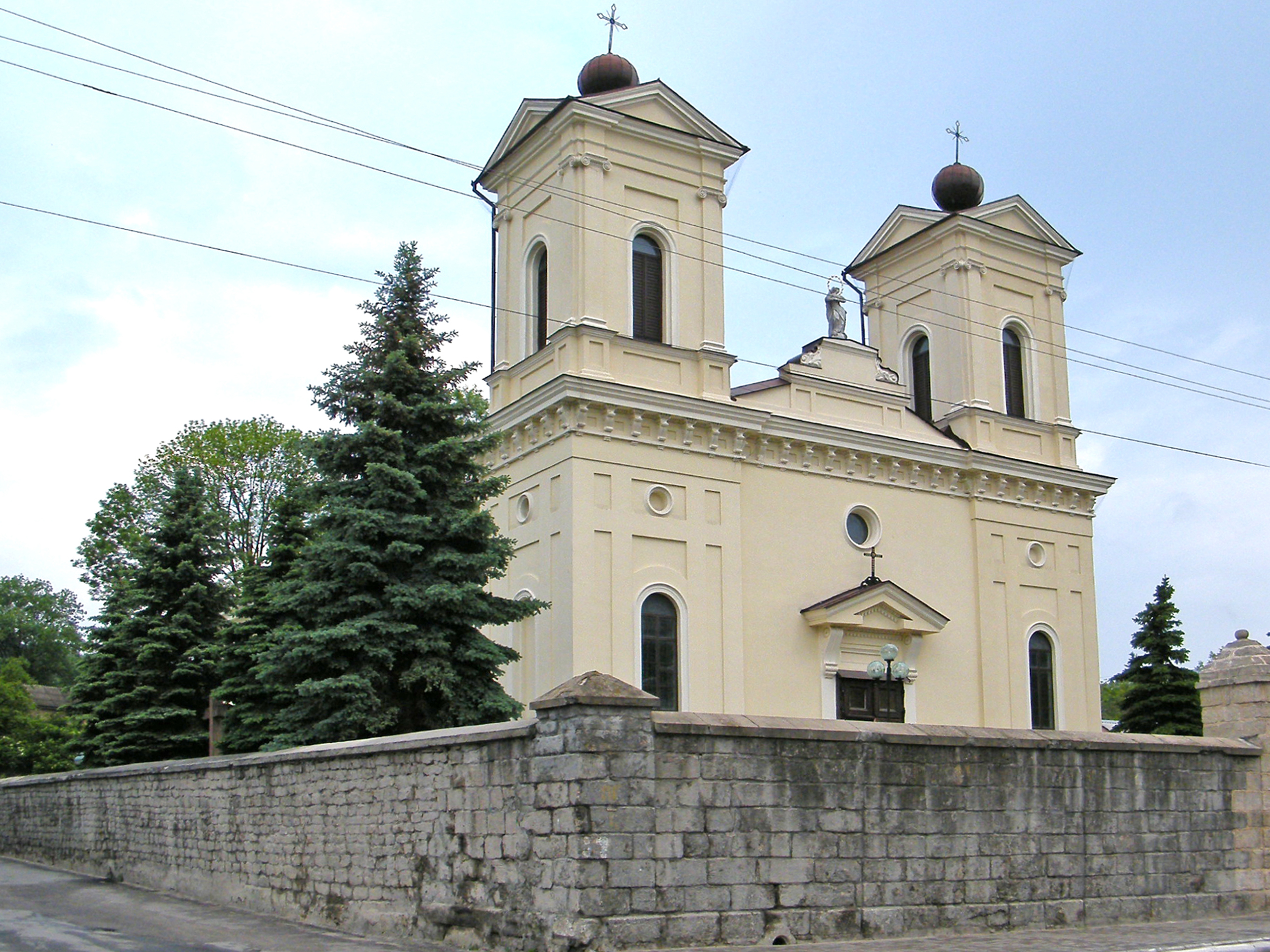
Kościół św. Stanisława w Krzemieńcu
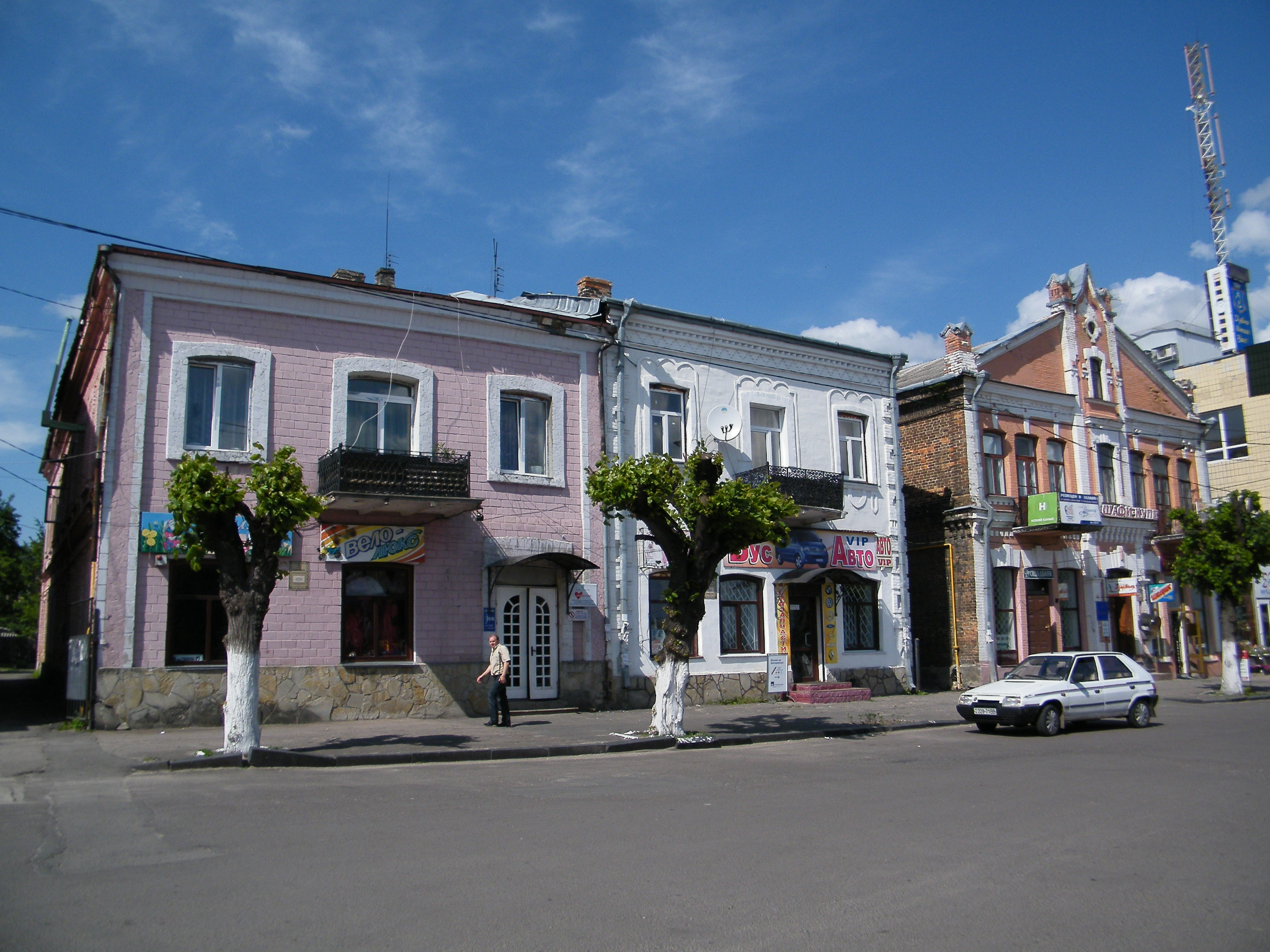
Kamieniczki w Dubnie
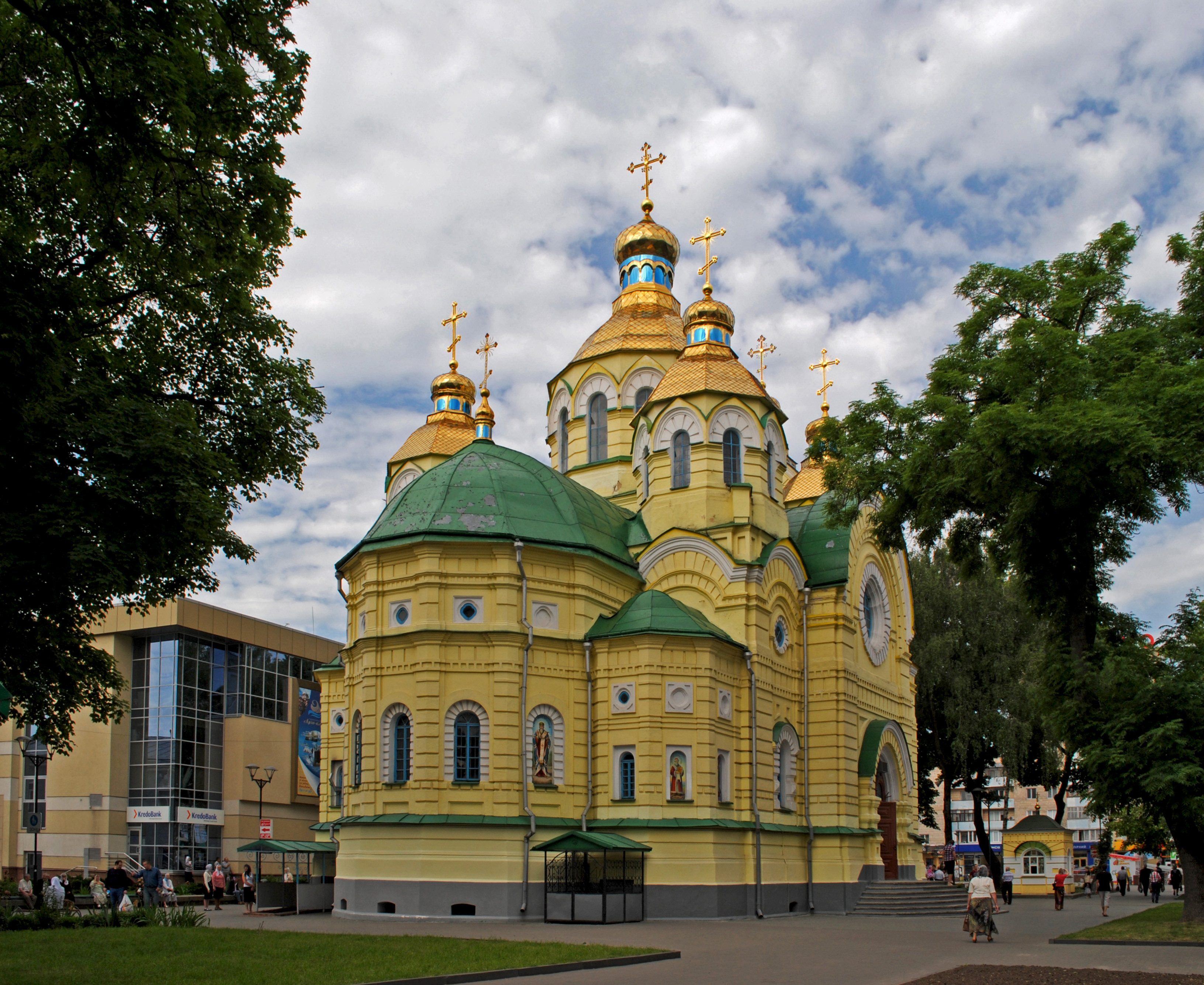
Sobór Zmartwychwstania Pańskiego w Równem
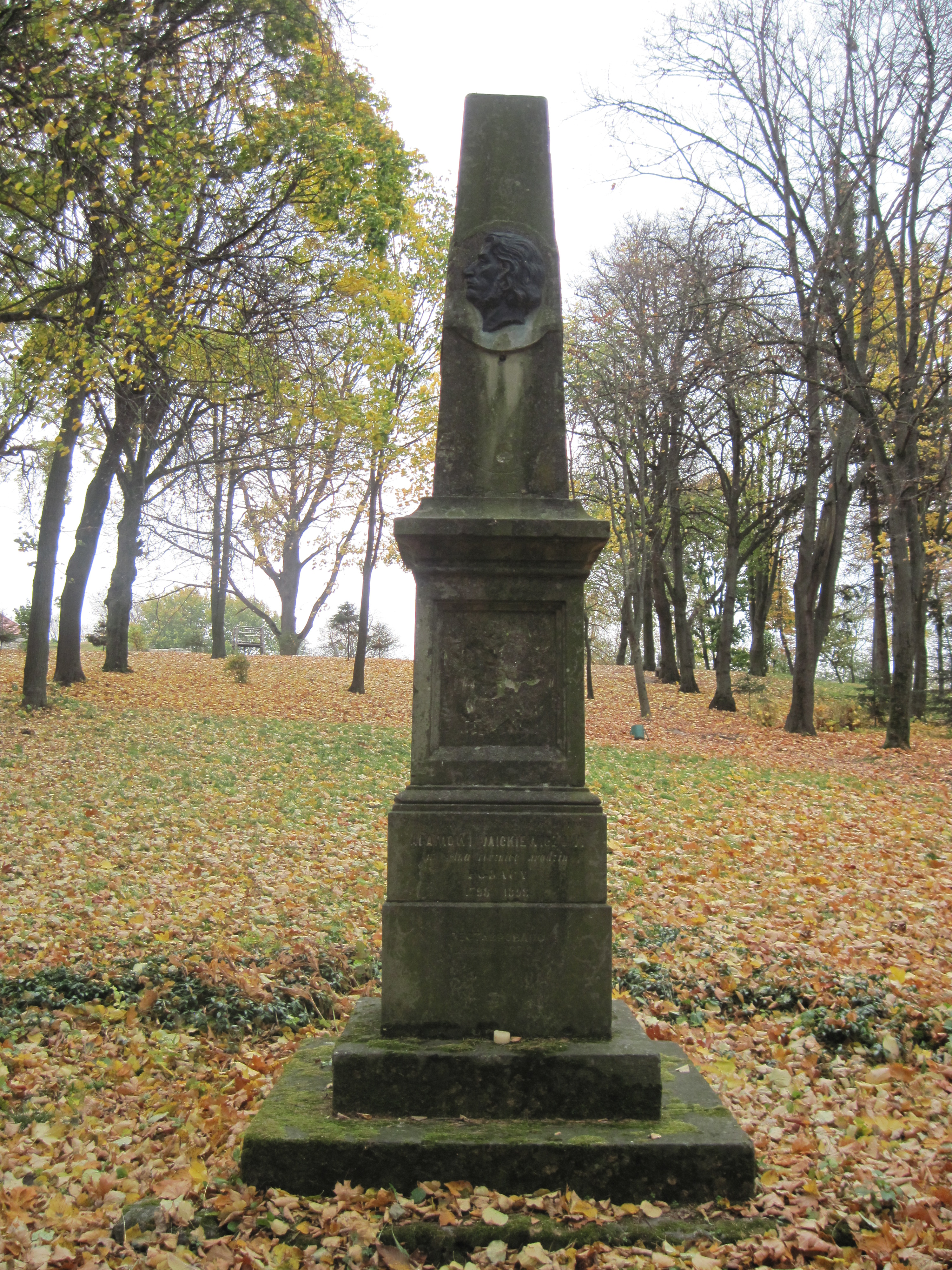
Pomnik Mickiewicza w Zbarażu
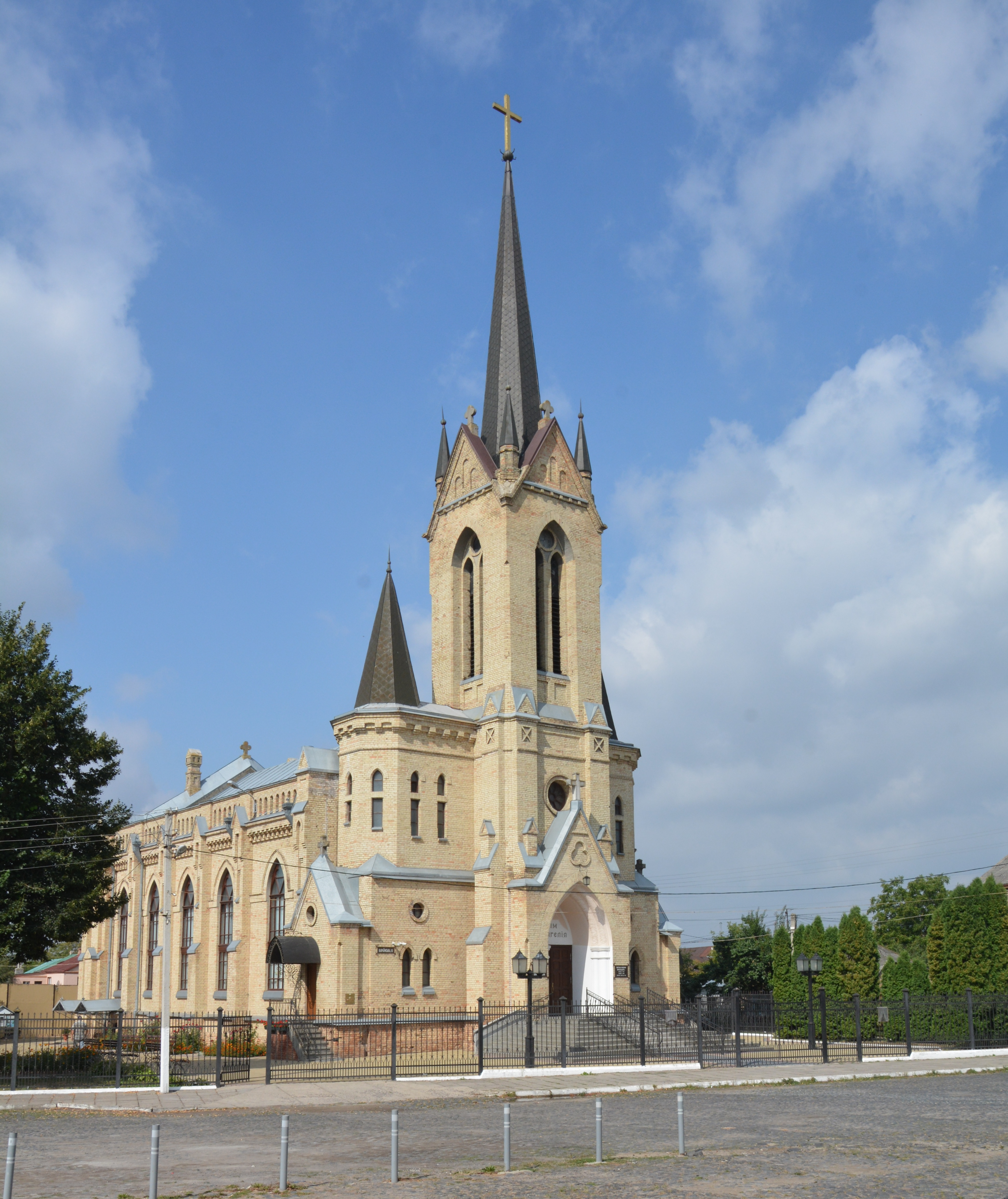
Kościół ewangelicko-augsburski w Łucku

### Zabytki z czasów II Rzeczypospolitej

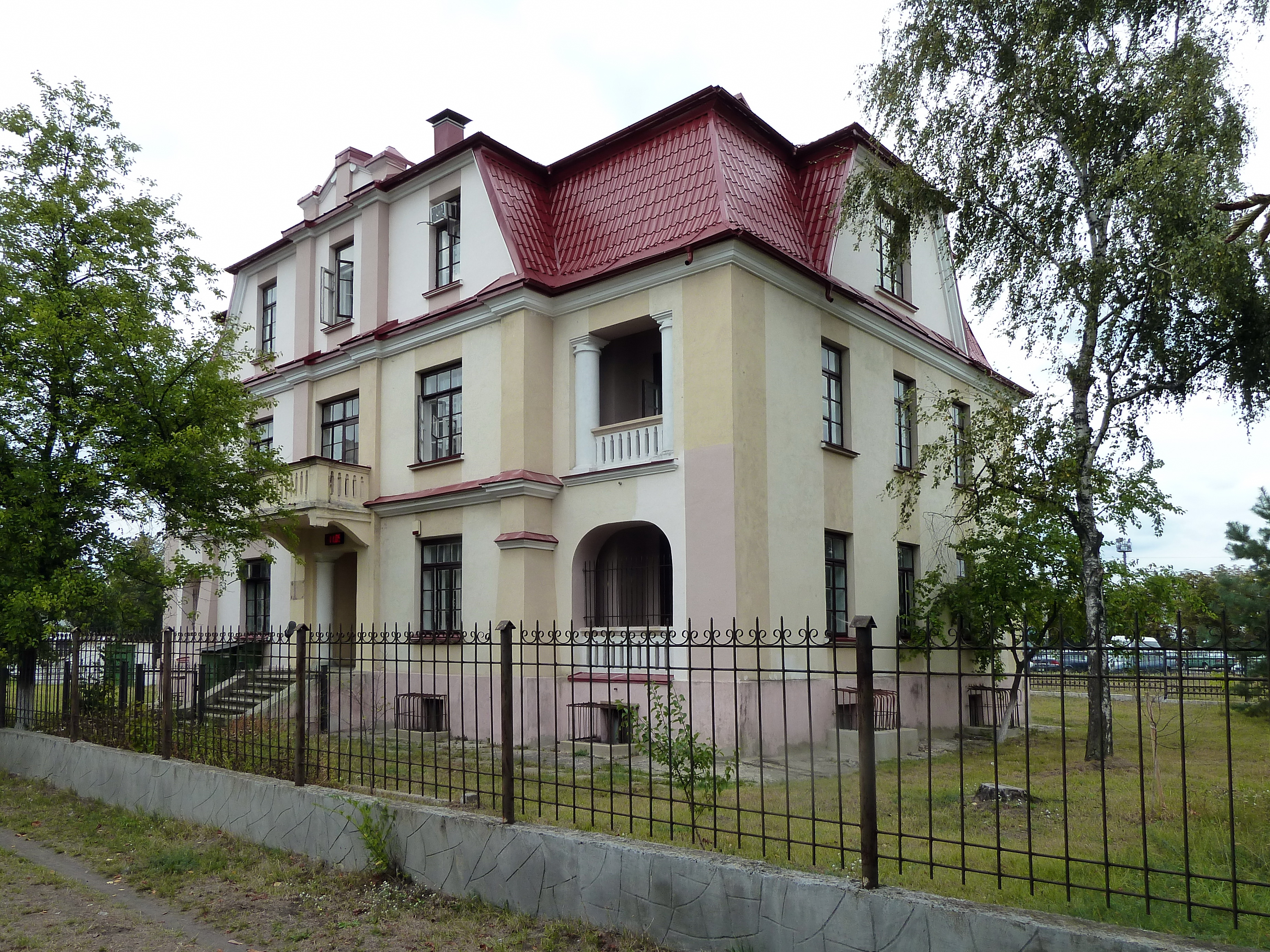
Willa w Kowlu
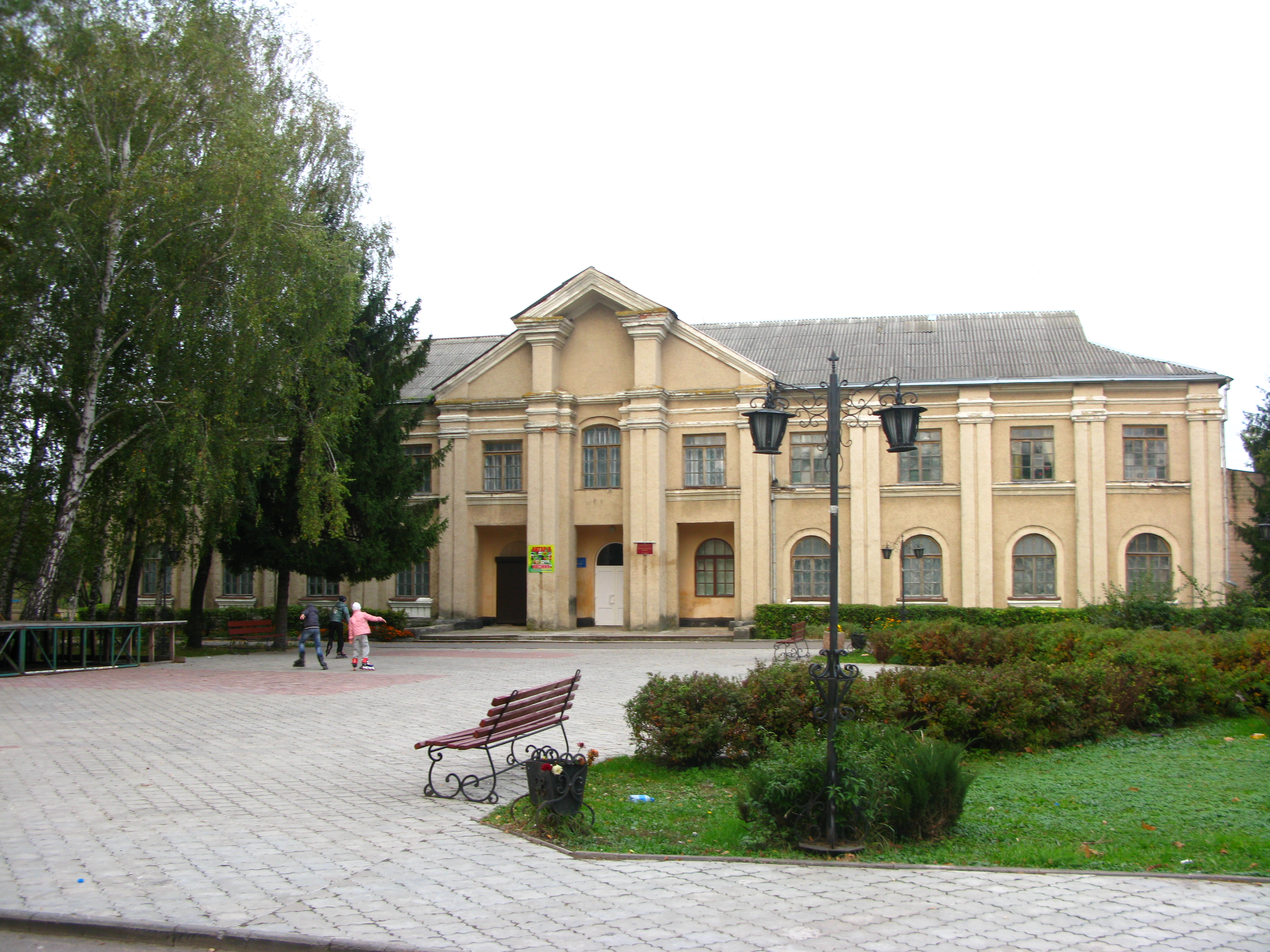
Gmach szkolny w Torczynie
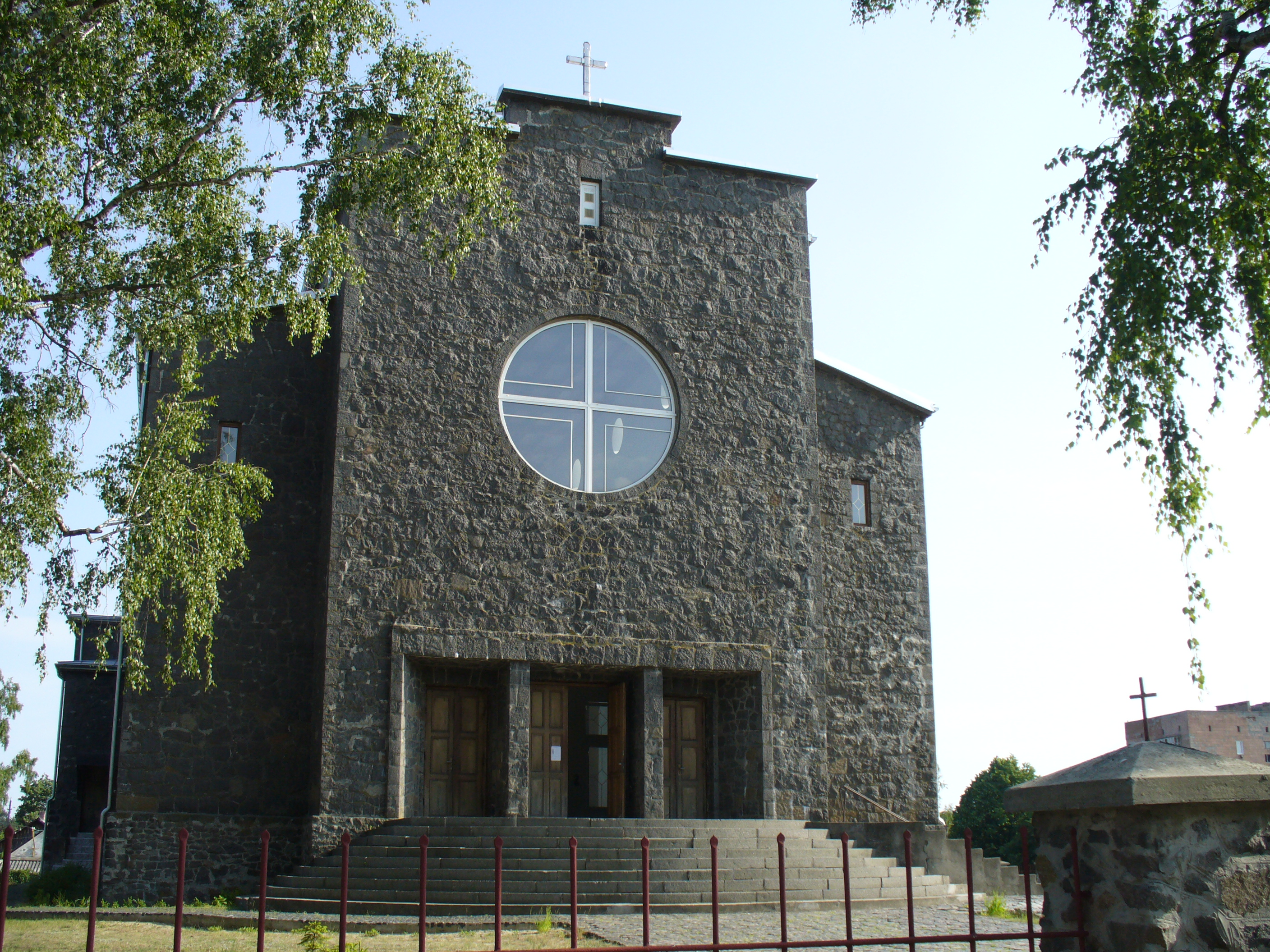
Kościół Przemienienia Pańskiego w Sarnach
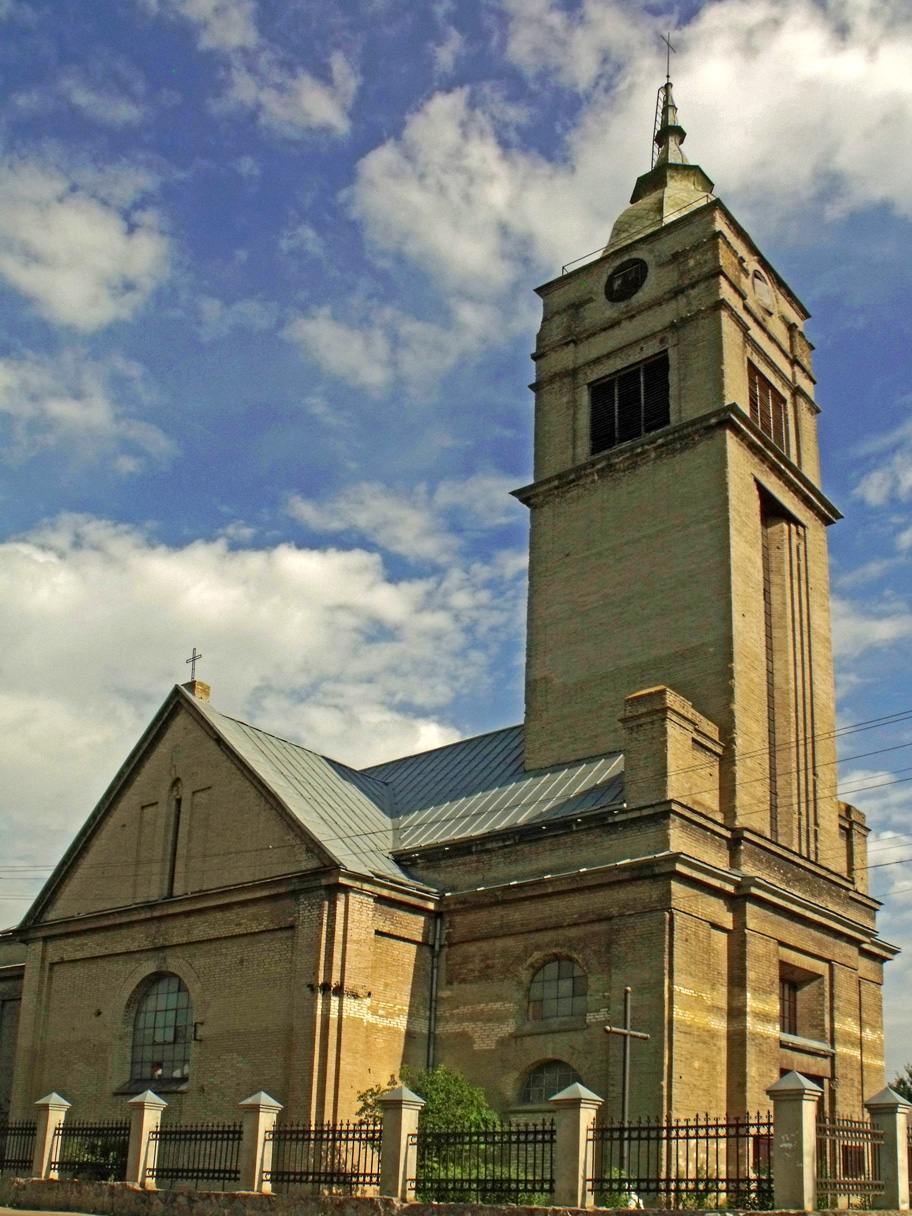
Kościół św. Piotra i Pawła w Zdołbunowie
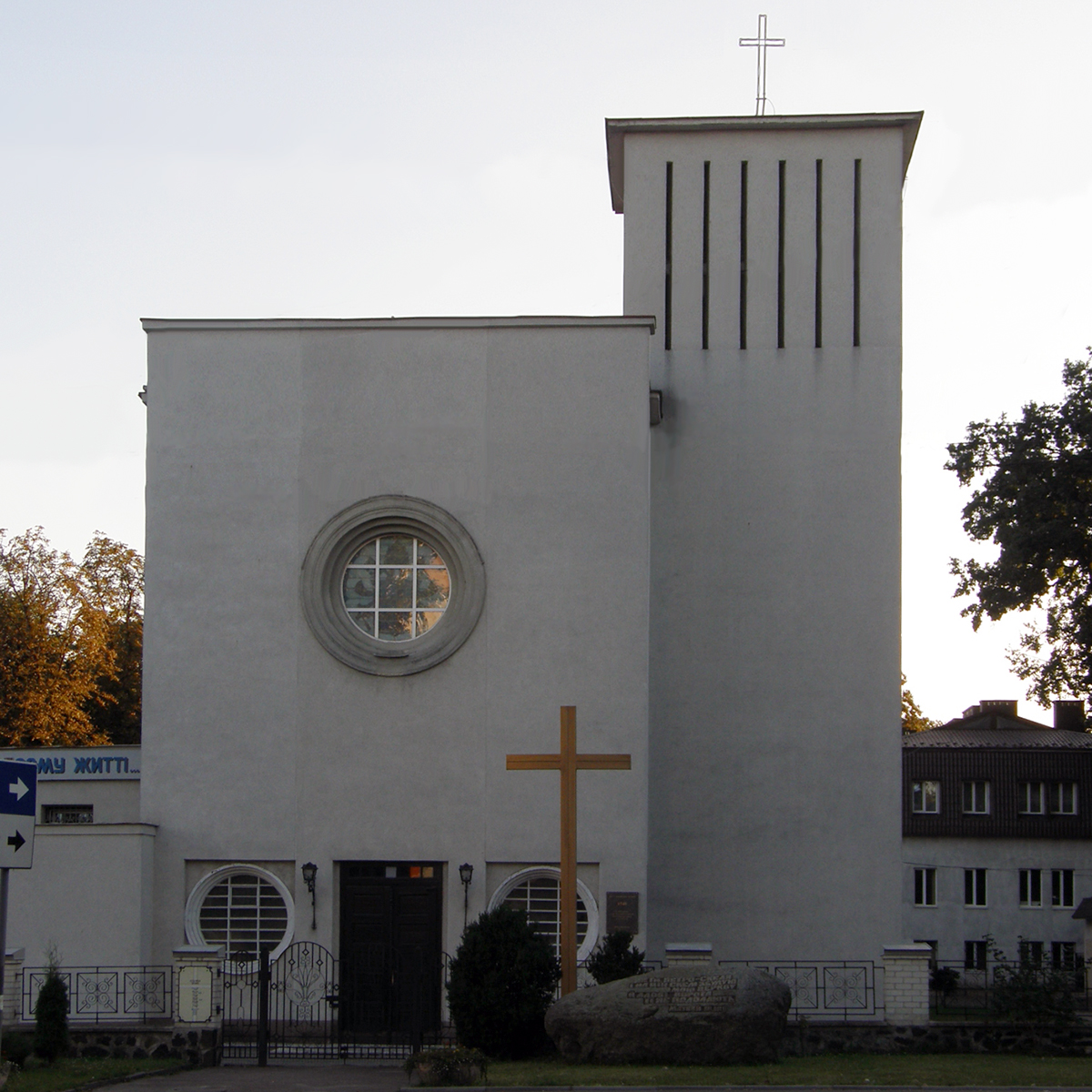
Kościół Świętych Apostołów Piotra i Pawła w Równem
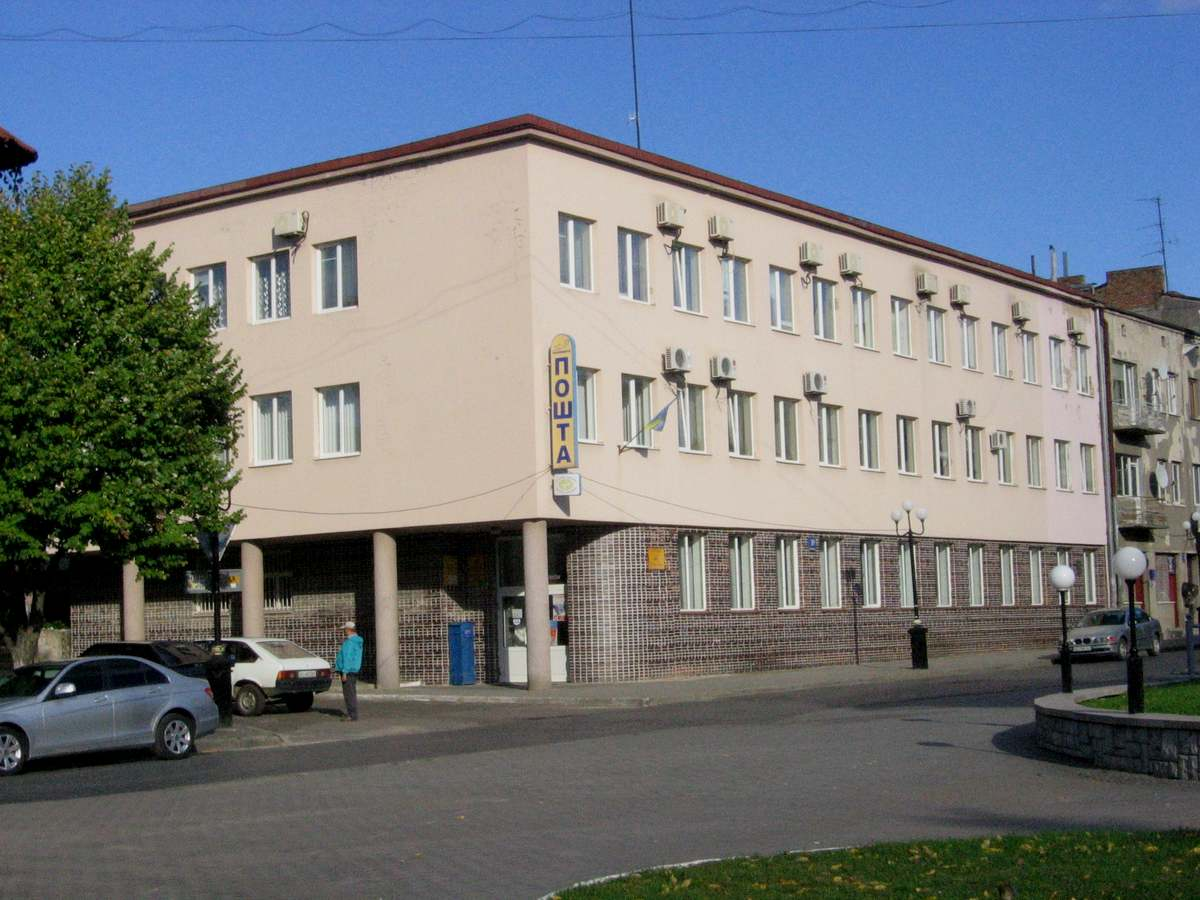
Poczta główna w Łucku
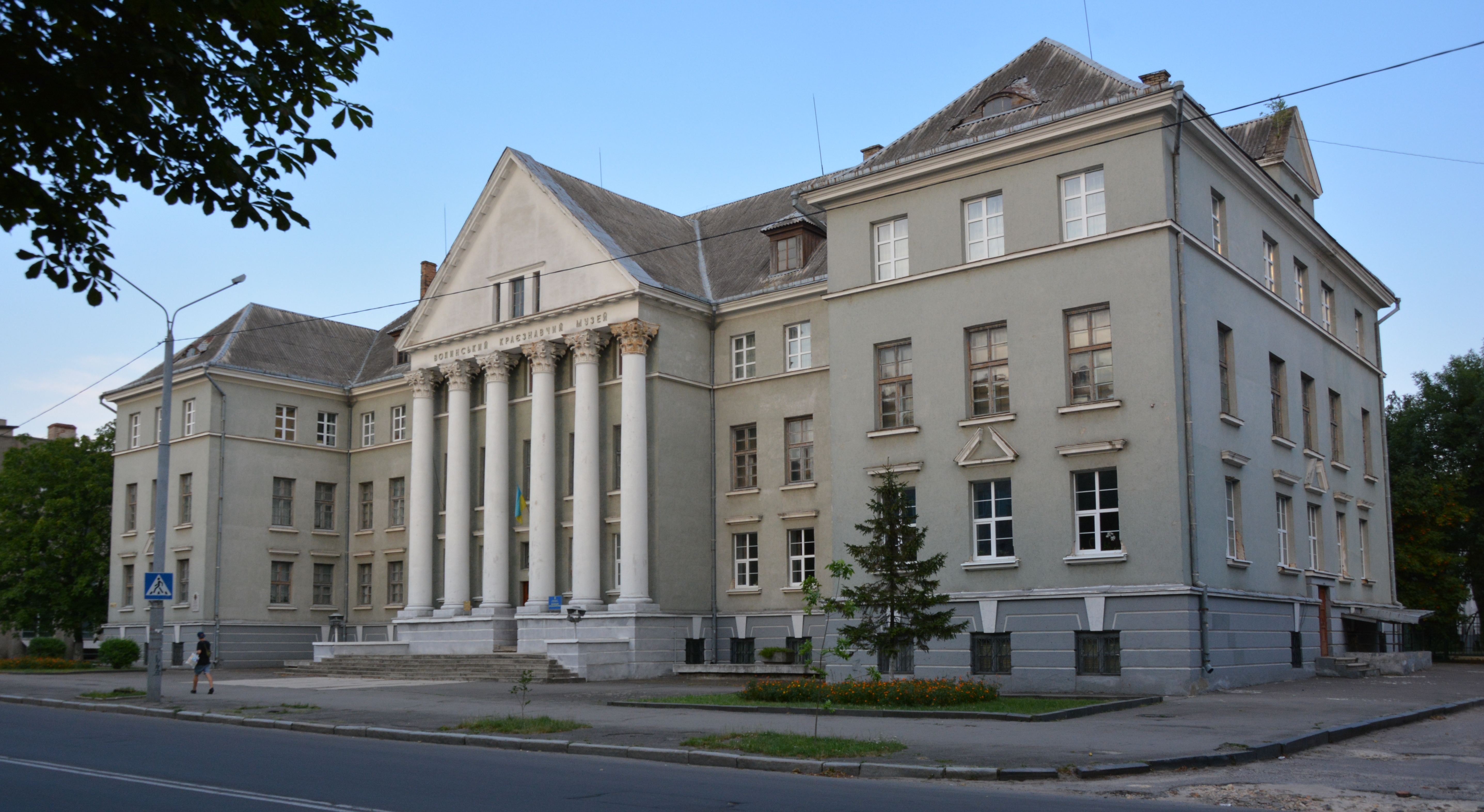
Wołyński Okręgowy Urząd Ziemski w Łucku
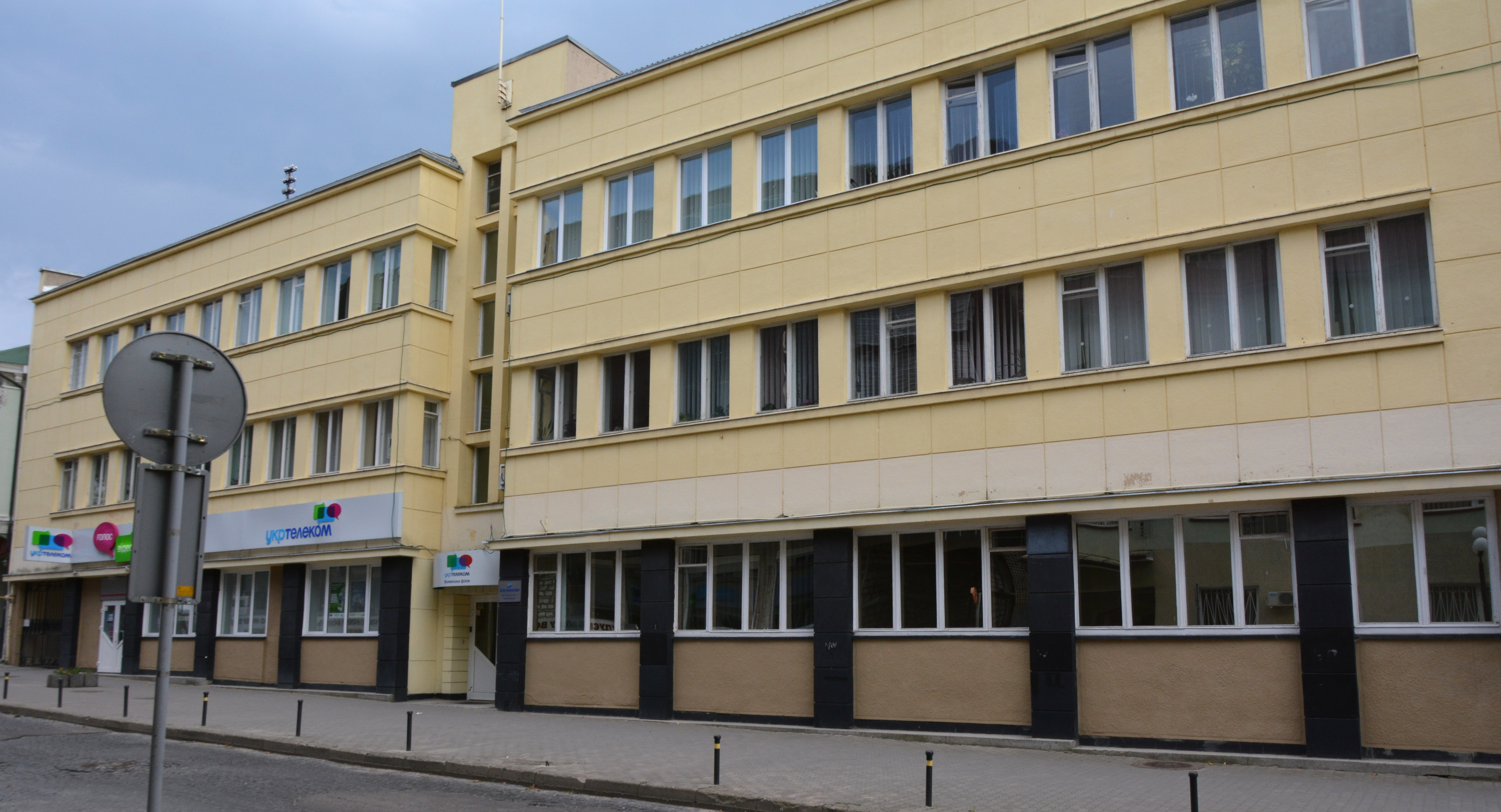
Centralna Kasa Spółek Rolniczych w Łucku (1937)

## Największe miasta

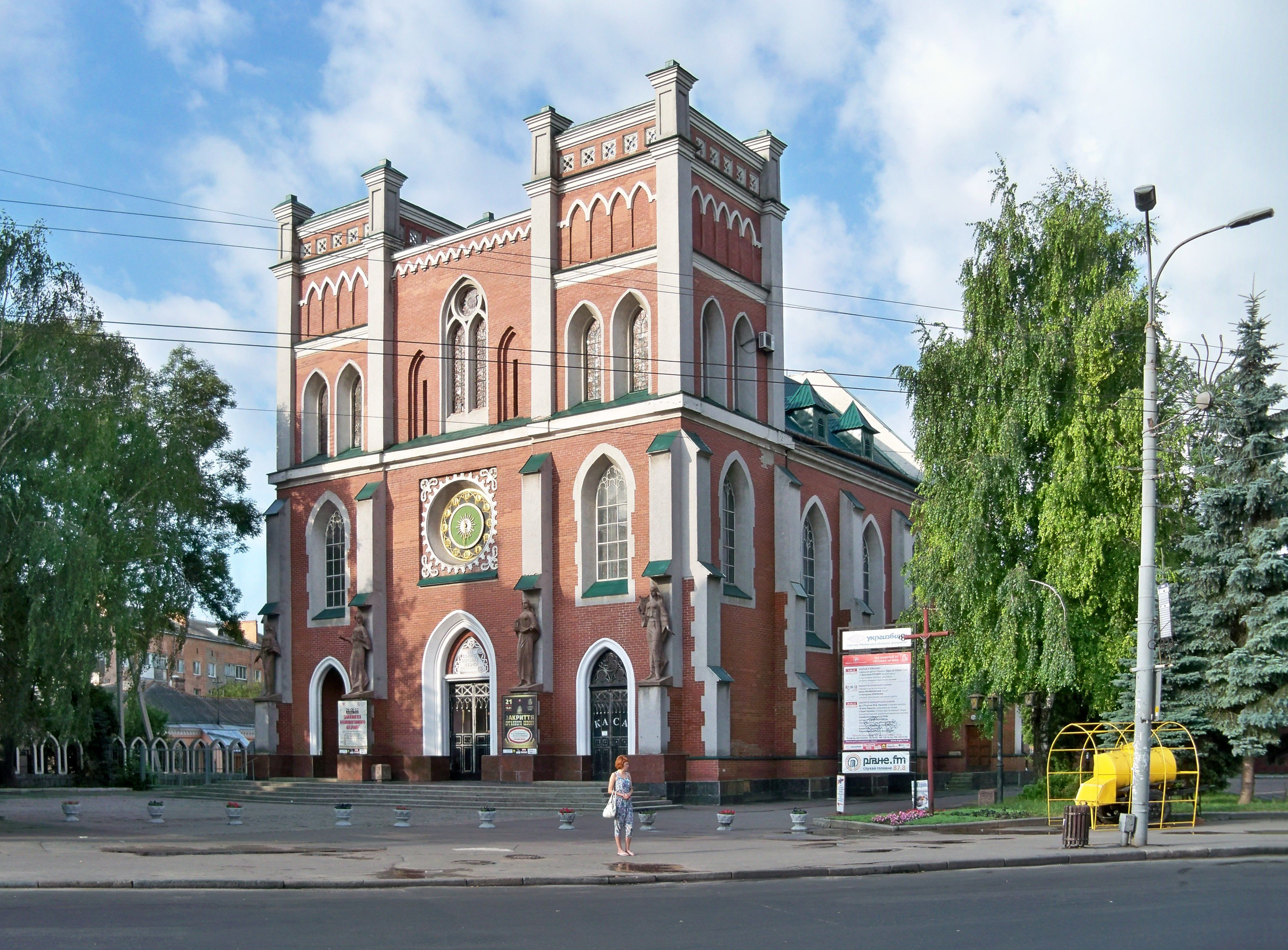
Równe

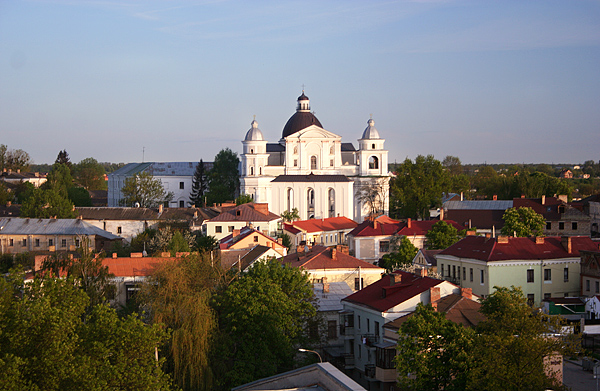
Łuck

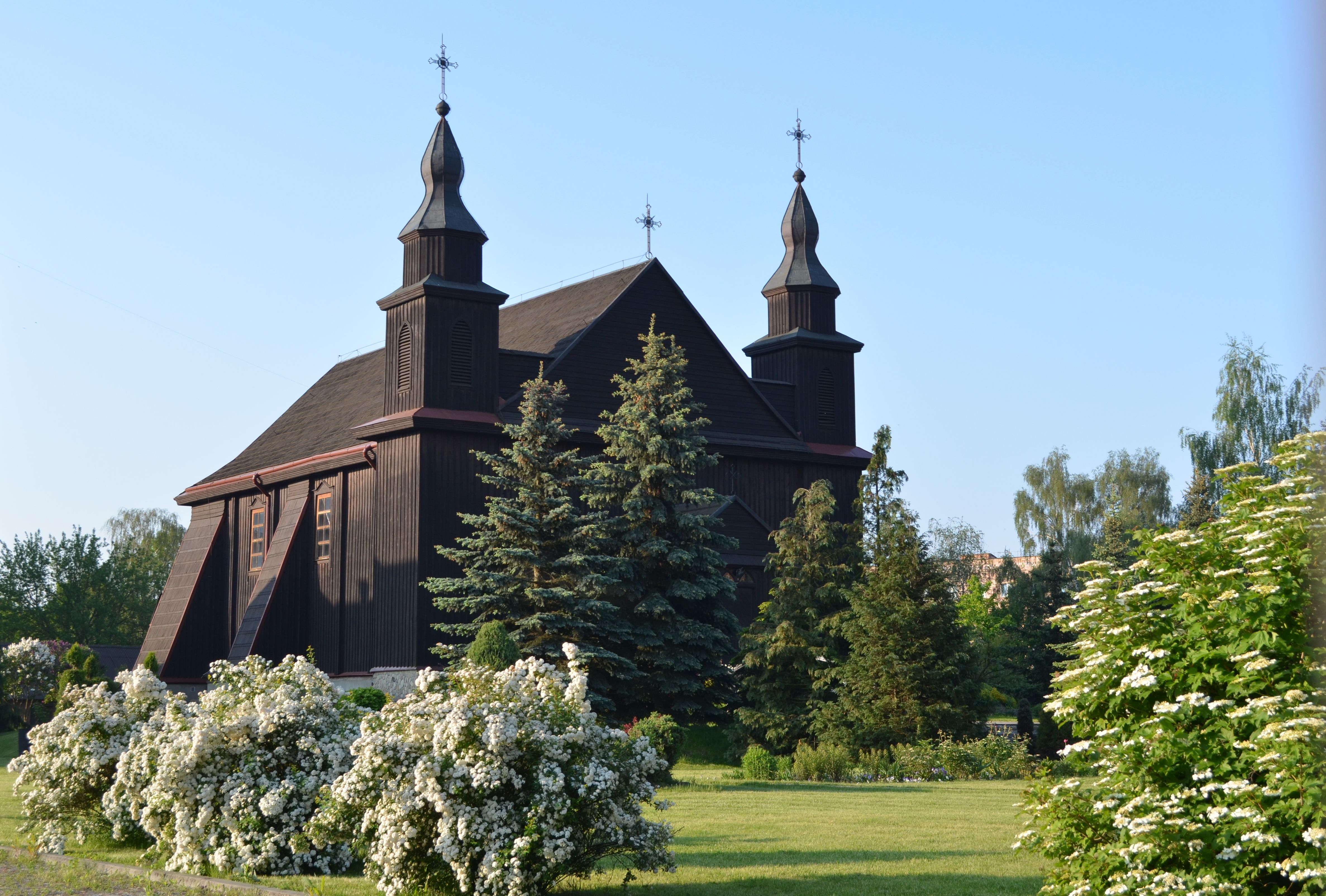
Kowel

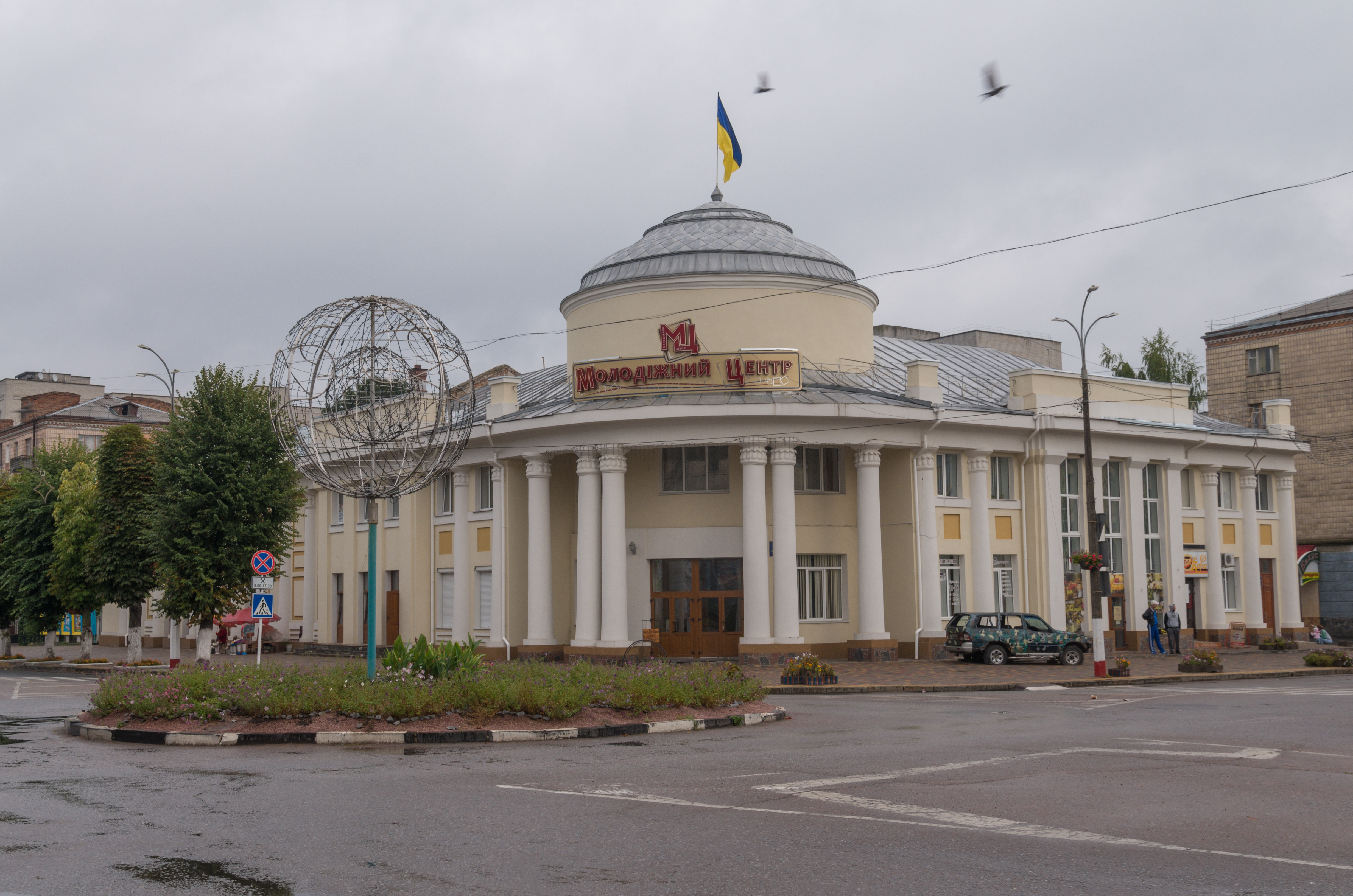
Zwiahel

Najludniejsze miasta Wołynia i ich przynależność administracyjna:
|     | miasto               | populacja (2016) | obwód       |
| --- | -------------------- | ---------------- | ----------- |
| 1.  | Równe                | 248 307          | rówieński   |
| 2.  | Łuck                 | 217 450          | wołyński    |
| 3.  | Kowel                | 69 235           | wołyński    |
| 4.  | Zwiahel              | 56 155           | żytomierski |
| 5.  | Nowowołyńsk          | 52 970           | wołyński    |
| 6.  | Szepetówka           | 42 858           | chmielnicki |
| 7.  | Warasz               | 41 849           | rówieński   |
| 8.  | Włodzimierz Wołyński | 39 306           | wołyński    |
| 9.  | Dubno                | 38 023           | rówieński   |
| 10. | Niecieszyn           | 37 014           | chmielnicki |
| 11. | Sławuta              | 36 054           | chmielnicki |
| 12. | Starokonstantynów    | 35 288           | chmielnicki |
| 13. | Kostopol             | 31 681           | rówieński   |
| 14. | Sarny                | 29 019           | rówieński   |
| 15. | Zdołbunów            | 24 882           | rówieński   |
| 16. | Krzemieniec          | 21 524           | tarnopolski |
| 17. | Połonne              | 21 488           | chmielnicki |
| 18. | Krasiłów             | 19 397           | chmielnicki |
| 19. | Wołoczyska           | 19 359           | chmielnicki |
| 20. | Zasław               | 17 002           | chmielnicki |
| 21. | Ostróg               | 15 779           | rówieński   |
| 22. | Kiwerce              | 14 316           | wołyński    |
| 23. | Zbaraż               | 14 052           | tarnopolski |
| 24. | Bereźne              | 13 373           | rówieński   |
| 25. | Rożyszcze            | 13 149           | wołyński    |

## Ludzie związani z Wołyniem

Znani Polacy urodzeni na Wołyniu
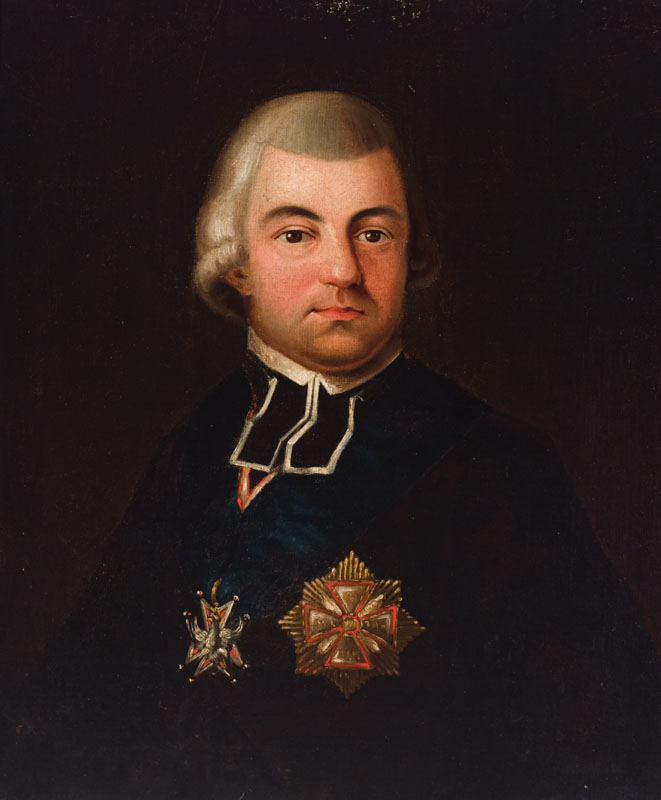
Hugo Kołłątaj
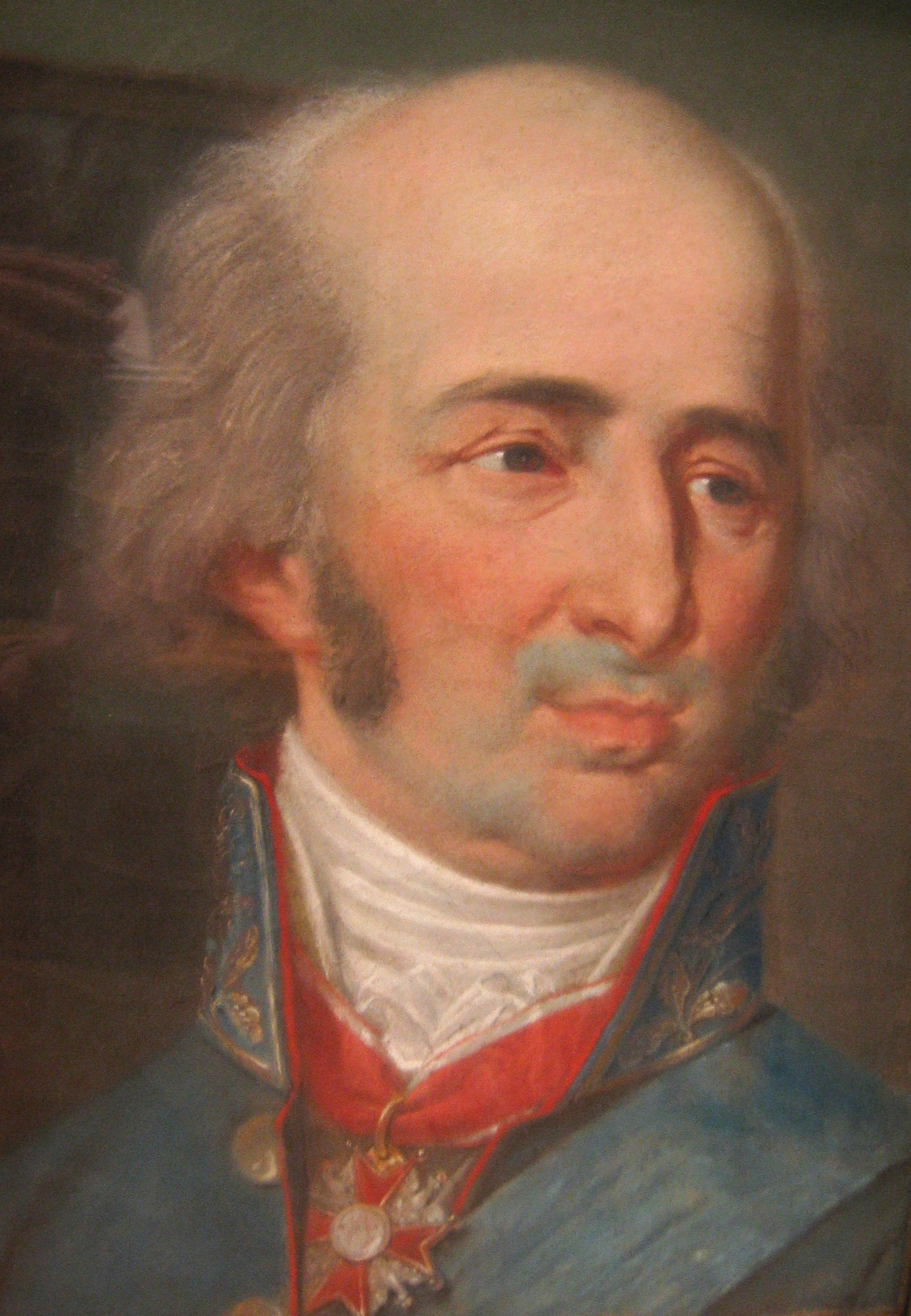
Tadeusz Czacki
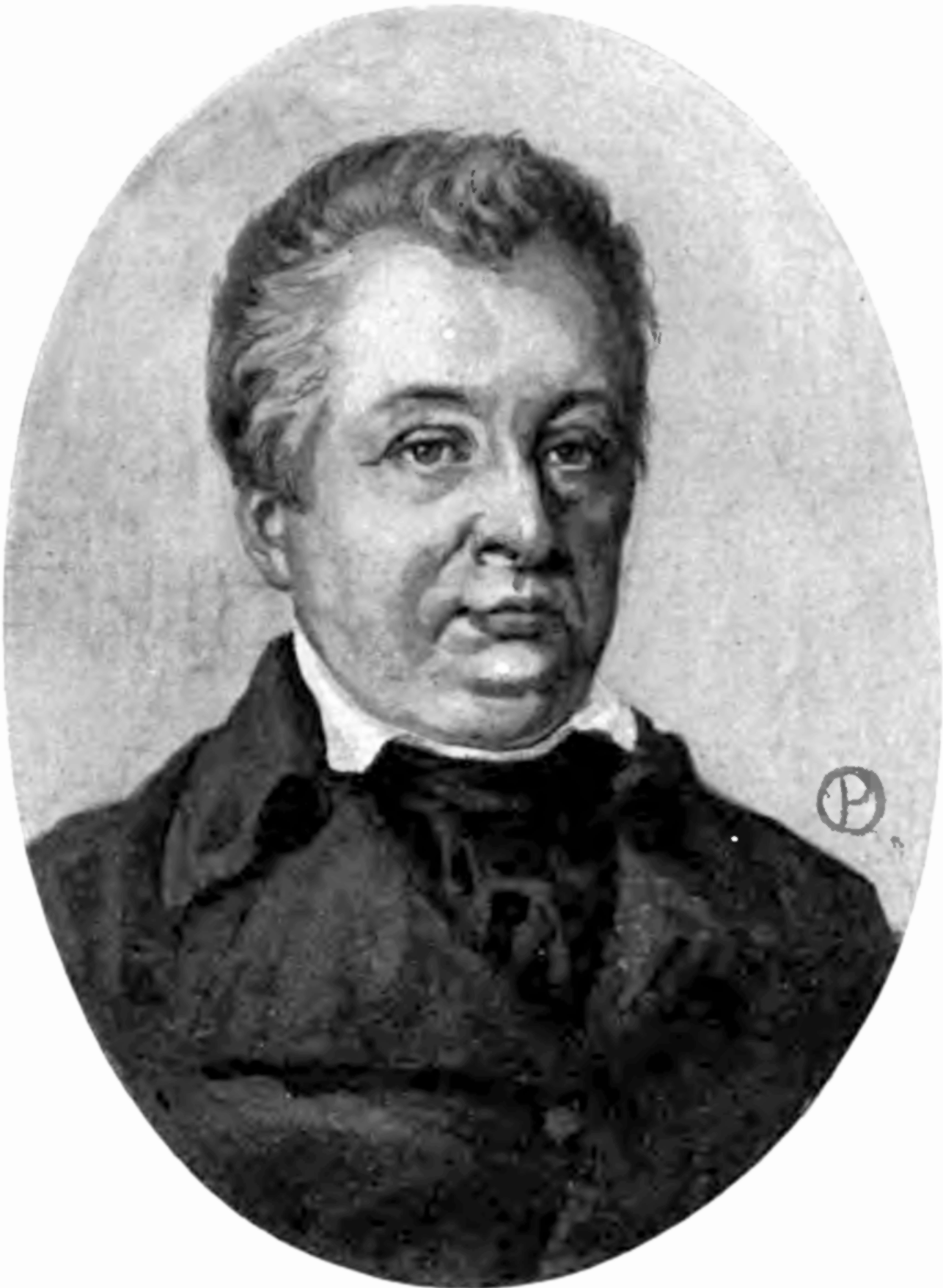
Henryk Rzewuski
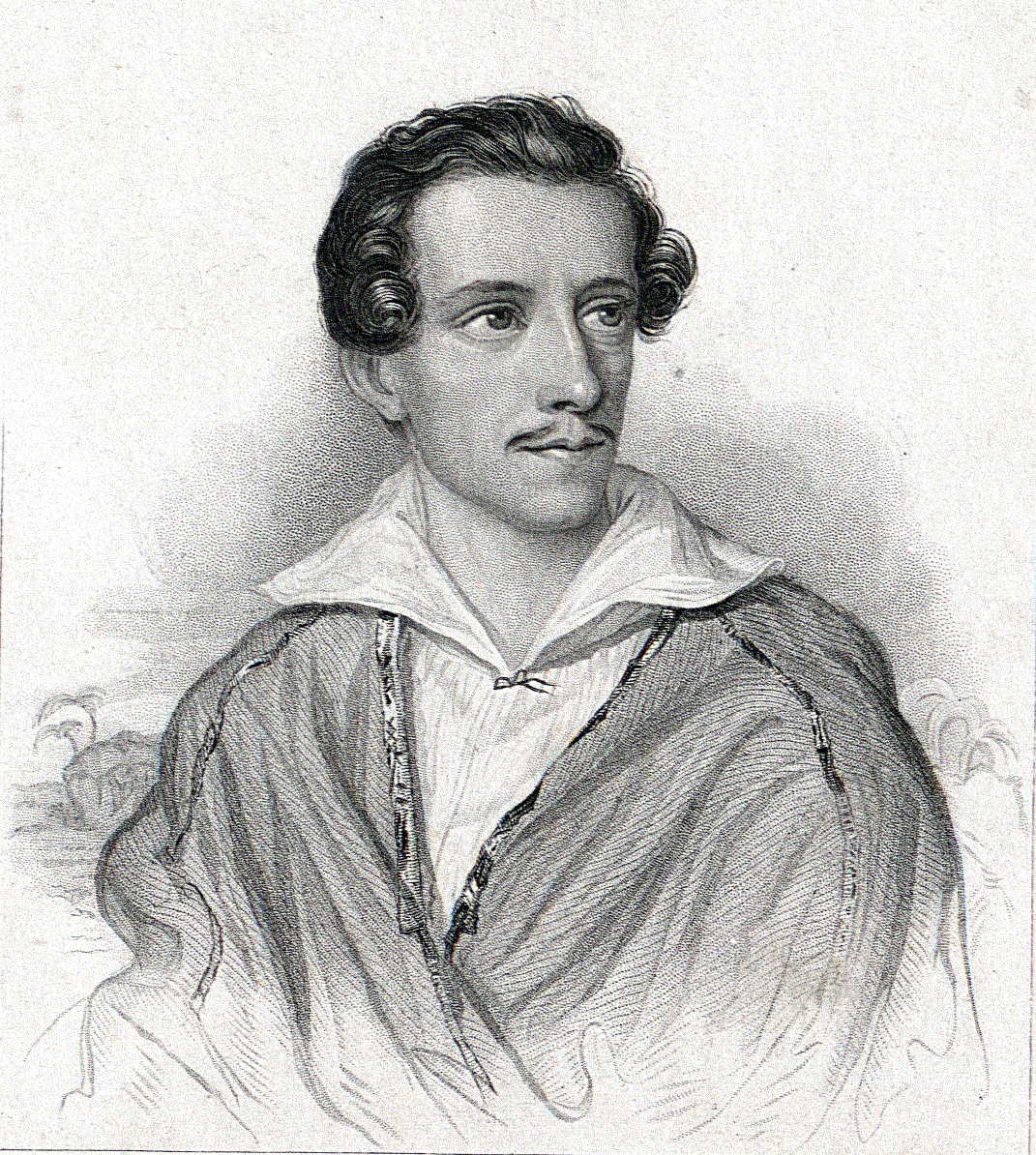
Juliusz Słowacki
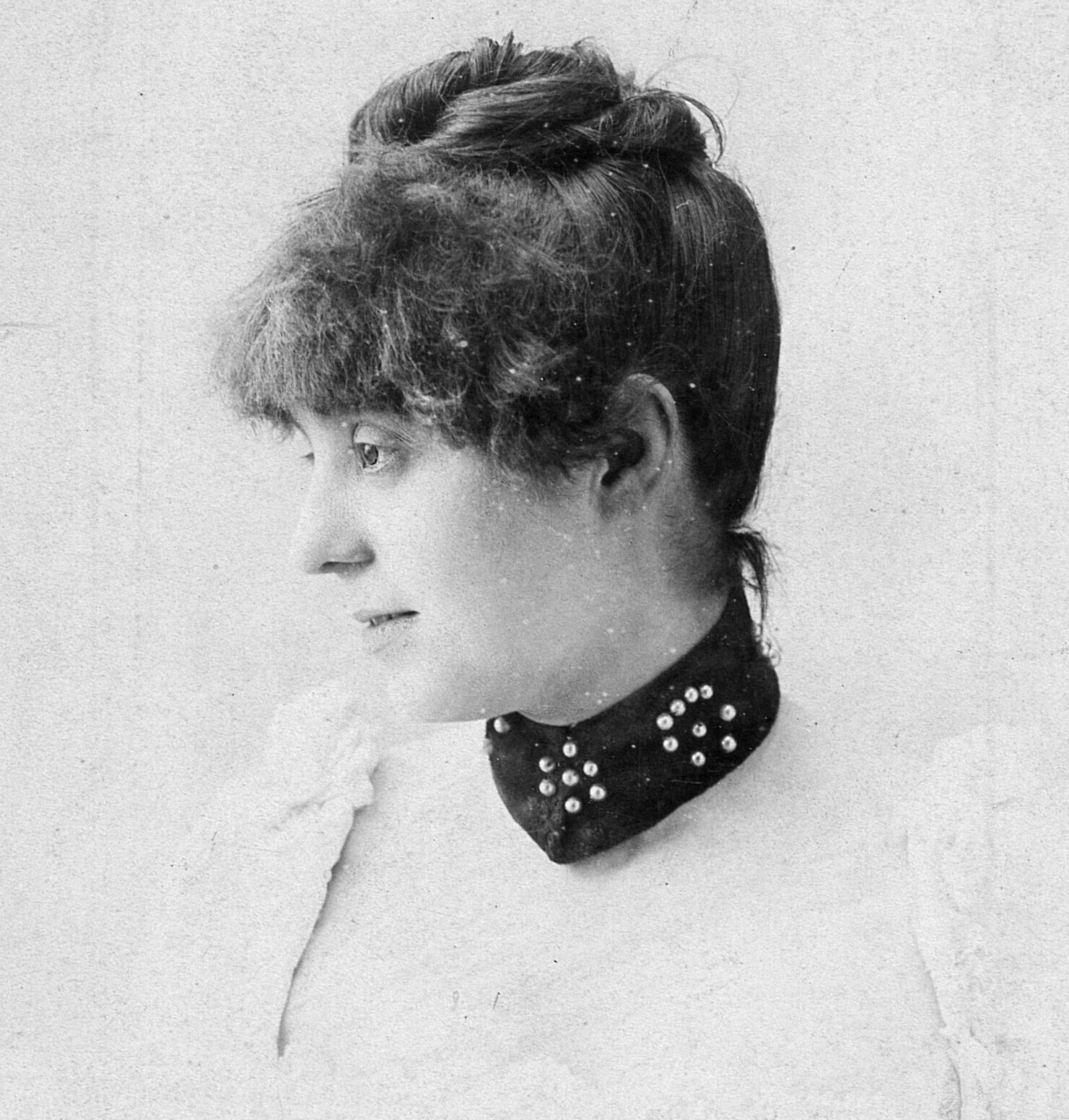
Gabriela Zapolska
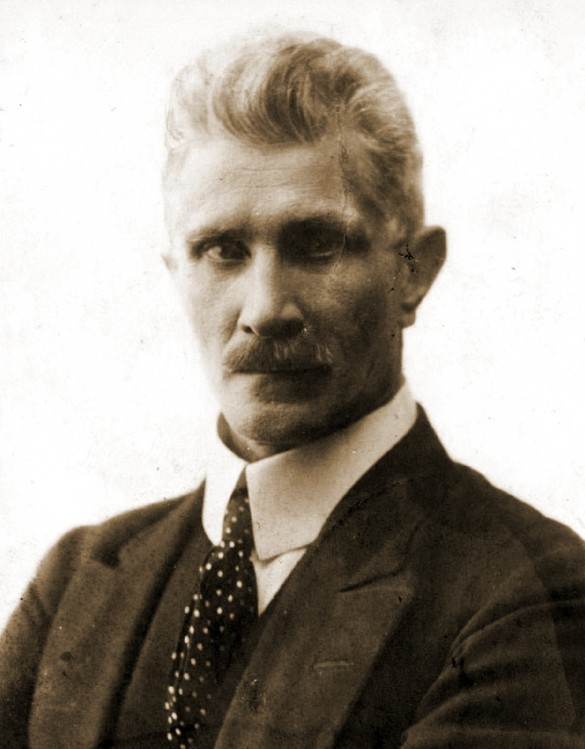
Ignacy Daszyński
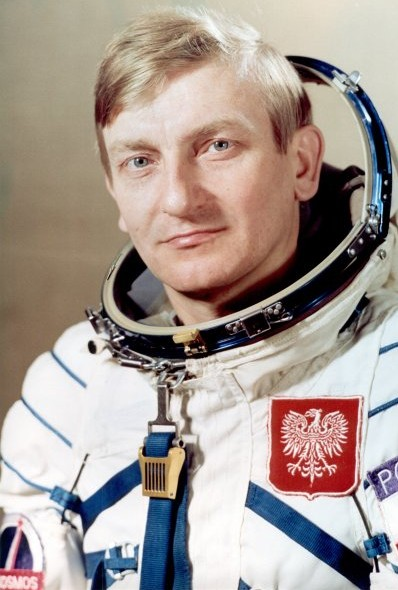
Mirosław Hermaszewski